# NHL (2018/2019)/Play-off
NHL (2018/2019) Play-off – rozgrywka finałowa sezonu 2018/2019 w amerykańsko-kanadyjskiej lidze hokejowej NHL o Puchar Stanleya. Mecze odbywały się od 10 kwietnia do 12 czerwca 1919. Puchar Stanleya po raz pierwszy zdobyła drużyna St. Louis Blues.

## Rozstawienie
Po zakończeniu sezonu zasadniczego 16 zespołów zapewniło sobie start w fazie play-off. Drużyna Tampa Bay Lightning zdobywca Presidents’ Trophy uzyskała najlepszy wynik w lidze zdobywając w 82 spotkaniach 128 punktów. Jest to najwyżej rozstawiona drużyna. Kolejne miejsce rozstawione uzupełnili mistrzowie dywizji: Washington Capitals, Nashville Predators oraz Calgary Flames.

### Konferencja Wschodnia
Dywizja atlantycka
1. Tampa Bay Lightning – 128 punktów, mistrz dywizji atlantyckiej i konferencji wschodniej, zdobywca Presidents’ Trophy
2. Boston Bruins – 107 punktów
3. Toronto Maple Leafs – 100 punktów

Dywizja metropolitalna
1. Washington Capitals – 104 punky, mistrz dywizji metropolitalnej
2. New York Islanders – 103 punky
3. Pittsburgh Penguins – 100 punktów
4. Carolina Hurricanes – 99 punktów, dzika karta
5. Columbus Blue Jackets –  98 punktów, dzika karta

### Konferencja Zachodnia
Dywizja pacyficzna
1. Calgary Flames – 107 punktów, mistrz dywizji pacyficznej i konferencji zachodniej
2. San Jose Sharks – 101 punktów
3. Vegas Golden Knights – 93 punkty

Dywizja centralna
1. Nashville Predators – 100 punktów, mistrz dywizji centralnej
2. Winnipeg Jets – 99 punktów (45 zwycięstw)
3. St. Louis Blues – 99 punktów (42 zwycięstwa)
4. Dallas Stars – 93 punkty, dzika karta
5. Colorado Avalanche – 90 punktów, dzika karta

## Drzewko playoff
Faza play-off rozgrywana jest w czterech rundach. Drużyna, która zajęła wyższe miejsce w sezonie zasadniczym w nagrodę zostaje gospodarzem ewentualnego siódmego meczu. Z tym, że zdobywca Presidents’ Trophy zawsze jest gospodarzem siódmego meczu. Wszystkie cztery rundy rozgrywane są w formule do czterech zwycięstw według schematu: 2-2-1-1-1, czyli wyżej rozstawiony rozgrywa mecze: 1 i 2 oraz ewentualnie 5 i 7 we własnej hali. Niżej rozstawiona drużyna rozgrywa mecze w swojej hali: trzeci, czwarty oraz ewentualnie szósty.
Pierwsze mecze play-off odbyły się 10 kwietnia 2019. Wyżej rozstawiona drużyna jest pokazana w górnym rzędzie pary.
|  |                          |                          |                          |                     |                     |                       |                       |                       |  |  |                    |                    |                    |  |  |                        |                        |                        |
|  | Ćwierćfinały Konferencji | Ćwierćfinały Konferencji | Ćwierćfinały Konferencji |                     |                     | Półfinały Konferencji | Półfinały Konferencji | Półfinały Konferencji |  |  | Finały Konferencji | Finały Konferencji | Finały Konferencji |  |  | Finał Pucharu Stanleya | Finał Pucharu Stanleya | Finał Pucharu Stanleya |
|  | Ćwierćfinały Konferencji | Ćwierćfinały Konferencji | Ćwierćfinały Konferencji |                     |                     | Półfinały Konferencji | Półfinały Konferencji | Półfinały Konferencji |  |  | Finały Konferencji | Finały Konferencji | Finały Konferencji |  |  | Finał Pucharu Stanleya | Finał Pucharu Stanleya | Finał Pucharu Stanleya |
|  |                          |                          |                          |                     |                     |                       |                       |                       |  |  |                    |                    |                    |  |  |                        |                        |                        |
|  |                          |                          |                          |                     |                     |                       |                       |                       |  |  |                    |                    |                    |  |  |                        |                        |                        |
|  | M1                       | Washington Capitals      | 3                        |                     |                     |                       |                       |                       |  |  |                    |                    |                    |  |  |                        |                        |                        |
|  | M1                       | Washington Capitals      | 3                        |                     |                     |                       |                       |                       |  |  |                    |                    |                    |  |  |                        |                        |                        |
|  | WC                       | Carolina Hurricanes      | 4                        |                     |                     |                       |                       |                       |  |  |                    |                    |                    |  |  |                        |                        |                        |
|  | WC                       | Carolina Hurricanes      | 4                        | M2                  | New York Islanders  | 0                     |                       |                       |  |  |                    |                    |                    |  |  |                        |                        |                        |
|  |                          |                          |                          | M2                  | New York Islanders  | 0                     |                       |                       |  |  |                    |                    |                    |  |  |                        |                        |                        |
|  | WC                       | Carolina Hurricanes      | 4                        |                     |                     |                       |                       |                       |  |  |                    |                    |                    |  |  |                        |                        |                        |
|  | WC                       | Carolina Hurricanes      | 4                        | M2                  | New York Islanders  | 4                     |                       |                       |  |  |                    |                    |                    |  |  |                        |                        |                        |
|  |                          |                          |                          | M2                  | New York Islanders  | 4                     |                       |                       |  |  |                    |                    |                    |  |  |                        |                        |                        |
|  | M3                       | Pittsburgh Penguins      | 0                        |                     |                     |                       |                       |                       |  |  |                    |                    |                    |  |  |                        |                        |                        |
|  | M3                       | Pittsburgh Penguins      | 0                        | A2                  | Boston Bruins       | 4                     |                       |                       |  |  |                    |                    |                    |  |  |                        |                        |                        |
|  | Konferencja Wschodnia    |                          |                          | A2                  | Boston Bruins       | 4                     |                       |                       |  |  |                    |                    |                    |  |  |                        |                        |                        |
|  |                          |                          | WC                       | Carolina Hurricanes | 0                   |                       |                       |                       |  |  |                    |                    |                    |  |  |                        |                        |                        |
|  | A2                       | Boston Bruins            | WC                       | Carolina Hurricanes | 0                   | 4                     |                       |                       |  |  |                    |                    |                    |  |  |                        |                        |                        |
|  | A2                       | Boston Bruins            |                          |                     |                     | 4                     |                       |                       |  |  |                    |                    |                    |  |  |                        |                        |                        |
|  | A3                       | Toronto Maple Leafs      | 3                        |                     |                     |                       |                       |                       |  |  |                    |                    |                    |  |  |                        |                        |                        |
|  | A3                       | Toronto Maple Leafs      | 3                        | A2                  | Boston Bruins       | 4                     |                       |                       |  |  |                    |                    |                    |  |  |                        |                        |                        |
|  |                          |                          |                          | A2                  | Boston Bruins       | 4                     |                       |                       |  |  |                    |                    |                    |  |  |                        |                        |                        |
|  | WC                       | Columbus Blue Jackets    | 2                        |                     |                     |                       |                       |                       |  |  |                    |                    |                    |  |  |                        |                        |                        |
|  | WC                       | Columbus Blue Jackets    | 2                        | A1                  | Tampa Bay Lightning | 0                     |                       |                       |  |  |                    |                    |                    |  |  |                        |                        |                        |
|  |                          |                          |                          | A1                  | Tampa Bay Lightning | 0                     |                       |                       |  |  |                    |                    |                    |  |  |                        |                        |                        |
|  | WC                       | Columbus Blue Jackets    | 4                        |                     |                     |                       |                       |                       |  |  |                    |                    |                    |  |  |                        |                        |                        |
|  | WC                       | Columbus Blue Jackets    | 4                        | A2                  | Boston Bruins       | 3                     |                       |                       |  |  |                    |                    |                    |  |  |                        |                        |                        |
|  |                          |                          |                          |                     |                     |                       |                       |                       |  |  |                    |                    |                    |  |  |                        |                        |                        |
|  |                          |                          | C3                       | St. Louis Blues     | 4                   |                       |                       |                       |  |  |                    |                    |                    |  |  |                        |                        |                        |
|  | C1                       | Nashvill Predators       | C3                       | St. Louis Blues     | 4                   | 2                     |                       |                       |  |  |                    |                    |                    |  |  |                        |                        |                        |
|  | C1                       | Nashvill Predators       |                          |                     |                     | 2                     |                       |                       |  |  |                    |                    |                    |  |  |                        |                        |                        |
|  | WC                       | Dallas Stars             | 4                        |                     |                     |                       |                       |                       |  |  |                    |                    |                    |  |  |                        |                        |                        |
|  | WC                       | Dallas Stars             | 4                        | C3                  | St. Louis Blues     | 4                     |                       |                       |  |  |                    |                    |                    |  |  |                        |                        |                        |
|  |                          |                          |                          | C3                  | St. Louis Blues     | 4                     |                       |                       |  |  |                    |                    |                    |  |  |                        |                        |                        |
|  | WC                       | Dallas Stars             | 3                        |                     |                     |                       |                       |                       |  |  |                    |                    |                    |  |  |                        |                        |                        |
|  | WC                       | Dallas Stars             | 3                        | C2                  | Winnipeg Jetts      | 2                     |                       |                       |  |  |                    |                    |                    |  |  |                        |                        |                        |
|  |                          |                          |                          | C2                  | Winnipeg Jetts      | 2                     |                       |                       |  |  |                    |                    |                    |  |  |                        |                        |                        |
|  | C3                       | St. Louis Blues          | 4                        |                     |                     |                       |                       |                       |  |  |                    |                    |                    |  |  |                        |                        |                        |
|  | C3                       | St. Louis Blues          | 4                        | P2                  | San Jose Sharks     | 2                     |                       |                       |  |  |                    |                    |                    |  |  |                        |                        |                        |
|  | Konferencja Zachodnia    |                          |                          | P2                  | San Jose Sharks     | 2                     |                       |                       |  |  |                    |                    |                    |  |  |                        |                        |                        |
|  |                          |                          | C3                       | St. Louis Blues     | 4                   |                       |                       |                       |  |  |                    |                    |                    |  |  |                        |                        |                        |
|  | P2                       | San Jose Sharks          | C3                       | St. Louis Blues     | 4                   | 4                     |                       |                       |  |  |                    |                    |                    |  |  |                        |                        |                        |
|  | P2                       | San Jose Sharks          |                          |                     |                     | 4                     |                       |                       |  |  |                    |                    |                    |  |  |                        |                        |                        |
|  | P3                       | Vegas Golden Knights     | 3                        |                     |                     |                       |                       |                       |  |  |                    |                    |                    |  |  |                        |                        |                        |
|  | P3                       | Vegas Golden Knights     | 3                        | P2                  | San Jose Sharks     | 4                     |                       |                       |  |  |                    |                    |                    |  |  |                        |                        |                        |
|  |                          |                          |                          | P2                  | San Jose Sharks     | 4                     |                       |                       |  |  |                    |                    |                    |  |  |                        |                        |                        |
|  | WC                       | Colorado Avalanche       | 3                        |                     |                     |                       |                       |                       |  |  |                    |                    |                    |  |  |                        |                        |                        |
|  | WC                       | Colorado Avalanche       | 3                        | P1                  | Calgary Flames      | 1                     |                       |                       |  |  |                    |                    |                    |  |  |                        |                        |                        |
|  |                          |                          |                          | P1                  | Calgary Flames      | 1                     |                       |                       |  |  |                    |                    |                    |  |  |                        |                        |                        |
|  | WC                       | Colorado Avalanche       | 4                        |                     |                     |                       |                       |                       |  |  |                    |                    |                    |  |  |                        |                        |                        |
|  | WC                       | Colorado Avalanche       | 4                        |                     |                     |                       |                       |                       |  |  |                    |                    |                    |  |  |                        |                        |                        |
|  |                          |                          |                          |                     |                     |                       |                       |                       |  |  |                    |                    |                    |  |  |                        |                        |                        |

## Wyniki spotkań play-off

### Ćwierćfinały konferencji

#### Washington Capitals (M1) – Carolina Hurricanes (WC)
Drużyny w fazie play-off spotkają się po raz pierwszy. W sezonie zasadniczym drużyna z Waszyngtonu wygrała wszystkie cztery spotkania.
| Waszyngton        | WaszyngtonRaleigh | Raleigh           |
| Capital One Arena | WaszyngtonRaleigh | PNC Arena         |
| Pojemność: 18 506 | WaszyngtonRaleigh | Pojemność: 18 680 |
|                   | WaszyngtonRaleigh |                   |

| Szczegóły meczu | Szczegóły meczu                       | Szczegóły meczu                                                                               | Szczegóły meczu                                                                       | Szczegóły meczu                                                                             | Szczegóły meczu                                                    |
| Tercja | Stan meczu                            | Zdobywcy bramek                                                                               | Zdobywcy bramek                                                                       | Kary                                                                                        | Kary                                                               |
| Tercja | Stan meczu                            | Strzelec                                                                                      | Asysta                                                                                | Ukarany zawodnik                                                                            | Przewinienie                                                       |
| --- | ------------------------------------- | --------------------------------------------------------------------------------------------- | ------------------------------------------------------------------------------------- | ------------------------------------------------------------------------------------------- | ------------------------------------------------------------------ |
| 1 (3 : 0) | 1 : 0 WSH 2 : 0 WSH 3 : 0 WSH         | 09:58 Nicklas Bäckström (1) 13:10 Nicklas Bäckström (2) PPG 18:05 Aleksandr Owieczkin (1) PPG | J.Carlson (1), B.Orpik (1) J.Kuzniecow (1), J.Carlson (2) T.Wilson (1), J.Carlson (3) | 12:32 Justin Faulk (CAR) 16:31 Michael Ferland (CAR)                                        | niebezpieczna gra wysokim kijem przeszkadzanie w grze              |
| 2 (0 : 0) |                                       |                                                                                               |                                                                                       | 21:46 Andriej Swiecznikow (CAR) 24:07 Aleksandr Owieczkin (WSH) 33:05 Justin Williams (CAR) | zahaczanie nadmiar zawodników na lodzie trzymanie kija przeciwnika |
| 3 (1 : 2) | 3 : 1 CAR 3 : 2 CAR 4 : 2 WSH         | 45:07 Andriej Swiecznikow (1) 47:26 Andriej Swiecznikow (2) 59:23 Lars Eller (1) EN           | L.Wallmark (1), D.Hamilton (1) L.Wallmark (2), J.Faulk (1) bez asysty                 | 41:14 Jakub Vrána (WSH) 56:29 T.J. Oshie (WSH)                                              | zahaczanie niebezpieczna gra wysokim kijem                         |
| Statystyki bramkarzy | Statystyki bramkarzy                  | Petr Mrázek (CAR) Braden Holtby (WSH)                                                         | Czas gry – 58:09 Czas gry – 60:00                                                     | 14 obrony / 17 strzałów 27 obron / 29 strzałów                                              | SV% – .824 SV% – .931                                              |
| Objaśnienia: PPG – gol w przewadze, SHG – gol w osłabieniu, EN – gol do pustej bramki, OT – dogrywka, SV% – procent obronionych strzałów |                                       |                                                                                               |                                                                                       |                                                                                             |                                                                    |
| \| Trzy gwiazdy meczu \| Trzy gwiazdy meczu \| Trzy gwiazdy meczu \| Trzy gwiazdy meczu \| Trzy gwiazdy meczu \| Trzy gwiazdy meczu \| \| 1 \| 1 \| 2 \| 2 \| 3 \| 3 \| \| ------------------ \| ------------------------------------- \| ------------------ \| --------------------------------------- \| ------------------ \| -------------------------------- \| \| \| Nicklas Bäckström Washington Capitals \| \| Andriej Swiecznikow Carolina Hurricanes \| \| John Carlson Washington Capitals \| |                                       |                                                                                               |                                                                                       |                                                                                             |                                                                    |
| Trzy gwiazdy meczu |                                       |                                                                                               |                                                                                       |                                                                                             |                                                                    |
| 1 | 1                                     | 2                                                                                             | 2                                                                                     | 3                                                                                           | 3                                                                  |
| | Nicklas Bäckström Washington Capitals |                                                                                               | Andriej Swiecznikow Carolina Hurricanes                                               |                                                                                             | John Carlson Washington Capitals                                   |

| Trzy gwiazdy meczu | Trzy gwiazdy meczu                    | Trzy gwiazdy meczu | Trzy gwiazdy meczu                      | Trzy gwiazdy meczu | Trzy gwiazdy meczu               |
| 1                  | 1                                     | 2                  | 2                                       | 3                  | 3                                |
| ------------------ | ------------------------------------- | ------------------ | --------------------------------------- | ------------------ | -------------------------------- |
|                    | Nicklas Bäckström Washington Capitals |                    | Andriej Swiecznikow Carolina Hurricanes |                    | John Carlson Washington Capitals |

| Szczegóły meczu | Szczegóły meczu                  | Szczegóły meczu                                                             | Szczegóły meczu                                                                          | Szczegóły meczu | Szczegóły meczu                                                               |
| Tercja | Stan meczu                       | Zdobywcy bramek                                                             | Zdobywcy bramek                                                                          | Kary | Kary                                                                          |
| Tercja | Stan meczu                       | Strzelec                                                                    | Asysta                                                                                   | Ukarany zawodnik | Przewinienie                                                                  |
| --- | -------------------------------- | --------------------------------------------------------------------------- | ---------------------------------------------------------------------------------------- | --- | ----------------------------------------------------------------------------- |
| 1 (3 : 0) | 1 : 0 WSH 2 : 0 WSH 2 : 1 CAR    | 03:37 Nicklas Bäckström (3) 09:26 Brooks Orpik (1) 15:54 Lucas Wallmark (1) | A.Owieczkin (1), D.Orłow (1) J.Kuzniecow (2), M.Niskanen (1) J.Slavin (1), W.Foegele (1) | 04:52 Trevor van Riemsdyk (CAR) 10:32 Brett Connolly (WSH) 16:24 Aleksandr Owieczkin (WSH)                                      | uderzanie kijem przeszkadzanie w grze atak łokciem                            |
| 2 (0 : 1) | 2 : 2 CAR                        | 36:49 Sebastian Aho (1)                                                     | J.Williams (1), J.Slavin (2)                                                             | 21:11 Michael Ferland (CAR) 24:09 Michael Ferland (CAR) 28:18 T.J. Oshie (WSH) 29:11 Nic Dowd (WSH) 31:36 Dougie Hamilton (CAR) | zahaczanie kara meczu zahaczanie niebezpieczna gra wysokim kijem atak łokciem |
| 3 (1 : 1) | 3 : 2 WSH 3 : 3 CAR              | 48:55 Tom Wilson (1) 55:00 Jordan Staal (1) PPG                             | A.Owieczkin (2), N.Bäckström (1) D.Hamilton (2), A.Swiecznikow (1)                       | 54:25 Nic Dowd (WSH) | niebezpieczna gra wysokim kijem                                               |
| OT (1 : 0) | 4 : 3 WSH                        | 61:48 Brooks Orpik (1)                                                      | J.Kuzniecow (3), T.J. Oshie (1)                                                          | |                                                                               |
| Statystyki bramkarzy | Statystyki bramkarzy             | Petr Mrázek (CAR) Braden Holtby (WSH)                                       | Czas gry – 61:41 Czas gry – 61:48                                                        | 29 obron / 33 strzały 25 obron / 28 strzałów                                                                                    | SV% – .879 SV% – .893                                                         |
| Objaśnienia: PPG – gol w przewadze, SHG – gol w osłabieniu, EN – gol do pustej bramki, OT – dogrywka, SV% – procent obronionych strzałów |                                  |                                                                             |                                                                                          | |                                                                               |
| \| Trzy gwiazdy meczu \| Trzy gwiazdy meczu \| Trzy gwiazdy meczu \| Trzy gwiazdy meczu \| Trzy gwiazdy meczu \| Trzy gwiazdy meczu \| \| 1 \| 1 \| 2 \| 2 \| 3 \| 3 \| \| ------------------ \| -------------------------------- \| ------------------ \| ------------------------------------- \| ------------------ \| -------------------------------- \| \| \| Brooks Orpik Washington Capitals \| \| Nicklas Bäckström Washington Capitals \| \| Jordan Staal Carolina Hurricanes \| |                                  |                                                                             |                                                                                          | |                                                                               |
| Trzy gwiazdy meczu |                                  |                                                                             |                                                                                          | |                                                                               |
| 1 | 1                                | 2                                                                           | 2                                                                                        | 3 | 3                                                                             |
| | Brooks Orpik Washington Capitals |                                                                             | Nicklas Bäckström Washington Capitals                                                    | | Jordan Staal Carolina Hurricanes                                              |

| Trzy gwiazdy meczu | Trzy gwiazdy meczu               | Trzy gwiazdy meczu | Trzy gwiazdy meczu                    | Trzy gwiazdy meczu | Trzy gwiazdy meczu               |
| 1                  | 1                                | 2                  | 2                                     | 3                  | 3                                |
| ------------------ | -------------------------------- | ------------------ | ------------------------------------- | ------------------ | -------------------------------- |
|                    | Brooks Orpik Washington Capitals |                    | Nicklas Bäckström Washington Capitals |                    | Jordan Staal Carolina Hurricanes |

| Szczegóły meczu | Szczegóły meczu                    | Szczegóły meczu                                        | Szczegóły meczu                                          | Szczegóły meczu | Szczegóły meczu                                                                                                |
| Tercja | Stan meczu                         | Zdobywcy bramek                                        | Zdobywcy bramek                                          | Kary | Kary |
| Tercja | Stan meczu                         | Strzelec                                               | Asysta                                                   | Ukarany zawodnik | Przewinienie                                                                                                   |
| --- | ---------------------------------- | ------------------------------------------------------ | -------------------------------------------------------- | --- | --- |
| 1 (1 : 0) | 1 : 0 CAR                          | 09:43 Warren Foegele (1)                               | J.Faulk (2), B.McGinn (1)                                | 10:59 Aleksandr Owieczkin (WSH) 10:59 Andriej Swiecznikow (CAR) 11:46 Jordan Staal (CAR) 17:03 Dmitrij Orłow (WSH)                                           | bójka przeszkadzanie w grze                                                                                    |
| 2 (2 : 0) | 2 : 0 CAR 3 : 0 CAR                | 26:09 Warren Foegele (2) 31:40 Dougie Hamilton (1) PPG | S.Aho (1), T.Teräväinen (1) J.Staal (1), J.Slavin (3)    | 29:48 Nicklas Bäckström (WSH) 35:38 John Carlson (WSH) 35:38 Warren Foegele (CAR)                                                                            | przeszkadzanie w grze nadmierna ostrość w grze uderzanie kijem                                                 |
| 3 (2 : 0) | 4 : 0 CAR 5 : 0 CAR                | 49:47 Dougie Hamilton (2) PPG 55:35 Brock McGinn (1)   | J.Slavin (4), W.Foegele (2) J.Staal (2), J.Martinook (1) | 41:22 Nino Niederreiter (CAR) 45:31 Haydn Fleury (CAR) 48:19 Lars Eller (WSH) 53:01 Brett Connolly (WSH) 55:46 Jakub Vrana (WSH) 59:22 Dougie Hamilton (CAR) | przeszkadzanie w grze niebezpieczna gra wysokim kijem nadmierna ostrość w grze niebezpieczna gra wysokim kijem |
| Statystyki bramkarzy | Statystyki bramkarzy               | Petr Mrázek (CAR) Braden Holtby (WSH)                  | Czas gry – 59:57 Czas gry – 60:00                        | 18 obron / 18 strzałów 40 obron / 45 strzałów | SV% – 1.000 SV% – .889                                                                                         |
| Objaśnienia: PPG – gol w przewadze, SHG – gol w osłabieniu, EN – gol do pustej bramki, OT – dogrywka, SV% – procent obronionych strzałów |                                    |                                                        |                                                          | | |
| \| Trzy gwiazdy meczu \| Trzy gwiazdy meczu \| Trzy gwiazdy meczu \| Trzy gwiazdy meczu \| Trzy gwiazdy meczu \| Trzy gwiazdy meczu \| \| 1 \| 1 \| 2 \| 2 \| 3 \| 3 \| \| ------------------ \| ---------------------------------- \| ------------------ \| ----------------------------------- \| ------------------ \| -------------------------------- \| \| \| Warren Foegele Carolina Hurricanes \| \| Dougie Hamilton Carolina Hurricanes \| \| Jordan Staal Carolina Hurricanes \| |                                    |                                                        |                                                          | | |
| Trzy gwiazdy meczu |                                    |                                                        |                                                          | | |
| 1 | 1                                  | 2                                                      | 2                                                        | 3 | 3 |
| | Warren Foegele Carolina Hurricanes |                                                        | Dougie Hamilton Carolina Hurricanes                      | | Jordan Staal Carolina Hurricanes                                                                               |

| Trzy gwiazdy meczu | Trzy gwiazdy meczu                 | Trzy gwiazdy meczu | Trzy gwiazdy meczu                  | Trzy gwiazdy meczu | Trzy gwiazdy meczu               |
| 1                  | 1                                  | 2                  | 2                                   | 3                  | 3                                |
| ------------------ | ---------------------------------- | ------------------ | ----------------------------------- | ------------------ | -------------------------------- |
|                    | Warren Foegele Carolina Hurricanes |                    | Dougie Hamilton Carolina Hurricanes |                    | Jordan Staal Carolina Hurricanes |

| Szczegóły meczu | Szczegóły meczu                 | Szczegóły meczu                                              | Szczegóły meczu                                        | Szczegóły meczu                                       | Szczegóły meczu                       |
| Tercja | Stan meczu                      | Zdobywcy bramek                                              | Zdobywcy bramek                                        | Kary                                                  | Kary                                  |
| Tercja | Stan meczu                      | Strzelec                                                     | Asysta                                                 | Ukarany zawodnik                                      | Przewinienie                          |
| --- | ------------------------------- | ------------------------------------------------------------ | ------------------------------------------------------ | ----------------------------------------------------- | ------------------------------------- |
| 1 (1 : 0) | 1 : 0 CAR                       | 00:17 Warren Foegele (3)                                     | J.Slavin (5), J.Williams (2)                           | 00:53 Jakub Vrana (WSH) 04:13 Justin Williams (CAR)   | natarcie nadmiar zawodników na lodzie |
| 2 (1 : 1) | 1 : 1 WSH 2 : 1 CAR             | 30:35 Aleksandr Owieczkin (2) PPG 39:32 Teuvo Teräväinen (1) | D.Orłow (2), L.Eller (1) N.Niederreiter (1), S.Aho (2) | 28:42 Teuvo Teräväinen (CAR) 32:39 John Carlson (WSH) | zahaczanie trzymanie przeciwnika      |
| 3 (0 : 0) |                                 |                                                              |                                                        | 54:52 Warren Foegele (CAR)                            | wrzucenie na bandę                    |
| Statystyki bramkarzy | Statystyki bramkarzy            | Petr Mrázek (CAR) Braden Holtby (WSH)                        | Czas gry – 60:00 Czas gry – 57:57                      | 18 obron / 30 strzałów 31 obron / 24 strzały          | SV% – .968 SV% – .917                 |
| Objaśnienia: PPG – gol w przewadze, SHG – gol w osłabieniu, EN – gol do pustej bramki, OT – dogrywka, SV% – procent obronionych strzałów |                                 |                                                              |                                                        |                                                       |                                       |
| \| Trzy gwiazdy meczu \| Trzy gwiazdy meczu \| Trzy gwiazdy meczu \| Trzy gwiazdy meczu \| Trzy gwiazdy meczu \| Trzy gwiazdy meczu \| \| 1 \| 1 \| 2 \| 2 \| 3 \| 3 \| \| ------------------ \| ------------------------------- \| ------------------ \| ------------------------------------ \| ------------------ \| ---------------------------------- \| \| \| Petr Mrázek Carolina Hurricanes \| \| Teuvo Teräväinen Carolina Hurricanes \| \| Warren Foegele Carolina Hurricanes \| |                                 |                                                              |                                                        |                                                       |                                       |
| Trzy gwiazdy meczu |                                 |                                                              |                                                        |                                                       |                                       |
| 1 | 1                               | 2                                                            | 2                                                      | 3                                                     | 3                                     |
| | Petr Mrázek Carolina Hurricanes |                                                              | Teuvo Teräväinen Carolina Hurricanes                   |                                                       | Warren Foegele Carolina Hurricanes    |

| Trzy gwiazdy meczu | Trzy gwiazdy meczu              | Trzy gwiazdy meczu | Trzy gwiazdy meczu                   | Trzy gwiazdy meczu | Trzy gwiazdy meczu                 |
| 1                  | 1                               | 2                  | 2                                    | 3                  | 3                                  |
| ------------------ | ------------------------------- | ------------------ | ------------------------------------ | ------------------ | ---------------------------------- |
|                    | Petr Mrázek Carolina Hurricanes |                    | Teuvo Teräväinen Carolina Hurricanes |                    | Warren Foegele Carolina Hurricanes |

| Szczegóły meczu | Szczegóły meczu                       | Szczegóły meczu                                                               | Szczegóły meczu                                                            | Szczegóły meczu                                                                                                   | Szczegóły meczu                                                                                  |
| Tercja | Stan meczu                            | Zdobywcy bramek                                                               | Zdobywcy bramek                                                            | Kary | Kary                                                                                             |
| Tercja | Stan meczu                            | Strzelec                                                                      | Asysta                                                                     | Ukarany zawodnik                                                                                                  | Przewinienie                                                                                     |
| --- | ------------------------------------- | ----------------------------------------------------------------------------- | -------------------------------------------------------------------------- | --- | ------------------------------------------------------------------------------------------------ |
| 1 (1 : 0) | 1 : 0 WSH                             | 07:33 Nicklas Bäckström (4) PPG                                               | J.Carlson (4), T.Wilson (2)                                                | 01:08 Saku Mäenalanen (CAR) 04:41 Brett Connolly (WSH) 05:42 Lucas Wallmark (CAR)                                 | nadmierna ostrość w grze zahaczanie niebezpieczna gra wysokim kijem                              |
| 2 (2 : 0) | 2 : 0 WSH 3 : 0 WSH                   | 34:21 Nicklas Bäckström (5) 36:11 Brett Connolly (1)                          | A.Owieczkin (3) A.Owieczkin (4), N.Bäckström (2)                           | 24:18 Jewgienij Kuzniecow (WSH) 27:56 John Carlson (WSH) 32:02 Jonas Siegenthaler (WSH) 39:07 Sebastian Aho (CAR) | niebezpieczna gra wysokim kijem przeszkadzanie w grze zahaczanie spowodowanie upadku przeciwnika |
| 3 (3 : 0) | 4 : 0 WSH 5 : 0 WSH 6 : 0 WSH         | 41:04 Tom Wilson (2) PPG 48:57 Nic Dowd (1) 50:14 Aleksandr Owieczkin (3) PPG | J.Kuzniecow (4), J.Carlson (5) bez asysty J.Kuzniecow (5), N.Bäckström (3) | 48:57 Dougie Hamilton (CAR) 50:12 Lucas Wallmark (CAR) 57:29 Nick Jensen (WSH)                                    | uderzanie trzymanie przeciwnika zahaczanie                                                       |
| Statystyki bramkarzy | Statystyki bramkarzy                  | Petr Mrázek (CAR) Braden Holtby (WSH)                                         | Czas gry – 58:48 Czas gry – 60:00                                          | 22 obrony / 28 strzałów 30 obron / 30 strzałów                                                                    | SV% – .786 SV% – 1.000                                                                           |
| Objaśnienia: PPG – gol w przewadze, SHG – gol w osłabieniu, EN – gol do pustej bramki, OT – dogrywka, SV% – procent obronionych strzałów |                                       |                                                                               |                                                                            | |                                                                                                  |
| \| Trzy gwiazdy meczu \| Trzy gwiazdy meczu \| Trzy gwiazdy meczu \| Trzy gwiazdy meczu \| Trzy gwiazdy meczu \| Trzy gwiazdy meczu \| \| 1 \| 1 \| 2 \| 2 \| 3 \| 3 \| \| ------------------ \| ------------------------------------- \| ------------------ \| --------------------------------- \| ------------------ \| --------------------------------------- \| \| \| Nicklas Bäckström Washington Capitals \| \| Braden Holtby Washington Capitals \| \| Aleksandr Owieczkin Washington Capitals \| |                                       |                                                                               |                                                                            | |                                                                                                  |
| Trzy gwiazdy meczu |                                       |                                                                               |                                                                            | |                                                                                                  |
| 1 | 1                                     | 2                                                                             | 2                                                                          | 3 | 3                                                                                                |
| | Nicklas Bäckström Washington Capitals |                                                                               | Braden Holtby Washington Capitals                                          | | Aleksandr Owieczkin Washington Capitals                                                          |

| Trzy gwiazdy meczu | Trzy gwiazdy meczu                    | Trzy gwiazdy meczu | Trzy gwiazdy meczu                | Trzy gwiazdy meczu | Trzy gwiazdy meczu                      |
| 1                  | 1                                     | 2                  | 2                                 | 3                  | 3                                       |
| ------------------ | ------------------------------------- | ------------------ | --------------------------------- | ------------------ | --------------------------------------- |
|                    | Nicklas Bäckström Washington Capitals |                    | Braden Holtby Washington Capitals |                    | Aleksandr Owieczkin Washington Capitals |

#### New York Islanders (M2) – Pitsbourgh Penguins (M3)
W fazie play-off drużyny spotkały się po raz piąty. W dotychczasowych czterech trzykrotnie zwyciężyła drużyna z Nowego Yorku. W sezonie zasadniczym drużyny zmierzyły się czterokrotnie i wygrały po dwa spotkania.
| Uniondale         | UniondalePittsburgh | Pittsburgh        |
| Nassau Coliseum   | UniondalePittsburgh | PPG Paints Arena  |
| Pojemność: 13 917 | UniondalePittsburgh | Pojemność: 18 387 |
|                   | UniondalePittsburgh |                   |

| Szczegóły meczu | Szczegóły meczu                | Szczegóły meczu                                                          | Szczegóły meczu                                                               | Szczegóły meczu | Szczegóły meczu                                                                                      |
| Tercja | Stan meczu                     | Zdobywcy bramek                                                          | Zdobywcy bramek                                                               | Kary | Kary                                                                                                 |
| Tercja | Stan meczu                     | Strzelec                                                                 | Asysta                                                                        | Ukarany zawodnik | Przewinienie                                                                                         |
| --- | ------------------------------ | ------------------------------------------------------------------------ | ----------------------------------------------------------------------------- | --- | --- |
| 1 (2 : 1) | 1 : 0 NYI 1 : 1 PIT 2 : 1 NYI  | 01:40 Jordan Eberle (1) 05:42 Phil Kessel (1) 15:46 Brock Nelson (1) PPG | A.Lee (1), A.Pelech (1) D.Simon (1), B.Dumoulin (1) J.Eberle (1), D.Toews (1) | 15:21 Marcus Pettersson (PIT)                                                                                                   | spowodowanie upadku przeciwnika                                                                      |
| 2 (0 : 1) | 2 : 2 PIT                      | 33:41 Jewgienij Małkin (1) PPG                                           | J.Schultz (1), P.Kessel (1)                                                   | 25:43 Phil Kessel (PIT) 28:32 Leo Komarov (NYI) 30:43 Jewgienij Małkin (PIT) 30:43 Scott Mayfield (NYI) 32:30 Ryan Pulock (NYI) | spowodowanie upadku przeciwnika trzymanie przeciwnika nadmierna ostrość w grze przeszkadzanie w grze |
| 3 (1 : 1) | 3 : 2 NYI 3 : 3 PIT            | 52:35 Nick Leddy (1) 58:31 Justin Schultz (1)                            | V.Filppula (1), L.Komarov (1) K.Letang (1), J.Małkin (1)                      | 48:34 Anders Lee (NYI) 53:42 Brock Nelson (NYI) 53:42 Kris Letang (PIT)                                                         | wrzucenie na bandę uderzanie kijem nadmierna ostrość w grze                                          |
| OT (1 : 0) | 4 : 3 NYI                      | 64:39 Josh Bailey (1)                                                    | M.Barzal (1)                                                                  | | |
| Statystyki bramkarzy | Statystyki bramkarzy           | Matt Murray (PIT) Robin Lehner (NYI)                                     | Czas gry – 64:20 Czas gry – 64:39                                             | 29 obron / 33 strzały 41 obron / 44 strzały                                                                                     | SV% – .879 SV% – .932                                                                                |
| Objaśnienia: PPG – gol w przewadze, SHG – gol w osłabieniu, EN – gol do pustej bramki, OT – dogrywka, SV – procent obronionych strzałów |                                |                                                                          |                                                                               | | |
| \| Trzy gwiazdy meczu \| Trzy gwiazdy meczu \| Trzy gwiazdy meczu \| Trzy gwiazdy meczu \| Trzy gwiazdy meczu \| Trzy gwiazdy meczu \| \| 1 \| 1 \| 2 \| 2 \| 3 \| 3 \| \| ------------------ \| ------------------------------ \| ------------------ \| -------------------------------- \| ------------------ \| ----------------------------- \| \| \| Josh Bailey New York Islanders \| \| Jordan Eberle New York Islanders \| \| Nick Leddy New York Islanders \| |                                |                                                                          |                                                                               | | |
| Trzy gwiazdy meczu |                                |                                                                          |                                                                               | | |
| 1 | 1                              | 2                                                                        | 2                                                                             | 3 | 3 |
| | Josh Bailey New York Islanders |                                                                          | Jordan Eberle New York Islanders                                              | | Nick Leddy New York Islanders                                                                        |

| Trzy gwiazdy meczu | Trzy gwiazdy meczu             | Trzy gwiazdy meczu | Trzy gwiazdy meczu               | Trzy gwiazdy meczu | Trzy gwiazdy meczu            |
| 1                  | 1                              | 2                  | 2                                | 3                  | 3                             |
| ------------------ | ------------------------------ | ------------------ | -------------------------------- | ------------------ | ----------------------------- |
|                    | Josh Bailey New York Islanders |                    | Jordan Eberle New York Islanders |                    | Nick Leddy New York Islanders |

| Szczegóły meczu | Szczegóły meczu                  | Szczegóły meczu                                         | Szczegóły meczu                                    | Szczegóły meczu | Szczegóły meczu                                                                                      |
| Tercja | Stan meczu                       | Zdobywcy bramek                                         | Zdobywcy bramek                                    | Kary | Kary                                                                                                 |
| Tercja | Stan meczu                       | Strzelec                                                | Asysta                                             | Ukarany zawodnik | Przewinienie                                                                                         |
| --- | -------------------------------- | ------------------------------------------------------- | -------------------------------------------------- | --- | --- |
| 1 (0 : 0) |                                  |                                                         |                                                    | 05:51 Jewgienij Małkin (PIT) 08:23 Leo Komarov (NYI) 08:23 Jewgienij Małkin (PIT) 13:38 Jack Johnson (PIT) 15:47 Jack Johnson (PIT) 16:52 Anders Lee (NYI) | zahaczanie nadmierna ostrość w grze niebezpieczna gra wysokim kijem przeszkadzanie w grze zahaczanie |
| 2 (1 : 1) | 0 : 1 PIT 1 : 1 NYI              | 30:36 Erik Gudbranson (1) 33:25 Anthony Beauvillier (1) | J.Małkin (2) M.Barzal (2), J.Eberle (2)            | 23:25 Sidney Crosby (PIT) 24:31 Erik Gudbranson (PIT) 33:25 Mathew Barzal NYI 33:25 Marcus Pettersson (PIT) 33:25 Mathew Barzal (NYI)                      | zahaczanie niebezpieczna gra wysokim kijem nadmierna ostrość w grze                                  |
| 3 (2 : 0) | 2 : 1 NYI 3 : 1 NYI              | 47:54 Jordan Eberle (2) 51:38 Josh Bailey (2)           | M.Barzal (3), J.Boychuk (1) A.Lee (2), D.Toews (2) | 49:50 Patric Hörnqvist (PIT) | spowodowanie upadku przeciwnika                                                                      |
| Statystyki bramkarzy | Statystyki bramkarzy             | Matt Murray (PIT) Robin Lehner (NYI)                    | Czas gry – 57:27 Czas gry – 60:00                  | 31 obron / 34 strzały 32 obrony / 33 strzały | SV% – .912 SV% – .970                                                                                |
| Objaśnienia: PPG – gol w przewadze, SHG – gol w osłabieniu, EN – gol do pustej bramki, OT – dogrywka, SV – procent obronionych strzałów |                                  |                                                         |                                                    | | |
| \| Trzy gwiazdy meczu \| Trzy gwiazdy meczu \| Trzy gwiazdy meczu \| Trzy gwiazdy meczu \| Trzy gwiazdy meczu \| Trzy gwiazdy meczu \| \| 1 \| 1 \| 2 \| 2 \| 3 \| 3 \| \| ------------------ \| -------------------------------- \| ------------------ \| -------------------------------- \| ------------------ \| ------------------------------- \| \| \| Jordan Eberle New York Islanders \| \| Mathew Barzal New York Islanders \| \| Robin Lehner New York Islanders \| |                                  |                                                         |                                                    | | |
| Trzy gwiazdy meczu |                                  |                                                         |                                                    | | |
| 1 | 1                                | 2                                                       | 2                                                  | 3 | 3 |
| | Jordan Eberle New York Islanders |                                                         | Mathew Barzal New York Islanders                   | | Robin Lehner New York Islanders                                                                      |

| Trzy gwiazdy meczu | Trzy gwiazdy meczu               | Trzy gwiazdy meczu | Trzy gwiazdy meczu               | Trzy gwiazdy meczu | Trzy gwiazdy meczu              |
| 1                  | 1                                | 2                  | 2                                | 3                  | 3                               |
| ------------------ | -------------------------------- | ------------------ | -------------------------------- | ------------------ | ------------------------------- |
|                    | Jordan Eberle New York Islanders |                    | Mathew Barzal New York Islanders |                    | Robin Lehner New York Islanders |

| Szczegóły meczu | Szczegóły meczu                 | Szczegóły meczu                                                         | Szczegóły meczu                                                            | Szczegóły meczu                                                                                         | Szczegóły meczu                                                                             |
| Tercja | Stan meczu                      | Zdobywcy bramek                                                         | Zdobywcy bramek                                                            | Kary | Kary                                                                                        |
| Tercja | Stan meczu                      | Strzelec                                                                | Asysta                                                                     | Ukarany zawodnik                                                                                        | Przewinienie                                                                                |
| --- | ------------------------------- | ----------------------------------------------------------------------- | -------------------------------------------------------------------------- | --- | ------------------------------------------------------------------------------------------- |
| 1 (1 : 2) | 1 : 0 PIT 1 : 1 NYI 1 : 2 NYI   | 12:54 Garrett Wilson (1) 13:22 Jordan Eberle (3) 14:24 Brock Nelson (2) | M.Pettersson (1), J.Schultz (2) R.Pulock (1), M.Barzal (4) T.Kühnhackl (1) | 10:35 Adam Pelech (NYI)                                                                                 | zahaczanie                                                                                  |
| 2 (0 : 0) |                                 |                                                                         |                                                                            | 28:17 Valtteri Filppula (NYI) 31:13 Bryan Rust (PIT) 32:20 Jack Johnson (PIT) 33:36 Mathew Barzal (NYI) | zahaczanie trzymanie przeciwnika trzymanie kija przeciwnika spowodowanie upadku przeciwnika |
| 3 (0 : 2) | 1 : 3 NYI 1 : 4 NYI             | 50:27 Leo Komarov (1) 58:32 Anders Lee (1) EN                           | A.Beauvillier (1), V.Filppula (2) V.Filppula (3), A.Pelech (2)             | 53:06 Patric Hörnqvist (PIT) 53:06 Adam Pelech (NYI)                                                    | nadmierna ostrość w grze                                                                    |
| Statystyki bramkarzy | Statystyki bramkarzy            | Matt Murray (PIT) Robin Lehner (NYI)                                    | Czas gry – 58:26 Czas gry – 60:00                                          | 32 obrony / 35 strzałów 25 obron / 26 strzałów                                                          | SV% – .914 SV% – .962                                                                       |
| Objaśnienia: PPG – gol w przewadze, SHG – gol w osłabieniu, EN – gol do pustej bramki, OT – dogrywka, SV – procent obronionych strzałów |                                 |                                                                         |                                                                            | |                                                                                             |
| \| Trzy gwiazdy meczu \| Trzy gwiazdy meczu \| Trzy gwiazdy meczu \| Trzy gwiazdy meczu \| Trzy gwiazdy meczu \| Trzy gwiazdy meczu \| \| 1 \| 1 \| 2 \| 2 \| 3 \| 3 \| \| ------------------ \| ------------------------------- \| ------------------ \| ------------------------------- \| ------------------ \| -------------------------------- \| \| \| Robin Lehner New York Islanders \| \| Brock Nelson New York Islanders \| \| Jordan Eberle New York Islanders \| |                                 |                                                                         |                                                                            | |                                                                                             |
| Trzy gwiazdy meczu |                                 |                                                                         |                                                                            | |                                                                                             |
| 1 | 1                               | 2                                                                       | 2                                                                          | 3 | 3                                                                                           |
| | Robin Lehner New York Islanders |                                                                         | Brock Nelson New York Islanders                                            | | Jordan Eberle New York Islanders                                                            |

| Trzy gwiazdy meczu | Trzy gwiazdy meczu              | Trzy gwiazdy meczu | Trzy gwiazdy meczu              | Trzy gwiazdy meczu | Trzy gwiazdy meczu               |
| 1                  | 1                               | 2                  | 2                               | 3                  | 3                                |
| ------------------ | ------------------------------- | ------------------ | ------------------------------- | ------------------ | -------------------------------- |
|                    | Robin Lehner New York Islanders |                    | Brock Nelson New York Islanders |                    | Jordan Eberle New York Islanders |

| Szczegóły meczu | Szczegóły meczu                 | Szczegóły meczu                                                        | Szczegóły meczu                                                                       | Szczegóły meczu                                                                                              | Szczegóły meczu                                                |
| Tercja | Stan meczu                      | Zdobywcy bramek                                                        | Zdobywcy bramek                                                                       | Kary | Kary                                                           |
| Tercja | Stan meczu                      | Strzelec                                                               | Asysta                                                                                | Ukarany zawodnik                                                                                             | Przewinienie                                                   |
| --- | ------------------------------- | ---------------------------------------------------------------------- | ------------------------------------------------------------------------------------- | --- | -------------------------------------------------------------- |
| 1 (1 : 2) | 1 : 0 PIT 1 : 1 NYI 1 : 2 NYI   | 00:35 Jake Guentzel (1) 02:09 Jordan Eberle (4) 18:06 Brock Nelson (3) | S.Crosby (1), J.McCann (1) M.Barzal (5), S.Mayfield (1) J.Bailey (1), T.Kühnhackl (2) | 06:39 Dominik Simon (PIT) 14:29 Mathew Barzal (NYI)                                                          | nadmiar zawodników na lodzie uderzanie kijem                   |
| 2 (0 : 0) |                                 |                                                                        |                                                                                       | 27:55 Tom Kühnhackl (NYI) 30:33 Patric Hörnqvist (PIT) 30:33 Patric Hörnqvist (PIT) 30:33 Robin Lehner (NYI) | trzymanie przeciwnika nadmierna ostrość w grze uderzanie kijem |
| 3 (0 : 1) | 1 : 3 NYI                       | 59:22 Josh Bailey (3) EN                                               | V.Filppula (4)                                                                        | 45:55 Ryan Pulock (NYI) 48:07 Nick Bjugstad (PIT)                                                            | trzymanie przeciwnika spowodowanie upadku przeciwnika          |
| Statystyki bramkarzy | Statystyki bramkarzy            | Matt Murray (PIT) Robin Lehner (NYI)                                   | Czas gry – 58:31 Czas gry – 60:00                                                     | 23 obrony / 25 strzałów 32 obrony / 33 strzały                                                               | SV% – .920 SV% – .970                                          |
| Objaśnienia: PPG – gol w przewadze, SHG – gol w osłabieniu, EN – gol do pustej bramki, OT – dogrywka, SV – procent obronionych strzałów |                                 |                                                                        |                                                                                       | |                                                                |
| \| Trzy gwiazdy meczu \| Trzy gwiazdy meczu \| Trzy gwiazdy meczu \| Trzy gwiazdy meczu \| Trzy gwiazdy meczu \| Trzy gwiazdy meczu \| \| 1 \| 1 \| 2 \| 2 \| 3 \| 3 \| \| ------------------ \| ------------------------------- \| ------------------ \| -------------------------------- \| ------------------ \| --------------------------------- \| \| \| Robin Lehner New York Islanders \| \| Jordan Eberle New York Islanders \| \| Jake Guentzel Pittsburgh Penguins \| |                                 |                                                                        |                                                                                       | |                                                                |
| Trzy gwiazdy meczu |                                 |                                                                        |                                                                                       | |                                                                |
| 1 | 1                               | 2                                                                      | 2                                                                                     | 3 | 3                                                              |
| | Robin Lehner New York Islanders |                                                                        | Jordan Eberle New York Islanders                                                      | | Jake Guentzel Pittsburgh Penguins                              |

| Trzy gwiazdy meczu | Trzy gwiazdy meczu              | Trzy gwiazdy meczu | Trzy gwiazdy meczu               | Trzy gwiazdy meczu | Trzy gwiazdy meczu                |
| 1                  | 1                               | 2                  | 2                                | 3                  | 3                                 |
| ------------------ | ------------------------------- | ------------------ | -------------------------------- | ------------------ | --------------------------------- |
|                    | Robin Lehner New York Islanders |                    | Jordan Eberle New York Islanders |                    | Jake Guentzel Pittsburgh Penguins |

#### Tampa Bay Lightning (A1) – Columbus Blue Jackets (WC)
Drużyny w fazie play-off zmierzyły się po raz pierwszy. W sezonie zasadniczym drużyna z Tampy wygrała wszystkie trzy spotkania.
| Tampa             | TampaColumbus | Columbus          |
| Amalie Arena      | TampaColumbus | Nationwide Arena  |
| Pojemność: 19 092 | TampaColumbus | Pojemność: 18 500 |
|                   | TampaColumbus |                   |

| Szczegóły meczu | Szczegóły meczu                  | Szczegóły meczu                                                             | Szczegóły meczu                                                        | Szczegóły meczu                                                                                       | Szczegóły meczu                                                          |
| Tercja | Stan meczu                       | Zdobywcy bramek                                                             | Zdobywcy bramek                                                        | Kary                                                                                                  | Kary                                                                     |
| Tercja | Stan meczu                       | Strzelec                                                                    | Asysta                                                                 | Ukarany zawodnik                                                                                      | Przewinienie                                                             |
| --- | -------------------------------- | --------------------------------------------------------------------------- | ---------------------------------------------------------------------- | --- | ------------------------------------------------------------------------ |
| 1 (3 : 0) | 1 : 0 TBL 2 : 0 TBL 3 : 0 TBL    | 04:12 Alex Killorn (1) SHG 11:01 Anthony Cirelli (1) 17:50 Yanni Gourde (1) | bez asysty E.Černák (1), J.T. Miller (1) M.Siergaczow (1), J.Rutta (1) | 02:55 Dan Giraldi (TBL) 02:55 Brandon Dubinsky (CBJ) 02:55 Dan Giraldi (TBL) 19:27 David Savard (CBJ) | atak na głowę przeciwnika nadmierna ostrość w grze przeszkadzanie w grze |
| 2 (0 : 1) | 3 : 1 CBJ                        | 29:15 Nick Foligno (1)                                                      | J.Anderson (1)                                                         | |                                                                          |
| 3 (0 : 3) | 2 : 3 CBJ 3 : 3 CBJ 3 : 4 CBJ    | 47:56 David Savard (1) 51:54 Josh Anderson (1) SHG 54:05 Seth Jones (1) PPG | bez asysty B.Jenner (1) A.Panarin (1), Z.Werenski (1)                  | 49:23 Brandon Dubinsky (CBJ) 52:16 Alex Killorn (TBL)                                                 | niebezpieczna gra wysokim kijem                                          |
| Statystyki bramkarzy | Statystyki bramkarzy             | Siergiej Bobrowski (CBJ) Andriej Wasilewskij (TBL)                          | Czas gry – 60:00 Czas gry – 58:22                                      | 26 obron / 29 strzałów 22 obrony / 26 strzałów                                                        | SV% – .897 SV% – .846                                                    |
| Objaśnienia: PPG – gol w przewadze, SHG – gol w osłabieniu, EN – gol do pustej bramki, OT – dogrywka, SV% – procent obronionych strzałów |                                  |                                                                             |                                                                        | |                                                                          |
| \| Trzy gwiazdy meczu \| Trzy gwiazdy meczu \| Trzy gwiazdy meczu \| Trzy gwiazdy meczu \| Trzy gwiazdy meczu \| Trzy gwiazdy meczu \| \| 1 \| 1 \| 2 \| 2 \| 3 \| 3 \| \| ------------------ \| -------------------------------- \| ------------------ \| ----------------------------------- \| ------------------ \| ----------------------------------- \| \| \| Seth Jones Columbus Blue Jackets \| \| Anthony Cirelli Tampa Bay Lightning \| \| Josh Anderson Columbus Blue Jackets \| |                                  |                                                                             |                                                                        | |                                                                          |
| Trzy gwiazdy meczu |                                  |                                                                             |                                                                        | |                                                                          |
| 1 | 1                                | 2                                                                           | 2                                                                      | 3 | 3                                                                        |
| | Seth Jones Columbus Blue Jackets |                                                                             | Anthony Cirelli Tampa Bay Lightning                                    | | Josh Anderson Columbus Blue Jackets                                      |

| Trzy gwiazdy meczu | Trzy gwiazdy meczu               | Trzy gwiazdy meczu | Trzy gwiazdy meczu                  | Trzy gwiazdy meczu | Trzy gwiazdy meczu                  |
| 1                  | 1                                | 2                  | 2                                   | 3                  | 3                                   |
| ------------------ | -------------------------------- | ------------------ | ----------------------------------- | ------------------ | ----------------------------------- |
|                    | Seth Jones Columbus Blue Jackets |                    | Anthony Cirelli Tampa Bay Lightning |                    | Josh Anderson Columbus Blue Jackets |

| Szczegóły meczu | Szczegóły meczu                    | Szczegóły meczu                                                        | Szczegóły meczu                                                             | Szczegóły meczu | Szczegóły meczu |
| Tercja | Stan meczu                         | Zdobywcy bramek                                                        | Zdobywcy bramek                                                             | Kary | Kary |
| Tercja | Stan meczu                         | Strzelec                                                               | Asysta                                                                      | Ukarany zawodnik | Przewinienie |
| --- | ---------------------------------- | ---------------------------------------------------------------------- | --------------------------------------------------------------------------- | --- | --- |
| 1 (0 : 2) | 0 : 1 CBJ 0 : 2 CBJ                | 05:15 Cam Atkinson (1) 11:44 Zach Werenski (1) PPG                     | M.Duchene (1) M.Duchene (2)                                                 | 07:08 Adam Erne (TBL) 11:40 Ondřej Palát (TBL) 15:11 Brayden Point (TBL) 15:11 Zach Werenski (CBJ)                                                                                         | opóźnianie gry zahaczanie bójka                                                                                           |
| 2 (0 : 1) | 0 : 3 CBJ                          | 21:28 Matt Duchene (1) PPG                                             | A.Panarin (2), Z.Werenski (2)                                               | 20:30 Alex Killorn (TBL) 24:21 Matt Duchene (CBJ) | przeszkadzanie w grze nadmiar zawodników na lodzie                                                                        |
| 3 (1 : 2) | 1 : 3 TBL 1 : 4 CBJ 1 : 5 CBJ      | 45:00 M.Siergaczow (1) 49:06 Riley Nash (1) 52:15 Artiemij Panarin (1) | J.T. Miller (2), E.Černák (2) B.Jenner (2) M.Duchene (3), O.Bjorkstrand (1) | 45:51 Nick Foligno (CBJ) 55:34 Nikita Kuczerow (TBL) 55:34 Nikita Kuczerow (TBL) 55:34 Nikita Kuczerow (TBL) 55:34 Victor Hedman (TBL) 55:34 Josh Anderson (CBJ) 55:34 Josh Anderson (CBJ) | spowodowanie upadku przeciwnika wrzucenie na bandę niesportowe zachowanie nadmierna ostrość w grze niesportowe zachowanie |
| Statystyki bramkarzy | Statystyki bramkarzy               | Siergiej Bobrowski (CBJ) Andriej Wasilewskij (TBL)                     | Czas gry – 60:00 Czas gry – 59:59                                           | 23 obrony / 24 strzały 22 obrony / 27 strzałów | SV% – .958 SV% – .815 |
| Objaśnienia: PPG – gol w przewadze, SHG – gol w osłabieniu, EN – gol do pustej bramki, OT – dogrywka, SV% – procent obronionych strzałów |                                    |                                                                        |                                                                             | | |
| \| Trzy gwiazdy meczu \| Trzy gwiazdy meczu \| Trzy gwiazdy meczu \| Trzy gwiazdy meczu \| Trzy gwiazdy meczu \| Trzy gwiazdy meczu \| \| 1 \| 1 \| 2 \| 2 \| 3 \| 3 \| \| ------------------ \| ---------------------------------- \| ------------------ \| ----------------------------------- \| ------------------ \| -------------------------------- \| \| \| Matt Duchene Columbus Blue Jackets \| \| Zach Werenski Columbus Blue Jackets \| \| Riley Nash Columbus Blue Jackets \| |                                    |                                                                        |                                                                             | | |
| Trzy gwiazdy meczu |                                    |                                                                        |                                                                             | | |
| 1 | 1                                  | 2                                                                      | 2                                                                           | 3 | 3 |
| | Matt Duchene Columbus Blue Jackets |                                                                        | Zach Werenski Columbus Blue Jackets                                         | | Riley Nash Columbus Blue Jackets                                                                                          |

| Trzy gwiazdy meczu | Trzy gwiazdy meczu                 | Trzy gwiazdy meczu | Trzy gwiazdy meczu                  | Trzy gwiazdy meczu | Trzy gwiazdy meczu               |
| 1                  | 1                                  | 2                  | 2                                   | 3                  | 3                                |
| ------------------ | ---------------------------------- | ------------------ | ----------------------------------- | ------------------ | -------------------------------- |
|                    | Matt Duchene Columbus Blue Jackets |                    | Zach Werenski Columbus Blue Jackets |                    | Riley Nash Columbus Blue Jackets |

| Szczegóły meczu | Szczegóły meczu                          | Szczegóły meczu                                         | Szczegóły meczu                                             | Szczegóły meczu                                                             | Szczegóły meczu                                 |
| Tercja | Stan meczu                               | Zdobywcy bramek                                         | Zdobywcy bramek                                             | Kary                                                                        | Kary                                            |
| Tercja | Stan meczu                               | Strzelec                                                | Asysta                                                      | Ukarany zawodnik                                                            | Przewinienie                                    |
| --- | ---------------------------------------- | ------------------------------------------------------- | ----------------------------------------------------------- | --------------------------------------------------------------------------- | ----------------------------------------------- |
| 1 (0 : 0) |                                          |                                                         |                                                             | 06:13 Alex Killorn (TBL) 15:50 Ryan Callahan (TBL) 15:50 Ryan Dzingel (CBJ) | przeszkadzanie w grze nadmierna ostrość w grze  |
| 2 (2 : 0) | 1 : 0 CBJ 2 : 0 CBJ                      | 21:44 Matt Duchene (2) 28:25 Oliver Bjorkstrand (1) PPG | C.Atkinson (1), Z.Werenski (3) S.Jones (1), A.Texier (1)    | 26:50 Ryan Callahan (TBL)                                                   | przeszkadzanie w grze                           |
| 3 (1 : 1) | 2 : 1 TBL 3 : 1 CBJ                      | 44:40 Ondřej Palát (1) 59:00 Cam Atkinson (2)           | E.Černák (3), T.Johnson (1) A.Panarin (3), S.Harrington (1) | 59:28 Riley Nash (CBJ) 59:28 Steven Stamkos (TBL)                           | niesportowe zachowanie nadmierna ostrość w grze |
| Statystyki bramkarzy | Statystyki bramkarzy                     | Siergiej Bobrowski (CBJ) Andriej Wasilewskij (TBL)      | Czas gry – 59:46 Czas gry – 58:37                           | 30 obron / 31 strzałów 27 obron / 29 strzałów                               | SV% – .968 SV% – .931                           |
| Objaśnienia: PPG – gol w przewadze, SHG – gol w osłabieniu, EN – gol do pustej bramki, OT – dogrywka, SV% – procent obronionych strzałów |                                          |                                                         |                                                             |                                                                             |                                                 |
| \| Trzy gwiazdy meczu \| Trzy gwiazdy meczu \| Trzy gwiazdy meczu \| Trzy gwiazdy meczu \| Trzy gwiazdy meczu \| Trzy gwiazdy meczu \| \| 1 \| 1 \| 2 \| 2 \| 3 \| 3 \| \| ------------------ \| ---------------------------------------- \| ------------------ \| ---------------------------------------- \| ------------------ \| --------------------------------------- \| \| \| Siergiej Bobrowski Columbus Blue Jackets \| \| Oliver Bjorkstrand Columbus Blue Jackets \| \| Pierre-Luc Dubois Columbus Blue Jackets \| |                                          |                                                         |                                                             |                                                                             |                                                 |
| Trzy gwiazdy meczu |                                          |                                                         |                                                             |                                                                             |                                                 |
| 1 | 1                                        | 2                                                       | 2                                                           | 3                                                                           | 3                                               |
| | Siergiej Bobrowski Columbus Blue Jackets |                                                         | Oliver Bjorkstrand Columbus Blue Jackets                    |                                                                             | Pierre-Luc Dubois Columbus Blue Jackets         |

| Trzy gwiazdy meczu | Trzy gwiazdy meczu                       | Trzy gwiazdy meczu | Trzy gwiazdy meczu                       | Trzy gwiazdy meczu | Trzy gwiazdy meczu                      |
| 1                  | 1                                        | 2                  | 2                                        | 3                  | 3                                       |
| ------------------ | ---------------------------------------- | ------------------ | ---------------------------------------- | ------------------ | --------------------------------------- |
|                    | Siergiej Bobrowski Columbus Blue Jackets |                    | Oliver Bjorkstrand Columbus Blue Jackets |                    | Pierre-Luc Dubois Columbus Blue Jackets |

| Szczegóły meczu | Szczegóły meczu                          | Szczegóły meczu                                                                                         | Szczegóły meczu | Szczegóły meczu                                       | Szczegóły meczu                                 |
| Tercja | Stan meczu                               | Zdobywcy bramek                                                                                         | Zdobywcy bramek | Kary                                                  | Kary                                            |
| Tercja | Stan meczu                               | Strzelec                                                                                                | Asysta | Ukarany zawodnik                                      | Przewinienie                                    |
| --- | ---------------------------------------- | --- | --- | ----------------------------------------------------- | ----------------------------------------------- |
| 1 (2 : 1) | 1 : 0 CBJ 2 : 0 CBJ 2 : 1 TBL            | 02:26 Alexandre Texier (1) PPG 03:48 Pierre-Luc Dubois (1) 08:44 Steven Stamkos (1)                     | S.Jones (2), P-L.Dubois (1) O.Bjorkstrand (2), A.Clendening (1) N.Kuczerow (1), A.Cirelli (1)                          | 00:45 Ryan McDonagh (TBL) 11:18 Nikita Kuczerow (TBL) | uderzanie kijem spowodowanie upadku przeciwnika |
| 2 (2 : 2) | 3 : 1 CBJ 3 : 2 TBL 3 : 3 TBL 4 : 3 CBJ  | 26:28 Seth Jones (2) 33:03 Cedric Paquette (1) 37:52 Brayden Point (1) PPG 38:46 Oliver Bjorkstrand (2) | C.Atkinson (2), M.Duchene (4) B.Coburn (1), J.Rutta (2) S.Stamkos (1), N.Kuczerow (2) S.Harrington (2), P-L.Dubois (2) | 26:43 Zach Werenski (CBJ)                             | atak kijem trzymanym oburącz                    |
| 3 (3 : 0) | 5 : 3 CBJ 6 : 3 CBJ 7 : 3 CBJ            | 58:07 Artiemij Panarin (2) EN 58:26 Alexandre Texier (2) EN 59:51 Matt Duchene (3) EN                   | bez asysty Z.Werenski (4), N.Foligno (1) D.Savard (1), S.Harrington (3)                                                |                                                       |                                                 |
| Statystyki bramkarzy | Statystyki bramkarzy                     | Siergiej Bobrowski (CBJ) Andriej Wasilewskij (TBL)                                                      | Czas gry – 59:30 Czas gry – 58:26                                                                                      | 30 obron / 33 strzały 18 obron / 22 strzały           | SV% – .909 SV% – .818                           |
| Objaśnienia: PPG – gol w przewadze, SHG – gol w osłabieniu, EN – gol do pustej bramki, OT – dogrywka, SV% – procent obronionych strzałów |                                          | | |                                                       |                                                 |
| \| Trzy gwiazdy meczu \| Trzy gwiazdy meczu \| Trzy gwiazdy meczu \| Trzy gwiazdy meczu \| Trzy gwiazdy meczu \| Trzy gwiazdy meczu \| \| 1 \| 1 \| 2 \| 2 \| 3 \| 3 \| \| ------------------ \| ---------------------------------------- \| ------------------ \| --------------------------------------- \| ------------------ \| -------------------------------- \| \| \| Oliver Bjorkstrand Columbus Blue Jackets \| \| Pierre-Luc Dubois Columbus Blue Jackets \| \| Seth Jones Columbus Blue Jackets \| |                                          | | |                                                       |                                                 |
| Trzy gwiazdy meczu |                                          | | |                                                       |                                                 |
| 1 | 1                                        | 2 | 2 | 3                                                     | 3                                               |
| | Oliver Bjorkstrand Columbus Blue Jackets | | Pierre-Luc Dubois Columbus Blue Jackets                                                                                |                                                       | Seth Jones Columbus Blue Jackets                |

| Trzy gwiazdy meczu | Trzy gwiazdy meczu                       | Trzy gwiazdy meczu | Trzy gwiazdy meczu                      | Trzy gwiazdy meczu | Trzy gwiazdy meczu               |
| 1                  | 1                                        | 2                  | 2                                       | 3                  | 3                                |
| ------------------ | ---------------------------------------- | ------------------ | --------------------------------------- | ------------------ | -------------------------------- |
|                    | Oliver Bjorkstrand Columbus Blue Jackets |                    | Pierre-Luc Dubois Columbus Blue Jackets |                    | Seth Jones Columbus Blue Jackets |

#### Boston Bruins (A2) – Toronto Maple Leafs (A3)
Drużyny w fazie play-off spotykają się po raz szesnasty. Toronto zwyciężyło w ośmiu seriach. W sezonie zasadniczym drużyna z Bostonu wygrała trzy z czterech spotkań.
| Boston            | TorontoBoston | Toronto           |
| TD Garden         | TorontoBoston | Scotiabank Arena  |
| Pojemność: 17 565 | TorontoBoston | Pojemność: 18 819 |
|                   | TorontoBoston |                   |

| Szczegóły meczu | Szczegóły meczu                     | Szczegóły meczu                                          | Szczegóły meczu                                        | Szczegóły meczu                                      | Szczegóły meczu                                                 |
| Tercja | Stan meczu                          | Zdobywcy bramek                                          | Zdobywcy bramek                                        | Kary                                                 | Kary                                                            |
| Tercja | Stan meczu                          | Strzelec                                                 | Asysta                                                 | Ukarany zawodnik                                     | Przewinienie                                                    |
| --- | ----------------------------------- | -------------------------------------------------------- | ------------------------------------------------------ | ---------------------------------------------------- | --------------------------------------------------------------- |
| 1 (1 : 1) | 1 : 0 BOS 1 : 1 TOR                 | 09:31 Patrice Bergeron (1) PPG 16:44 Mitchell Marner (1) | B.Marchand (1), T.Krug (1) J.Muzzin (1), J.Tavares (1) | 08:55 William Nylander (TOR)                         | niebezpieczna gra wysokim kijem                                 |
| 2 (0 : 2) | 1 : 2 TOR 1 : 3 TOR                 | 22:47 Mitchell Marner (2) SHG 38:25 William Nylander (1) | bez asysty N.Kadri (1), P.Marleau (1)                  | 22:16 Kasperi Kapanen (TOR) 22:47 Jake DeBrusk (BOS) | niebezpieczna gra wysokim kijem spowodowanie upadku przeciwnika |
| 3 (0 : 1) | 1 : 4 TOR                           | 58:41 John Tavares (1) EN                                | bez asysty                                             | 51:45 Zdeno Chara (BOS)                              | przeszkadzanie w grze                                           |
| Statystyki bramkarzy | Statystyki bramkarzy                | Tuukka Rask (BOS) Frederik Andersen (TOR)                | Czas gry – 58:31 Czas gry – 60:00                      | 29 obron / 32 strzały 37 obron / 38 strzałów         | SV% – .906 SV% – .974                                           |
| Objaśnienia: PPG – gol w przewadze, SHG – gol w osłabieniu, EN – gol do pustej bramki, OT – dogrywka, SV% – procent obronionych strzałów |                                     |                                                          |                                                        |                                                      |                                                                 |
| \| Trzy gwiazdy meczu \| Trzy gwiazdy meczu \| Trzy gwiazdy meczu \| Trzy gwiazdy meczu \| Trzy gwiazdy meczu \| Trzy gwiazdy meczu \| \| 1 \| 1 \| 2 \| 2 \| 3 \| 3 \| \| ------------------ \| ----------------------------------- \| ------------------ \| ------------------------------------- \| ------------------ \| ------------------------------ \| \| \| Mitchell Marner Toronto Maple Leafs \| \| Frederik Andersen Toronto Maple Leafs \| \| Patrice Bergeron Boston Bruins \| |                                     |                                                          |                                                        |                                                      |                                                                 |
| Trzy gwiazdy meczu |                                     |                                                          |                                                        |                                                      |                                                                 |
| 1 | 1                                   | 2                                                        | 2                                                      | 3                                                    | 3                                                               |
| | Mitchell Marner Toronto Maple Leafs |                                                          | Frederik Andersen Toronto Maple Leafs                  |                                                      | Patrice Bergeron Boston Bruins                                  |

| Trzy gwiazdy meczu | Trzy gwiazdy meczu                  | Trzy gwiazdy meczu | Trzy gwiazdy meczu                    | Trzy gwiazdy meczu | Trzy gwiazdy meczu             |
| 1                  | 1                                   | 2                  | 2                                     | 3                  | 3                              |
| ------------------ | ----------------------------------- | ------------------ | ------------------------------------- | ------------------ | ------------------------------ |
|                    | Mitchell Marner Toronto Maple Leafs |                    | Frederik Andersen Toronto Maple Leafs |                    | Patrice Bergeron Boston Bruins |

| Szczegóły meczu | Szczegóły meczu             | Szczegóły meczu                                      | Szczegóły meczu                                              | Szczegóły meczu                                                               | Szczegóły meczu                                                              |
| Tercja | Stan meczu                  | Zdobywcy bramek                                      | Zdobywcy bramek                                              | Kary                                                                          | Kary                                                                         |
| Tercja | Stan meczu                  | Strzelec                                             | Asysta                                                       | Ukarany zawodnik                                                              | Przewinienie                                                                 |
| --- | --------------------------- | ---------------------------------------------------- | ------------------------------------------------------------ | ----------------------------------------------------------------------------- | ---------------------------------------------------------------------------- |
| 1 (2 : 0) | 1 : 0 BOS 2 : 0 BOS         | 04:44 Charlie Coyle (1) 16:04 Brad Marchand (1)      | C.Bakes (1) D.Pastrňák (1), T.Krug (2)                       | 11:12 Jake DeBrusk (BOS) 11:12 Nazem Kadri (TOR) 18:57 David Pastrňák (BOS)   | nadmierna ostrość w grze natarcie                                            |
| 2 (1 : 0) | 3 : 0 BOS                   | 30:39 Danton Heinen (1)                              | bez asysty                                                   | 32:22 Frederik Gauthier (TOR) 35:32 Zdeno Chara (BOS) 36:52 Nazem Kadri (TOR) | nadmierna ostrość w grze opóźnianie gry zahaczanie                           |
| 3 (1 : 1) | 3 : 1 TOR 4 : 1 BOS         | 50:44 Nazem Kadri (1) 55:03 Patrice Bergeron (2) PPG | T.Dermott (1), W.Nylander (1) B.Marchand (2), M.Grzelcyk (1) | 45:36 David Krejčí (BOS) 54:03 Nazem Kadri (TOR) 54:03 Nazem Kadri (TOR)      | nadmierna ostrość w grze atak kijem trzymanym oburącz niesportowe zachowanie |
| Statystyki bramkarzy | Statystyki bramkarzy        | Tuukka Rask (BOS) Frederik Andersen (TOR)            | Czas gry – 60:00 Czas gry – 60:00                            | 30 obron / 31 strzałów 37 obron / 41 strzałów                                 | SV% – .968 SV% – .902                                                        |
| Objaśnienia: PPG – gol w przewadze, SHG – gol w osłabieniu, EN – gol do pustej bramki, OT – dogrywka, SV% – procent obronionych strzałów |                             |                                                      |                                                              |                                                                               |                                                                              |
| \| Trzy gwiazdy meczu \| Trzy gwiazdy meczu \| Trzy gwiazdy meczu \| Trzy gwiazdy meczu \| Trzy gwiazdy meczu \| Trzy gwiazdy meczu \| \| 1 \| 1 \| 2 \| 2 \| 3 \| 3 \| \| ------------------ \| --------------------------- \| ------------------ \| ------------------------- \| ------------------ \| -------------------------- \| \| \| Brad Marchand Boston Bruins \| \| Tuukka Rask Boston Bruins \| \| David Backes Boston Bruins \| |                             |                                                      |                                                              |                                                                               |                                                                              |
| Trzy gwiazdy meczu |                             |                                                      |                                                              |                                                                               |                                                                              |
| 1 | 1                           | 2                                                    | 2                                                            | 3                                                                             | 3                                                                            |
| | Brad Marchand Boston Bruins |                                                      | Tuukka Rask Boston Bruins                                    |                                                                               | David Backes Boston Bruins                                                   |

| Trzy gwiazdy meczu | Trzy gwiazdy meczu          | Trzy gwiazdy meczu | Trzy gwiazdy meczu        | Trzy gwiazdy meczu | Trzy gwiazdy meczu         |
| 1                  | 1                           | 2                  | 2                         | 3                  | 3                          |
| ------------------ | --------------------------- | ------------------ | ------------------------- | ------------------ | -------------------------- |
|                    | Brad Marchand Boston Bruins |                    | Tuukka Rask Boston Bruins |                    | David Backes Boston Bruins |

| Szczegóły meczu | Szczegóły meczu                                   | Szczegóły meczu | Szczegóły meczu | Szczegóły meczu                                                            | Szczegóły meczu                                                  |
| Tercja | Stan meczu                                        | Zdobywcy bramek | Zdobywcy bramek | Kary                                                                       | Kary                                                             |
| Tercja | Stan meczu                                        | Strzelec | Asysta | Ukarany zawodnik                                                           | Przewinienie                                                     |
| --- | ------------------------------------------------- | --- | --- | -------------------------------------------------------------------------- | ---------------------------------------------------------------- |
| 1 (0 : 0) |                                                   | | | 16:36 Ron Hainsey (TOR) 19:21 Charlie McAvoy (BOS)                         | przeszkadzanie w grze trzymanie kija przeciwnika                 |
| 2 (3 : 2) | 1 : ) TOR 1 : 1 BOS 2 : 1 TOR 3 : 1 TOR 3 : 2 BOS | 22:38 Trevor Moore (1) 23:30 David Krejčí (1) 30:12 Auston Matthews (1) PPG 37:12 Andreas Johnsson (1) PPG 39:22 Charlie Coyle (2) PPG | M.Rielly (1), T.Ennis (1) J.DeBrusk (1), K.Kuhlman (1) A.Johnsson (1), M.Marner (1) J.Tavares (2), A.Matthews (1) D.Heinen (1), M.Grzelcyk (2) | 30:00 David Backes (BOS) 35:59 Matt Grzelcyk (BOS) 37:45 Jake Muzzin (TOR) | niebezpieczna gra wysokim kijem zahaczanie trzymanie przeciwnika |
| 3 (0 : 0) |                                                   | | | 45:01 Nikita Zajcew (TOR)                                                  | opóźnianie gry                                                   |
| Statystyki bramkarzy | Statystyki bramkarzy                              | Tuukka Rask (BOS) Frederik Andersen (TOR)                                                                                              | Czas gry – 58:34 Czas gry – 59:47 | 31 obron / 34 strzały 34 obrony / 36 strzałów                              | SV% – .912 SV% – .944                                            |
| Objaśnienia: PPG – gol w przewadze, SHG – gol w osłabieniu, EN – gol do pustej bramki, OT – dogrywka, SV% – procent obronionych strzałów |                                                   | | |                                                                            |                                                                  |
| \| Trzy gwiazdy meczu \| Trzy gwiazdy meczu \| Trzy gwiazdy meczu \| Trzy gwiazdy meczu \| Trzy gwiazdy meczu \| Trzy gwiazdy meczu \| \| 1 \| 1 \| 2 \| 2 \| 3 \| 3 \| \| ------------------ \| ------------------------------------ \| ------------------ \| ------------------------------------- \| ------------------ \| --------------------------- \| \| \| Andreas Johnsson Toronto Maple Leafs \| \| Frederik Andersen Toronto Maple Leafs \| \| Charlie Coyle Boston Bruins \| |                                                   | | |                                                                            |                                                                  |
| Trzy gwiazdy meczu |                                                   | | |                                                                            |                                                                  |
| 1 | 1                                                 | 2 | 2 | 3                                                                          | 3                                                                |
| | Andreas Johnsson Toronto Maple Leafs              | | Frederik Andersen Toronto Maple Leafs |                                                                            | Charlie Coyle Boston Bruins                                      |

| Trzy gwiazdy meczu | Trzy gwiazdy meczu                   | Trzy gwiazdy meczu | Trzy gwiazdy meczu                    | Trzy gwiazdy meczu | Trzy gwiazdy meczu          |
| 1                  | 1                                    | 2                  | 2                                     | 3                  | 3                           |
| ------------------ | ------------------------------------ | ------------------ | ------------------------------------- | ------------------ | --------------------------- |
|                    | Andreas Johnsson Toronto Maple Leafs |                    | Frederik Andersen Toronto Maple Leafs |                    | Charlie Coyle Boston Bruins |

| Szczegóły meczu | Szczegóły meczu                         | Szczegóły meczu                                                                                            | Szczegóły meczu                                                                    | Szczegóły meczu                                                                  | Szczegóły meczu                             |
| Tercja | Stan meczu                              | Zdobywcy bramek                                                                                            | Zdobywcy bramek                                                                    | Kary                                                                             | Kary                                        |
| Tercja | Stan meczu                              | Strzelec                                                                                                   | Asysta                                                                             | Ukarany zawodnik                                                                 | Przewinienie                                |
| --- | --------------------------------------- | --- | ---------------------------------------------------------------------------------- | -------------------------------------------------------------------------------- | ------------------------------------------- |
| 1 (1 : 2) | 0 : 1 BOS 0 : 2 BOS 1 : 2 TOR           | 03:03 Charlie McAvoy (1) PPG 06:38 Brad Marchand (2) 17:55 Zach Hyman (1)                                  | C.Coyle (1), M.Grzelcyk (3) C.McAvoy (1), D.Heinen (2) M.Rielly (2), J.Tavares (3) | 01:08 Connor Brown (TOR) 13:29 Patrice Bergeron (BOS) 15:44 Charlie McAvoy (BOS) | trzymanie przeciwnika przeszkadzanie w grze |
| 2 (1 : 2) | 2 : 2 TOR 2 : 3 BOS 2 : 4 BOS           | 21:07 Auston Matthews (2) 23:16 David Pastrňák (1) 24:51 David Pastrňák (2) PPG                            | A.Johnsson (2), Ron Hainsey (1) B.Marchand (3), P.Bergeron (1) B.Marchand (3)      | 24:37 Auston Matthews (TOR)                                                      | nadmierna ostrość w grze                    |
| 3 (2 : 2) | 2 : 5 BOS 3 : 5 TOR 4 : 5 TOR 4 : 6 BOS | 45:39 Zdeno Chara (1) 51:52 Auston Matthews (3) PPG 53:27 Travis Dermott (1) 59:58 Joakim Nordström (1) EN | bez asysty M.Marner (2), M.Rielly (3) J.Gardiner (1), C.Brown (1) D.Krejčí (1)     | 51:42 Charlie McAvoy (BOS)                                                       | niebezpieczna gra wysokim kijem             |
| Statystyki bramkarzy | Statystyki bramkarzy                    | Tuukka Rask (BOS) Frederik Andersen (TOR)                                                                  | Czas gry – 60:00 Czas gry – 58:11                                                  | 38 obron / 42 strzały 25 obron / 30 strzałów                                     | SV% – .905 SV% – .833                       |
| Objaśnienia: PPG – gol w przewadze, SHG – gol w osłabieniu, EN – gol do pustej bramki, OT – dogrywka, SV% – procent obronionych strzałów |                                         | |                                                                                    |                                                                                  |                                             |
| \| Trzy gwiazdy meczu \| Trzy gwiazdy meczu \| Trzy gwiazdy meczu \| Trzy gwiazdy meczu \| Trzy gwiazdy meczu \| Trzy gwiazdy meczu \| \| 1 \| 1 \| 2 \| 2 \| 3 \| 3 \| \| ------------------ \| ---------------------------- \| ------------------ \| ----------------------------------- \| ------------------ \| --------------------------- \| \| \| David Pastrňák Boston Bruins \| \| Auston Matthews Toronto Maple Leafs \| \| Brad Marchand Boston Bruins \| |                                         | |                                                                                    |                                                                                  |                                             |
| Trzy gwiazdy meczu |                                         | |                                                                                    |                                                                                  |                                             |
| 1 | 1                                       | 2 | 2                                                                                  | 3                                                                                | 3                                           |
| | David Pastrňák Boston Bruins            | | Auston Matthews Toronto Maple Leafs                                                |                                                                                  | Brad Marchand Boston Bruins                 |

| Trzy gwiazdy meczu | Trzy gwiazdy meczu           | Trzy gwiazdy meczu | Trzy gwiazdy meczu                  | Trzy gwiazdy meczu | Trzy gwiazdy meczu          |
| 1                  | 1                            | 2                  | 2                                   | 3                  | 3                           |
| ------------------ | ---------------------------- | ------------------ | ----------------------------------- | ------------------ | --------------------------- |
|                    | David Pastrňák Boston Bruins |                    | Auston Matthews Toronto Maple Leafs |                    | Brad Marchand Boston Bruins |

| Szczegóły meczu | Szczegóły meczu                     | Szczegóły meczu                                                            | Szczegóły meczu                                                                     | Szczegóły meczu                                         | Szczegóły meczu                 |
| Tercja | Stan meczu                          | Zdobywcy bramek                                                            | Zdobywcy bramek                                                                     | Kary                                                    | Kary                            |
| Tercja | Stan meczu                          | Strzelec                                                                   | Asysta                                                                              | Ukarany zawodnik                                        | Przewinienie                    |
| --- | ----------------------------------- | -------------------------------------------------------------------------- | ----------------------------------------------------------------------------------- | ------------------------------------------------------- | ------------------------------- |
| 1 (0 : 0) |                                     |                                                                            |                                                                                     | 17:00 Zach Hyman (TOR)                                  | spowodowanie upadku przeciwnika |
| 2 (1 : 2) |                                     |                                                                            |                                                                                     | 24:13 Patrick Marleau (TOR) 28:24 Mitchell Marner (TOR) | zahaczanie opóźnianie gry       |
| 3 (1 : 2) | 0 : 1 TOR 0 : 2 TOR 1 : 2 BOS       | 51:33 Auston Matthews (4) 53:45 Kasperi Kapanen (1) 59:16 David Krejčí (1) | J.Muzzin (1), K.Kapanen (1) A.Johnsson (3), M.Rielly (4) D.Pastrňák (2), T.Krug (3) | 47:14 Marcus Johansson (BOS)                            | nadmiar zawodników na lodzie    |
| Statystyki bramkarzy | Statystyki bramkarzy                | Tuukka Rask (BOS) Frederik Andersen (TOR)                                  | Czas gry – 57:37 Czas gry – 60:00                                                   | 25 obron / 27 strzałów 28 obron / 29 strzałów           | SV% – .926 SV% – .966           |
| Objaśnienia: PPG – gol w przewadze, SHG – gol w osłabieniu, EN – gol do pustej bramki, OT – dogrywka, SV% – procent obronionych strzałów |                                     |                                                                            |                                                                                     |                                                         |                                 |
| \| Trzy gwiazdy meczu \| Trzy gwiazdy meczu \| Trzy gwiazdy meczu \| Trzy gwiazdy meczu \| Trzy gwiazdy meczu \| Trzy gwiazdy meczu \| \| 1 \| 1 \| 2 \| 2 \| 3 \| 3 \| \| ------------------ \| ----------------------------------- \| ------------------ \| ------------------------------------- \| ------------------ \| ------------------------- \| \| \| Auston Matthews Toronto Maple Leafs \| \| Frederik Andersen Toronto Maple Leafs \| \| Tuukka Rask Boston Bruins \| |                                     |                                                                            |                                                                                     |                                                         |                                 |
| Trzy gwiazdy meczu |                                     |                                                                            |                                                                                     |                                                         |                                 |
| 1 | 1                                   | 2                                                                          | 2                                                                                   | 3                                                       | 3                               |
| | Auston Matthews Toronto Maple Leafs |                                                                            | Frederik Andersen Toronto Maple Leafs                                               |                                                         | Tuukka Rask Boston Bruins       |

| Trzy gwiazdy meczu | Trzy gwiazdy meczu                  | Trzy gwiazdy meczu | Trzy gwiazdy meczu                    | Trzy gwiazdy meczu | Trzy gwiazdy meczu        |
| 1                  | 1                                   | 2                  | 2                                     | 3                  | 3                         |
| ------------------ | ----------------------------------- | ------------------ | ------------------------------------- | ------------------ | ------------------------- |
|                    | Auston Matthews Toronto Maple Leafs |                    | Frederik Andersen Toronto Maple Leafs |                    | Tuukka Rask Boston Bruins |

#### Calgary Flames (P1) – Colorado Avalanche (WC)
W fazie play-off drużyny spotkają się po raz pierwszy. W sezonie zasadniczym Calgary zwyciężyło we wszystkich trzech spotkaniach.
| Calgary               | DenverCalgary | Denver            |
| Scotiabank Saddledome | DenverCalgary | Pepsi Center      |
| Pojemność: 19 289     | DenverCalgary | Pojemność: 17 809 |
|                       | DenverCalgary |                   |

| Szczegóły meczu | Szczegóły meczu           | Szczegóły meczu                                            | Szczegóły meczu                            | Szczegóły meczu | Szczegóły meczu                                                                     |
| Tercja | Stan meczu                | Zdobywcy bramek                                            | Zdobywcy bramek                            | Kary | Kary                                                                                |
| Tercja | Stan meczu                | Strzelec                                                   | Asysta                                     | Ukarany zawodnik | Przewinienie                                                                        |
| --- | ------------------------- | ---------------------------------------------------------- | ------------------------------------------ | --- | ----------------------------------------------------------------------------------- |
| 1 (0 : 0) |                           |                                                            |                                            | 06:38 Erik Johnson (COL) 11:02 Mikael Backlund (CGY) 15:58 Noah Hanifin                                                                   | niebezpieczna gra wysokim kijem atak kijem trzymanym oburącz trzymanie przeciwnika  |
| 2 (2 : 0) | 1 : 0 CGY 2 : 0 CGY       | 34:25 Andrew Mangiapane (1) 38:58 Matthew Tkachuk (1) PPG  | bez asysty M.Giordano (1), E.Lindholm (1)  | 20:49 TJ Brodie (CGY) 30:05 Carl Soderberg (COL) 38:37 Patrik Nemeth (COL)                                                                | zahaczanie spowodowanie upadku przeciwnika trzymanie przeciwnika                    |
| 3 (2 : 0) | 3 : 0 CGY 4 : 0 CGY       | 57:01 Mikael Backlund (1) PPG 57:15 Matthew Tkachuk (2) EN | S.Bennett (1), R.Andersson (1) M.Smith (1) | 45:08 Oscar Fantenberg (CGY) 56:36 Nikita Zadorow (COL) 58:05 Matt Calvert (COL) 58:05 Travis Hamonic (CGY) 59:52 Gabriel Landeskog (COL) | zahaczanie spowodowanie upadku przeciwnika nadmierna ostrość w grze uderzanie kijem |
| Statystyki bramkarzy | Statystyki bramkarzy      | Philipp Grubauer (COL) Mike Smith (CGY)                    | Czas gry – 59:15 Czas gry – 59:54          | 28 obron / 31 strzałów 26 obron / 26 strzałów                                                                                             | SV% – .903 SV% – 1.000                                                              |
| Objaśnienia: PPG – gol w przewadze, SHG – gol w osłabieniu, EN – gol do pustej bramki, OT – dogrywka, SV% – procent obronionych strzałów |                           |                                                            |                                            | |                                                                                     |
| \| Trzy gwiazdy meczu \| Trzy gwiazdy meczu \| Trzy gwiazdy meczu \| Trzy gwiazdy meczu \| Trzy gwiazdy meczu \| Trzy gwiazdy meczu \| \| 1 \| 1 \| 2 \| 2 \| 3 \| 3 \| \| ------------------ \| ------------------------- \| ------------------ \| ------------------------------ \| ------------------ \| -------------------------------- \| \| \| Mike Smith Calgary Flames \| \| Matthew Tkachuk Calgary Flames \| \| Andrew Mangiapane Calgary Flames \| |                           |                                                            |                                            | |                                                                                     |
| Trzy gwiazdy meczu |                           |                                                            |                                            | |                                                                                     |
| 1 | 1                         | 2                                                          | 2                                          | 3 | 3                                                                                   |
| | Mike Smith Calgary Flames |                                                            | Matthew Tkachuk Calgary Flames             | | Andrew Mangiapane Calgary Flames                                                    |

| Trzy gwiazdy meczu | Trzy gwiazdy meczu        | Trzy gwiazdy meczu | Trzy gwiazdy meczu             | Trzy gwiazdy meczu | Trzy gwiazdy meczu               |
| 1                  | 1                         | 2                  | 2                              | 3                  | 3                                |
| ------------------ | ------------------------- | ------------------ | ------------------------------ | ------------------ | -------------------------------- |
|                    | Mike Smith Calgary Flames |                    | Matthew Tkachuk Calgary Flames |                    | Andrew Mangiapane Calgary Flames |

#### San Jose Sharks (P2) – Vegas Golden Knights (P3)
W fazie play-off drużyny spotykają się po raz drugi. Poprzednią serię wygrało Vegas. W sezonie zasadniczym drużyny zwyciężyły po dwa razy.
| San Jose          | Las VegasSan Jose | Paradise          |
| SAP Center        | Las VegasSan Jose | T-Mobile Arena    |
| Pojemność: 17 562 | Las VegasSan Jose | Pojemność: 18 230 |
|                   | Las VegasSan Jose |                   |

| ĆWIERĆFINAŁ KONFERENCJI ZACHODNIEJ |                         |                                       |                                                        |                                                        |                                                        |                        |
| 10.04.2019 Mecz numer 1            | 10.04.2019 Mecz numer 1 | San Jose SAP Center 17 562 widzów     | San Jose Sharks (P2) – Vegas Golden Knights (P3) 5 : 2 | San Jose Sharks (P2) – Vegas Golden Knights (P3) 5 : 2 | San Jose Sharks (P2) – Vegas Golden Knights (P3) 5 : 2 | Stan rywalizacji 1 : 0 |
|                                    |                         |                                       |                                                        |                                                        |                                                        |                        |
| 12.04.2019 Mecz numer 2            | 12.04.2019 Mecz numer 2 | San Jose SAP Center 17 562 widzów     | San Jose Sharks (P2) – Vegas Golden Knights (P3) 3 : 5 | San Jose Sharks (P2) – Vegas Golden Knights (P3) 3 : 5 | San Jose Sharks (P2) – Vegas Golden Knights (P3) 3 : 5 | Stan rywalizacji 1 : 1 |
|                                    |                         |                                       |                                                        |                                                        |                                                        |                        |
| 14.04.2019 Mecz numer 3            | 14.04.2019 Mecz numer 3 | Paradise T-Mobile Arena 18 461 widzów | Vegas Golden Knights (P3) – San Jose Sharks (P2) 6 : 3 | Vegas Golden Knights (P3) – San Jose Sharks (P2) 6 : 3 | Vegas Golden Knights (P3) – San Jose Sharks (P2) 6 : 3 | Stan rywalizacji 2 : 1 |
|                                    |                         |                                       |                                                        |                                                        |                                                        |                        |
| 16.04.2019 Mecz numer 4            | 16.04.2019 Mecz numer 4 | Paradise T-Mobile Arena 18 567 widzów | Vegas Golden Knights (P3) – San Jose Sharks (P2) 5 : 0 | Vegas Golden Knights (P3) – San Jose Sharks (P2) 5 : 0 | Vegas Golden Knights (P3) – San Jose Sharks (P2) 5 : 0 | Stan rywalizacji 3 : 1 |
|                                    |                         |                                       |                                                        |                                                        |                                                        |                        |
| 18.04.2019 Mecz numer 5            | 18.04.2019 Mecz numer 5 | San Jose SAP Center 17 562 widzów     | San Jose Sharks (P2) – Vegas Golden Knights (P3) 5 : 2 | San Jose Sharks (P2) – Vegas Golden Knights (P3) 5 : 2 | San Jose Sharks (P2) – Vegas Golden Knights (P3) 5 : 2 | Stan rywalizacji 2 : 3 |
|                                    |                         |                                       |                                                        |                                                        |                                                        |                        |
| 21.04.2019 Mecz numer 6            | 21.04.2019 Mecz numer 6 | Paradise T-Mobile Arena 18 458 widzów | Vegas Golden Knights (P3) – San Jose Sharks (P2) 1 : 2 | Vegas Golden Knights (P3) – San Jose Sharks (P2) 1 : 2 | Vegas Golden Knights (P3) – San Jose Sharks (P2) 1 : 2 | Stan rywalizacji 3 : 3 |
|                                    |                         |                                       |                                                        |                                                        |                                                        |                        |
| 23.04.2019 Mecz numer 7            | 23.04.2019 Mecz numer 7 | San Jose SAP Center 17 562 widzów     | San Jose Sharks (P2) – Vegas Golden Knights (P3) 5 : 4 | San Jose Sharks (P2) – Vegas Golden Knights (P3) 5 : 4 | San Jose Sharks (P2) – Vegas Golden Knights (P3) 5 : 4 | Stan rywalizacji 4 : 3 |
|                                    |                         |                                       |                                                        |                                                        |                                                        |                        |

#### Nashville Predators (C1) – Dallas Stars (WC)
W fazie play-off drużyny spotkają się po raz pierwszy. W sezonie zasadniczym wygrały po dwa spotkania.
| Nashville         | DallasNashville | Dallas                   |
| Bridgestone Arena | DallasNashville | American Airlines Center |
| Pojemność: 17 113 | DallasNashville | Pojemność: 19 323        |
|                   | DallasNashville |                          |

| ĆWIERĆFINAŁ KONFERENCJI ZACHODNIEJ |                         |                                               |                                                    |                                                    |                                                    |                        |
| 10.04.2019 Mecz numer 1            | 10.04.2019 Mecz numer 1 | Nashville Arena 17 458 widzów                 | Nashville Predators (C1) – Dallas Stars (WC) 2 : 3 | Nashville Predators (C1) – Dallas Stars (WC) 2 : 3 | Nashville Predators (C1) – Dallas Stars (WC) 2 : 3 | Stan rywalizacji 0 : 1 |
|                                    |                         |                                               |                                                    |                                                    |                                                    |                        |
| 13.04.2019 Mecz numer 2            | 13.04.2019 Mecz numer 2 | Nashville Arena 17 611 widzów                 | Nashville Predators (C1) – Dallas Stars (WC) 2 : 1 | Nashville Predators (C1) – Dallas Stars (WC) 2 : 1 | Nashville Predators (C1) – Dallas Stars (WC) 2 : 1 | Stan rywalizacji 1 : 1 |
|                                    |                         |                                               |                                                    |                                                    |                                                    |                        |
| 15.04.2019 Mecz numer 3            | 15.04.2019 Mecz numer 3 | Dallas American Airlines Center 18 532 widzów | Dallas Stars (WC) – Nashville Predators (C1) 2 : 3 | Dallas Stars (WC) – Nashville Predators (C1) 2 : 3 | Dallas Stars (WC) – Nashville Predators (C1) 2 : 3 | Stan rywalizacji 1 : 2 |
|                                    |                         |                                               |                                                    |                                                    |                                                    |                        |
| 17.04.2019 Mecz numer 4            | 17.04.2019 Mecz numer 4 | Dallas American Airlines Center 18 532 widzów | Dallas Stars (WC) – Nashville Predators (C1) 5 : 1 | Dallas Stars (WC) – Nashville Predators (C1) 5 : 1 | Dallas Stars (WC) – Nashville Predators (C1) 5 : 1 | Stan rywalizacji 2 : 2 |
|                                    |                         |                                               |                                                    |                                                    |                                                    |                        |
| 20.04.2019 Mecz numer 5            | 20.04.2019 Mecz numer 5 | Nashville Arena 17 633 widzów                 | Nashville Predators (C1) – Dallas Stars (WC) 3 : 5 | Nashville Predators (C1) – Dallas Stars (WC) 3 : 5 | Nashville Predators (C1) – Dallas Stars (WC) 3 : 5 | Stan rywalizacji 2 : 3 |
|                                    |                         |                                               |                                                    |                                                    |                                                    |                        |
| 22.04.2019 Mecz numer 6            | 22.04.2019 Mecz numer 6 | Dallas American Airlines Center 19 025 widzów | Dallas Stars (WC) – Nashville Predators (C1) 2 : 1 | Dallas Stars (WC) – Nashville Predators (C1) 2 : 1 | Dallas Stars (WC) – Nashville Predators (C1) 2 : 1 | Stan rywalizacji 4 : 2 |
|                                    |                         |                                               |                                                    |                                                    |                                                    |                        |

#### Winnipeg Jets (C2) – St. Louis Blues (C3)
W fazie play-off będzie to pierwsze spotkanie między tymi drużynami. W sezonie zasadniczym Winnipeg wygrał trzy z czterech spotkań.
| Winnipeg          | WinnipegSaint Louis | Saint Louis       |
| Bell MTS Place    | WinnipegSaint Louis | Enterprise Center |
| Pojemność: 15 321 | WinnipegSaint Louis | Pojemność: 18 400 |
|                   | WinnipegSaint Louis |                   |

| ĆWIERĆFINAŁ KONFERENCJI ZACHODNIEJ |                         |                                             |                                                 |                                                 |                                                 |                        |
| 10.04.2019 Mecz numer 1            | 10.04.2019 Mecz numer 1 | Winnipeg Bell MTS Place 15 321 widzów       | Winnipeg Jets (C2) – St. Louis Blues (C3) 1 : 2 | Winnipeg Jets (C2) – St. Louis Blues (C3) 1 : 2 | Winnipeg Jets (C2) – St. Louis Blues (C3) 1 : 2 | Stan rywalizacji 0 : 1 |
|                                    |                         |                                             |                                                 |                                                 |                                                 |                        |
| 12.04.2019 Mecz numer 2            | 12.04.2019 Mecz numer 2 | Winnipeg Bell MTS Place 15 321 widzów       | Winnipeg Jets (C2) – St. Louis Blues (C3) 3 : 4 | Winnipeg Jets (C2) – St. Louis Blues (C3) 3 : 4 | Winnipeg Jets (C2) – St. Louis Blues (C3) 3 : 4 | Stan rywalizacji 0 : 2 |
|                                    |                         |                                             |                                                 |                                                 |                                                 |                        |
| 14.04.2019 Mecz numer 3            | 14.04.2019 Mecz numer 3 | Saint Louis Enterprise Center 18 486 widzów | St. Louis Blues (C3) – Winnipeg Jets (C2) 3 : 6 | St. Louis Blues (C3) – Winnipeg Jets (C2) 3 : 6 | St. Louis Blues (C3) – Winnipeg Jets (C2) 3 : 6 | Stan rywalizacji 2 : 1 |
|                                    |                         |                                             |                                                 |                                                 |                                                 |                        |
| 16.04.2019 Mecz numer 4            | 16.04.2019 Mecz numer 4 | Saint Louis Enterprise Center 18 346 widzów | St. Louis Blues (C3) – Winnipeg Jets (C2) 1 : 2 | St. Louis Blues (C3) – Winnipeg Jets (C2) 1 : 2 | St. Louis Blues (C3) – Winnipeg Jets (C2) 1 : 2 | Stan rywalizacji 2 : 2 |
|                                    |                         |                                             |                                                 |                                                 |                                                 |                        |
| 18.04.2019 Mecz numer 5            | 18.04.2019 Mecz numer 5 | Winnipeg Bell MTS Place 15 321 widzów       | Winnipeg Jets (C2) – St. Louis Blues (C3) 2 : 3 | Winnipeg Jets (C2) – St. Louis Blues (C3) 2 : 3 | Winnipeg Jets (C2) – St. Louis Blues (C3) 2 : 3 | Stan rywalizacji 2 : 3 |
|                                    |                         |                                             |                                                 |                                                 |                                                 |                        |
| 20.04.2019 Mecz numer 6            | 20.04.2019 Mecz numer 6 | Saint Louis Enterprise Center 18 524 widzów | St. Louis Blues (C3) – Winnipeg Jets (C2) 3 : 2 | St. Louis Blues (C3) – Winnipeg Jets (C2) 3 : 2 | St. Louis Blues (C3) – Winnipeg Jets (C2) 3 : 2 | Stan rywalizacji 4 : 2 |
|                                    |                         |                                             |                                                 |                                                 |                                                 |                        |

### Półfinały konferencji

#### New York Islanders (M2) – Carolina Hurricanes (WC)
W fazie play-off będzie to pierwsze spotkanie między tymi drużynami. W sezonie zasadniczym Nowy Jork wygrał trzy z czterech spotkań.
| Nowy Jork         | Nowy JorkRaleigh | Raleigh           |
| Barclays Center   | Nowy JorkRaleigh | PNC Arena         |
| Pojemność: 15 795 | Nowy JorkRaleigh | Pojemność: 18 680 |
|                   | Nowy JorkRaleigh |                   |

| Szczegóły meczu | Szczegóły meczu                 | Szczegóły meczu                      | Szczegóły meczu                   | Szczegóły meczu                                                                                        | Szczegóły meczu                                                                       |
| Tercja | Stan meczu                      | Zdobywcy bramek                      | Zdobywcy bramek                   | Kary                                                                                                   | Kary                                                                                  |
| Tercja | Stan meczu                      | Strzelec                             | Asysta                            | Ukarany zawodnik                                                                                       | Przewinienie                                                                          |
| --- | ------------------------------- | ------------------------------------ | --------------------------------- | --- | ------------------------------------------------------------------------------------- |
| 1 (0 : 0) |                                 |                                      |                                   | 07:03 Justin Williams (CAR)                                                                            | spowodowanie upadku przeciwnika                                                       |
| 2 (0 : 0) |                                 |                                      |                                   | 31:40 Jordan Staal (CAR) 37:07 Anders Lee (NYI) 38:53 Jordan Staal (CAR)                               | zahaczanie przeszkadzanie bramkarzowi opóźnianie gry                                  |
| 3 (0 : 0) |                                 |                                      |                                   | 40:50 Cal Clutterbuck (NYI) 42:43 Lucas Wallmark (CAR) 50:37 Anders Lee (NYI) 53:51 Brock McGinn (CAR) | niebezpieczna gra wysokim kijem przeszkadzanie w grze niebezpieczna gra wysokim kijem |
| OT (0 : 1) | 0 : 1 CAR                       | 64:04 Jordan Staal (4)               | N.Niederreiter (2), B.Pesce (4)   | |                                                                                       |
| Statystyki bramkarzy | Statystyki bramkarzy            | Petr Mrázek (CAR) Robin Lehner (NYI) | Czas gry – 64:04 Czas gry – 64:04 | 31 obron / 31 strzałów 31 obron / 32 strzały                                                           | SV% – 1.000 SV% – .969                                                                |
| Objaśnienia: PPG – gol w przewadze, SHG – gol w osłabieniu, EN – gol do pustej bramki, OT – dogrywka, SV% – procent obronionych strzałów |                                 |                                      |                                   | |                                                                                       |
| \| Trzy gwiazdy meczu \| Trzy gwiazdy meczu \| Trzy gwiazdy meczu \| Trzy gwiazdy meczu \| Trzy gwiazdy meczu \| Trzy gwiazdy meczu \| \| 1 \| 1 \| 2 \| 2 \| 3 \| 3 \| \| ------------------ \| ------------------------------- \| ------------------ \| ------------------------------- \| ------------------ \| -------------------------------- \| \| \| Petr Mrázek Carolina Hurricanes \| \| Robin Lehner New York Islanders \| \| Jordan Staal Carolina Hurricanes \| |                                 |                                      |                                   | |                                                                                       |
| Trzy gwiazdy meczu |                                 |                                      |                                   | |                                                                                       |
| 1 | 1                               | 2                                    | 2                                 | 3 | 3                                                                                     |
| | Petr Mrázek Carolina Hurricanes |                                      | Robin Lehner New York Islanders   | | Jordan Staal Carolina Hurricanes                                                      |

| Trzy gwiazdy meczu | Trzy gwiazdy meczu              | Trzy gwiazdy meczu | Trzy gwiazdy meczu              | Trzy gwiazdy meczu | Trzy gwiazdy meczu               |
| 1                  | 1                               | 2                  | 2                               | 3                  | 3                                |
| ------------------ | ------------------------------- | ------------------ | ------------------------------- | ------------------ | -------------------------------- |
|                    | Petr Mrázek Carolina Hurricanes |                    | Robin Lehner New York Islanders |                    | Jordan Staal Carolina Hurricanes |

| Szczegóły meczu | Szczegóły meczu                       | Szczegóły meczu                                              | Szczegóły meczu                                                  | Szczegóły meczu                                                     | Szczegóły meczu                                       |
| Tercja | Stan meczu                            | Zdobywcy bramek                                              | Zdobywcy bramek                                                  | Kary                                                                | Kary                                                  |
| Tercja | Stan meczu                            | Strzelec                                                     | Asysta                                                           | Ukarany zawodnik                                                    | Przewinienie                                          |
| --- | ------------------------------------- | ------------------------------------------------------------ | ---------------------------------------------------------------- | ------------------------------------------------------------------- | ----------------------------------------------------- |
| 1 (1 : 0) | 1 : 0 NYI                             | 13:17 Mathew Barzal (1) PPG                                  | A.Lee (3), J.Eberle (3)                                          | 07:13 Adam Pelech (NYI) 12:29 Justin Williams (CAR)                 | spowodowanie upadku przeciwnika trzymanie przeciwnika |
| 2 (0 : 0) |                                       |                                                              |                                                                  | 23:16 Jordan Eberle (NYI) 23:51 Scott Mayfield (NYI)                | uderzanie kijem                                       |
| 3 (0 : 2) | 1 : 1 CAR 1 : 2 CAR                   | 40:17 Warren Foegele (5) 41:05 Nino Niederreiter (1)         | L.Wallmark (3), S.Mäenalanen (1) T.Teräväinen (2), J.Slavin (10) | 49:11 Dougie Hamilton (CAR)                                         | opóźnianie gry                                        |
| Statystyki bramkarzy | Statystyki bramkarzy                  | Petr Mrázek (CAR) Curtis McElhinney (CAR) Robin Lehner (NYI) | Czas gry – 26:27 Czas gry – 33:33 Czas gry – 57:48               | 9 obron / 10 strzałów 17 obron / 17 strzałów 16 obron / 18 strzałów | SV% – .900 SV% – 1.000 SV% – .889                     |
| Objaśnienia: PPG – gol w przewadze, SHG – gol w osłabieniu, EN – gol do pustej bramki, OT – dogrywka, SV% – procent obronionych strzałów |                                       |                                                              |                                                                  |                                                                     |                                                       |
| \| Trzy gwiazdy meczu \| Trzy gwiazdy meczu \| Trzy gwiazdy meczu \| Trzy gwiazdy meczu \| Trzy gwiazdy meczu \| Trzy gwiazdy meczu \| \| 1 \| 1 \| 2 \| 2 \| 3 \| 3 \| \| ------------------ \| ------------------------------------- \| ------------------ \| ---------------------------------- \| ------------------ \| -------------------------------- \| \| \| Nino Niederreiter Carolina Hurricanes \| \| Warren Foegele Carolina Hurricanes \| \| Mathew Barzal New York Islanders \| |                                       |                                                              |                                                                  |                                                                     |                                                       |
| Trzy gwiazdy meczu |                                       |                                                              |                                                                  |                                                                     |                                                       |
| 1 | 1                                     | 2                                                            | 2                                                                | 3                                                                   | 3                                                     |
| | Nino Niederreiter Carolina Hurricanes |                                                              | Warren Foegele Carolina Hurricanes                               |                                                                     | Mathew Barzal New York Islanders                      |

| Trzy gwiazdy meczu | Trzy gwiazdy meczu                    | Trzy gwiazdy meczu | Trzy gwiazdy meczu                 | Trzy gwiazdy meczu | Trzy gwiazdy meczu               |
| 1                  | 1                                     | 2                  | 2                                  | 3                  | 3                                |
| ------------------ | ------------------------------------- | ------------------ | ---------------------------------- | ------------------ | -------------------------------- |
|                    | Nino Niederreiter Carolina Hurricanes |                    | Warren Foegele Carolina Hurricanes |                    | Mathew Barzal New York Islanders |

| Szczegóły meczu | Szczegóły meczu                     | Szczegóły meczu                                                                    | Szczegóły meczu                                          | Szczegóły meczu                                                               | Szczegóły meczu                                                  |
| Tercja | Stan meczu                          | Zdobywcy bramek                                                                    | Zdobywcy bramek                                          | Kary                                                                          | Kary                                                             |
| Tercja | Stan meczu                          | Strzelec                                                                           | Asysta                                                   | Ukarany zawodnik                                                              | Przewinienie                                                     |
| --- | ----------------------------------- | ---------------------------------------------------------------------------------- | -------------------------------------------------------- | ----------------------------------------------------------------------------- | ---------------------------------------------------------------- |
| 1 (1 : 1) | 1 : 0 CAR 1 : 1 NYI                 | 06:41 Teuvo Teräväinen (4) 08:20 Devon Toews (1) PPG                               | J.Slavin (11), D.Hamilton (4) J.Bailey (2), J.Eberle (4) | 07:03 Warren Foegele (CAR) 10:25 Brock McGinn (CAR) 16:12 Casey Cizikas (NYI) | niebezpieczna gra wysokim kijem zahaczanie trzymanie przeciwnika |
| 2 (1 : 1) | 2 : 1 CAR 2 : 2 NYI                 | 31:58 Justin Faulk (1) 34:13 Josh Bailey (4)                                       | W.Foegele (3), J.Staal (4) T.Kühnhackl (3)               | 29:51 Justin Faulk (CAR) 37:09 Casey Cizikas (NYI)                            | zahaczanie przeszkadzanie w grze                                 |
| 3 (3 : 0) | 3 : 2 CAR 4 : 2 CAR 5 : 2 CAR       | 50:15 Justin Williams (2) 49:02 Teuvo Teräväinen (5) EN 59:55 Sebastian Aho (3) EN | S.Aho (4) B.Pesce (5), J.Slavin (12) L.Wallmark (4)      |                                                                               |                                                                  |
| Statystyki bramkarzy | Statystyki bramkarzy                | Curtis McElhinney (CAR) Robin Lehner (NYI)                                         | Czas gry – 60:00 Czas gry – 59:12                        | 28 obron / 30 strzałów 33 obrony / 36 strzałów                                | SV% – .933 SV% – .917                                            |
| Objaśnienia: PPG – gol w przewadze, SHG – gol w osłabieniu, EN – gol do pustej bramki, OT – dogrywka, SV% – procent obronionych strzałów |                                     |                                                                                    |                                                          |                                                                               |                                                                  |
| \| Trzy gwiazdy meczu \| Trzy gwiazdy meczu \| Trzy gwiazdy meczu \| Trzy gwiazdy meczu \| Trzy gwiazdy meczu \| Trzy gwiazdy meczu \| \| 1 \| 1 \| 2 \| 2 \| 3 \| 3 \| \| ------------------ \| ----------------------------------- \| ------------------ \| --------------------------------- \| ------------------ \| -------------------------------- \| \| \| Justin Williams Carolina Hurricanes \| \| Jaccob Slavin Carolina Hurricanes \| \| Justin Faulk Carolina Hurricanes \| |                                     |                                                                                    |                                                          |                                                                               |                                                                  |
| Trzy gwiazdy meczu |                                     |                                                                                    |                                                          |                                                                               |                                                                  |
| 1 | 1                                   | 2                                                                                  | 2                                                        | 3                                                                             | 3                                                                |
| | Justin Williams Carolina Hurricanes |                                                                                    | Jaccob Slavin Carolina Hurricanes                        |                                                                               | Justin Faulk Carolina Hurricanes                                 |

| Trzy gwiazdy meczu | Trzy gwiazdy meczu                  | Trzy gwiazdy meczu | Trzy gwiazdy meczu                | Trzy gwiazdy meczu | Trzy gwiazdy meczu               |
| 1                  | 1                                   | 2                  | 2                                 | 3                  | 3                                |
| ------------------ | ----------------------------------- | ------------------ | --------------------------------- | ------------------ | -------------------------------- |
|                    | Justin Williams Carolina Hurricanes |                    | Jaccob Slavin Carolina Hurricanes |                    | Justin Faulk Carolina Hurricanes |

| Szczegóły meczu | Szczegóły meczu                      | Szczegóły meczu                                                            | Szczegóły meczu                                                                       | Szczegóły meczu                                                                                                 | Szczegóły meczu                                                                                                 |
| Tercja | Stan meczu                           | Zdobywcy bramek                                                            | Zdobywcy bramek                                                                       | Kary | Kary |
| Tercja | Stan meczu                           | Strzelec                                                                   | Asysta                                                                                | Ukarany zawodnik                                                                                                | Przewinienie |
| --- | ------------------------------------ | -------------------------------------------------------------------------- | ------------------------------------------------------------------------------------- | --- | --- |
| 1 (1 : 1) | 1 : 0 NYI 1 : 1 CAR                  | 02:30 Mathew Barzal (2) PPG 04:44 Sebastian Aho (4) PPG                    | D.Toews (3), J.Eberle (5) T.Teräväinen (3), J.Faulk (4)                               | 01:13 Andriej Swiecznikow (CAR) 04:02 Leo Komarov (NYI) 06:33 Jordan Martinook (CAR) 06:33 Scott Mayfield (NYI) | niebezpieczna gra wysokim kijem nadmierna ostrość w grze niesportowe zachowanie spowodowanie upadku przeciwnika |
| 2 (3 : 0) | 2 : 1 CAR 3 : 1 CAR 4 : 1 CAR        | 22:11 Teuvo Teräväinen (6) 23:17 Greg McKegg (1) 28:51 Justin Williams (3) | W.Foegele (4), S.Aho (5) B.Pesce (6), J.Martinook (3) J.Staal (5), N.Niederreiter (3) | 25:38 Brock McGinn (CAR) 29:54 Scott Mayfield (NYI) 34:17 Nino Niederreiter (CAR) 37:40 Casey Cizikas (NYI)     | niebezpieczna gra wysokim kijem przeszkadzanie w grze uderzanie kijem zahaczanie                                |
| 3 (1 : 1) | 5 : 1 CAR 5 : 2 NYI                  | 55:13 Andriej Swiecznikow (3) 58:51 Brock Nelson (4)                       | J.Faulk (5) S.Mayfield (2), D.Toews (4)                                               | 45:02 Leo Komarov (NYI)                                                                                         | niebezpieczna gra wysokim kijem                                                                                 |
| Statystyki bramkarzy | Statystyki bramkarzy                 | Curtis McElhinney (CAR) Thomas Greiss (NYI) Robin Lehner (NYI)             | Czas gry – 60:00 Czas gry – 36:27 Czas gry – 23:17                                    | 26 obron / 28 strzałów 8 obron / 10 strzałów 8 obron / 11 strzałów                                              | SV% – .929 SV% – .800 SV% – .727                                                                                |
| Objaśnienia: PPG – gol w przewadze, SHG – gol w osłabieniu, EN – gol do pustej bramki, OT – dogrywka, SV% – procent obronionych strzałów |                                      |                                                                            |                                                                                       | | |
| \| Trzy gwiazdy meczu \| Trzy gwiazdy meczu \| Trzy gwiazdy meczu \| Trzy gwiazdy meczu \| Trzy gwiazdy meczu \| Trzy gwiazdy meczu \| \| 1 \| 1 \| 2 \| 2 \| 3 \| 3 \| \| ------------------ \| ------------------------------------ \| ------------------ \| --------------------------------- \| ------------------ \| ------------------------------------- \| \| \| Teuvo Teräväinen Carolina Hurricanes \| \| Sebastian Aho Carolina Hurricanes \| \| Curtis McElhinney Carolina Hurricanes \| |                                      |                                                                            |                                                                                       | | |
| Trzy gwiazdy meczu |                                      |                                                                            |                                                                                       | | |
| 1 | 1                                    | 2                                                                          | 2                                                                                     | 3 | 3 |
| | Teuvo Teräväinen Carolina Hurricanes |                                                                            | Sebastian Aho Carolina Hurricanes                                                     | | Curtis McElhinney Carolina Hurricanes                                                                           |

| Trzy gwiazdy meczu | Trzy gwiazdy meczu                   | Trzy gwiazdy meczu | Trzy gwiazdy meczu                | Trzy gwiazdy meczu | Trzy gwiazdy meczu                    |
| 1                  | 1                                    | 2                  | 2                                 | 3                  | 3                                     |
| ------------------ | ------------------------------------ | ------------------ | --------------------------------- | ------------------ | ------------------------------------- |
|                    | Teuvo Teräväinen Carolina Hurricanes |                    | Sebastian Aho Carolina Hurricanes |                    | Curtis McElhinney Carolina Hurricanes |

#### Boston Bruins (A2) – Columbus Blue Jackets (WC)
W fazie play-off będzie to pierwsze spotkanie między tymi drużynami. W sezonie zasadniczym Boston wygrał dwa z trzech spotkań.
| Boston            | BostonColumbus | Columbus          |
| TD Garden         | BostonColumbus | Nationwide Arena  |
| Pojemność: 17 565 | BostonColumbus | Pojemność: 18 500 |
|                   | BostonColumbus |                   |

| Szczegóły meczu | Szczegóły meczu               | Szczegóły meczu                                                                | Szczegóły meczu                                                                | Szczegóły meczu                                                                                        | Szczegóły meczu                                                         |
| Tercja | Stan meczu                    | Zdobywcy bramek                                                                | Zdobywcy bramek                                                                | Kary                                                                                                   | Kary                                                                    |
| Tercja | Stan meczu                    | Strzelec                                                                       | Asysta                                                                         | Ukarany zawodnik                                                                                       | Przewinienie                                                            |
| --- | ----------------------------- | ------------------------------------------------------------------------------ | ------------------------------------------------------------------------------ | --- | ----------------------------------------------------------------------- |
| 1 (1 : 0) | 1 : 0 BOS                     | 10:34 Noel Acciari (1) SHG                                                     | C.McAvoy (3)                                                                   | 03:19 Scott Harrington (CBJ) 04:37 Marcus Johansson (BOS) 09:20 Charlie Coyle (BOS)                    | spowodowanie upadku przeciwnika nadmiar zawodników na lodzie zahaczanie |
| 2 (0 : 0) |                               |                                                                                |                                                                                | 22:56 Riley Nash (CBJ) 05:16 David Krejčí (BOS) 34:47 Patrice Bergeron (BOS) 38:48 Zach Werenski (CBJ) | spowodowanie upadku przeciwnika zahaczanie przeszkadzanie w grze        |
| 3 (1 : 2) | 1 : 1 CBJ 1 : 2 CBJ 2 : 2 BOS | 47:39 Brandon Dubinsky (1) 47:52 Pierre-Luc Dubois (2) 55:25 Charlie Coyle (4) | R.Nash (1), S.Jones (3) A.Panarin (4), S.Jones (4) M.Johansson (1), T.Krug (4) | 41:20 Boone Jenner (CBJ)                                                                               | trzymanie przeciwnika                                                   |
| OT (1 : 0) | 3 : 2 BOS                     | 65:15 Charlie Coyle (5)                                                        | M.Johansson (2), D.Heinen (3)                                                  | |                                                                         |
| Statystyki bramkarzy | Statystyki bramkarzy          | Tuukka Rask (BOS) Siergiej Bobrowski (CBJ)                                     | Czas gry – 65:15 Czas gry – 65:15                                              | 20 obron / 22 strzały 34 obrony / 37 strzałów                                                          | SV% – .909 SV% – .919                                                   |
| Objaśnienia: PPG – gol w przewadze, SHG – gol w osłabieniu, EN – gol do pustej bramki, OT – dogrywka, SV% – procent obronionych strzałów |                               |                                                                                |                                                                                | |                                                                         |
| \| Trzy gwiazdy meczu \| Trzy gwiazdy meczu \| Trzy gwiazdy meczu \| Trzy gwiazdy meczu \| Trzy gwiazdy meczu \| Trzy gwiazdy meczu \| \| 1 \| 1 \| 2 \| 2 \| 3 \| 3 \| \| ------------------ \| --------------------------- \| ------------------ \| ------------------------- \| ------------------ \| ------------------------------ \| \| \| Charlie Coyle Boston Bruins \| \| Tuukka Rask Boston Bruins \| \| Marcus Johansson Boston Bruins \| |                               |                                                                                |                                                                                | |                                                                         |
| Trzy gwiazdy meczu |                               |                                                                                |                                                                                | |                                                                         |
| 1 | 1                             | 2                                                                              | 2                                                                              | 3 | 3                                                                       |
| | Charlie Coyle Boston Bruins   |                                                                                | Tuukka Rask Boston Bruins                                                      | | Marcus Johansson Boston Bruins                                          |

| Trzy gwiazdy meczu | Trzy gwiazdy meczu          | Trzy gwiazdy meczu | Trzy gwiazdy meczu        | Trzy gwiazdy meczu | Trzy gwiazdy meczu             |
| 1                  | 1                           | 2                  | 2                         | 3                  | 3                              |
| ------------------ | --------------------------- | ------------------ | ------------------------- | ------------------ | ------------------------------ |
|                    | Charlie Coyle Boston Bruins |                    | Tuukka Rask Boston Bruins |                    | Marcus Johansson Boston Bruins |

| Szczegóły meczu | Szczegóły meczu                    | Szczegóły meczu                                                                    | Szczegóły meczu                                                      | Szczegóły meczu                                     | Szczegóły meczu                                                 |
| Tercja | Stan meczu                         | Zdobywcy bramek                                                                    | Zdobywcy bramek                                                      | Kary                                                | Kary                                                            |
| Tercja | Stan meczu                         | Strzelec                                                                           | Asysta                                                               | Ukarany zawodnik                                    | Przewinienie                                                    |
| --- | ---------------------------------- | ---------------------------------------------------------------------------------- | -------------------------------------------------------------------- | --------------------------------------------------- | --------------------------------------------------------------- |
| 1 (1 : 0) | 1 : 0 BOS                          | 07:50 Matt Grzelcyk (1) PPG                                                        | C.McAvoy (4), D.Krejčí (4)                                           | 06:29 Josh Anderson (CBJ) 20:00 Brad Marchand (BOS) | przeszkadzanie w grze atak kijem trzymanym oburącz              |
| 2 (1 : 2) | 1 : 1 CBJ 2 : 1 BOS 2 : 2 CBJ      | 21:03 Artiemij Panarin (3) PPG 22:01 David Pastrňák (3) 28:01 Artiemij Panarin (4) | S.Jones (5), C.Atkinson (3) C.Coyle (2), M.Johansson (3) S.Jones (6) | 26:36 Zdeno Chara (BOS) 27:37 Josh Anderson (CBJ)   | spowodowanie upadku przeciwnika niebezpieczna gra wysokim kijem |
| 3 (0 : 0) |                                    |                                                                                    |                                                                      | 50:48 Cam Atkinson (CBJ)                            | spowodowanie upadku przeciwnika                                 |
| OT (0 : 0) |                                    |                                                                                    |                                                                      | 70:48 Charlie McAvoy (BOS)                          | niebezpieczna gra wysokim kijem                                 |
| 2OT (0 : 1) | 2 : 3 CBJ                          | 83:42 Matt Duchene (4) PPG                                                         | A.Panarin (5), C.Atkinson (4)                                        | 82:59 Patrice Bergeron (BOS)                        | spowodowanie upadku przeciwnika                                 |
| Statystyki bramkarzy | Statystyki bramkarzy               | Tuukka Rask (BOS) Siergiej Bobrowski (CBJ)                                         | Czas gry – 83:42 Czas gry – 83:15                                    | 38 obron / 41 strzałów 29 obron / 31 strzałów       | SV% – .927 SV% – .935                                           |
| Objaśnienia: PPG – gol w przewadze, SHG – gol w osłabieniu, EN – gol do pustej bramki, OT – dogrywka, SV% – procent obronionych strzałów |                                    |                                                                                    |                                                                      |                                                     |                                                                 |
| \| Trzy gwiazdy meczu \| Trzy gwiazdy meczu \| Trzy gwiazdy meczu \| Trzy gwiazdy meczu \| Trzy gwiazdy meczu \| Trzy gwiazdy meczu \| \| 1 \| 1 \| 2 \| 2 \| 3 \| 3 \| \| ------------------ \| ---------------------------------- \| ------------------ \| ---------------------------------------- \| ------------------ \| ------------------------- \| \| \| Matt Duchene Columbus Blue Jackets \| \| Siergiej Bobrowski Columbus Blue Jackets \| \| Tuukka Rask Boston Bruins \| |                                    |                                                                                    |                                                                      |                                                     |                                                                 |
| Trzy gwiazdy meczu |                                    |                                                                                    |                                                                      |                                                     |                                                                 |
| 1 | 1                                  | 2                                                                                  | 2                                                                    | 3                                                   | 3                                                               |
| | Matt Duchene Columbus Blue Jackets |                                                                                    | Siergiej Bobrowski Columbus Blue Jackets                             |                                                     | Tuukka Rask Boston Bruins                                       |

| Trzy gwiazdy meczu | Trzy gwiazdy meczu                 | Trzy gwiazdy meczu | Trzy gwiazdy meczu                       | Trzy gwiazdy meczu | Trzy gwiazdy meczu        |
| 1                  | 1                                  | 2                  | 2                                        | 3                  | 3                         |
| ------------------ | ---------------------------------- | ------------------ | ---------------------------------------- | ------------------ | ------------------------- |
|                    | Matt Duchene Columbus Blue Jackets |                    | Siergiej Bobrowski Columbus Blue Jackets |                    | Tuukka Rask Boston Bruins |

| Szczegóły meczu | Szczegóły meczu                          | Szczegóły meczu                                   | Szczegóły meczu                                           | Szczegóły meczu                                       | Szczegóły meczu                                 |
| Tercja | Stan meczu                               | Zdobywcy bramek                                   | Zdobywcy bramek                                           | Kary                                                  | Kary                                            |
| Tercja | Stan meczu                               | Strzelec                                          | Asysta                                                    | Ukarany zawodnik                                      | Przewinienie                                    |
| --- | ---------------------------------------- | ------------------------------------------------- | --------------------------------------------------------- | ----------------------------------------------------- | ----------------------------------------------- |
| 1 (1 : 0) | 1 : 0 CBJ                                | 18:37 Boone Jenner (1)                            | R.Nash (2), S.Harrington (4)                              | 11:17 Nick Foligno (CBJ) 19:04 Torey Krug (BOS)       | uderzanie kijem spowodowanie upadku przeciwnika |
| 2 (1 : 1) | 2 : 0 CBJ 2 : 1 BOS                      | 32:42 Matt Duchene (5) PPG 39:20 Jake DeBrusk (2) | N.Foligno (2), C.Atkinson (5) D.Krejčí (5), K.Kuhlman (2) | 30:49 Brad Marchand (BOS)                             | niebezpieczna gra wysokim kijem                 |
| 3 (0 : 0) |                                          |                                                   |                                                           | 51:18 David Savard (CBJ) 51:35 Patrice Bergeron (BOS) | spowodowanie upadku przeciwnika                 |
| Statystyki bramkarzy | Statystyki bramkarzy                     | Tuukka Rask (BOS) Siergiej Bobrowski (CBJ)        | Czas gry – 57:51 Czas gry – 60:00                         | 32 obrony / 34 strzały 36 obron / 37 strzałów         | SV% – .941 SV% – .973                           |
| Objaśnienia: PPG – gol w przewadze, SHG – gol w osłabieniu, EN – gol do pustej bramki, OT – dogrywka, SV% – procent obronionych strzałów |                                          |                                                   |                                                           |                                                       |                                                 |
| \| Trzy gwiazdy meczu \| Trzy gwiazdy meczu \| Trzy gwiazdy meczu \| Trzy gwiazdy meczu \| Trzy gwiazdy meczu \| Trzy gwiazdy meczu \| \| 1 \| 1 \| 2 \| 2 \| 3 \| 3 \| \| ------------------ \| ---------------------------------------- \| ------------------ \| ---------------------------------- \| ------------------ \| ---------------------------------- \| \| \| Siergiej Bobrowski Columbus Blue Jackets \| \| Boone Jenner Columbus Blue Jackets \| \| Matt Duchene Columbus Blue Jackets \| |                                          |                                                   |                                                           |                                                       |                                                 |
| Trzy gwiazdy meczu |                                          |                                                   |                                                           |                                                       |                                                 |
| 1 | 1                                        | 2                                                 | 2                                                         | 3                                                     | 3                                               |
| | Siergiej Bobrowski Columbus Blue Jackets |                                                   | Boone Jenner Columbus Blue Jackets                        |                                                       | Matt Duchene Columbus Blue Jackets              |

| Trzy gwiazdy meczu | Trzy gwiazdy meczu                       | Trzy gwiazdy meczu | Trzy gwiazdy meczu                 | Trzy gwiazdy meczu | Trzy gwiazdy meczu                 |
| 1                  | 1                                        | 2                  | 2                                  | 3                  | 3                                  |
| ------------------ | ---------------------------------------- | ------------------ | ---------------------------------- | ------------------ | ---------------------------------- |
|                    | Siergiej Bobrowski Columbus Blue Jackets |                    | Boone Jenner Columbus Blue Jackets |                    | Matt Duchene Columbus Blue Jackets |

| Szczegóły meczu | Szczegóły meczu               | Szczegóły meczu                                                                    | Szczegóły meczu                                                           | Szczegóły meczu | Szczegóły meczu                                                              |
| Tercja | Stan meczu                    | Zdobywcy bramek                                                                    | Zdobywcy bramek                                                           | Kary | Kary                                                                         |
| Tercja | Stan meczu                    | Strzelec                                                                           | Asysta                                                                    | Ukarany zawodnik | Przewinienie                                                                 |
| --- | ----------------------------- | ---------------------------------------------------------------------------------- | ------------------------------------------------------------------------- | --- | ---------------------------------------------------------------------------- |
| 1 (1 : 2) | 0 : 1 BOS 0 : 2 BOS 1 : 2 CBJ | 03:33 David Pastrňák (4) 07:18 Patrice Bergeron (4) PPG 08:46 Artiemij Panarin (5) | C.McAvoy (5) B.Marchand (6), T.Krug (5) O.Bjorkstrand (3), P-L.Dubois (3) | 06:38 Alexandre Texier (CBJ) 06:52 Brad Marchand (BOS) 08:55 Josh Anderson (CBJ) 12:30 Dean Kukan (CBJ) 16:00 Brad Marchand (BOS) | spowodowanie upadku przeciwnika zahaczanie atak łokciem opóźnianie gry       |
| 2 (0 : 0) |                               |                                                                                    |                                                                           | 26:48 Connor Clifton (BOS) 32:06 Adam Clendening (CBJ) 34:19 Josh Anderson (CBJ) 38:01 Brad Marchand (BOS)                        | uderzanie kijem przeszkadzanie w grze spowodowanie upadku przeciwnika        |
| 3 (0 : 2) | 1 : 3 BOS 1 : 4 BOS           | 48:40 Sean Kuraly (2) 57:30 Patrice Bergeron (5) PPG                               | Z.Chara (2), D.Backes (2) D.Pastrňák (5), T.Krug (6)                      | 52:12 Jake DeBrusk (BOS) 55:59 Pierre-Luc Dubois (CBJ) 57:30 Pierre-Luc Dubois (CBJ)                                              | spowodowanie upadku przeciwnika trzymanie przeciwnika niesportowe zachowanie |
| Statystyki bramkarzy | Statystyki bramkarzy          | Tuukka Rask (BOS) Siergiej Bobrowski (CBJ)                                         | Czas gry – 60:00 Czas gry – 60:00                                         | 39 obron / 40 strzałów 42 obrony / 46 strzałów                                                                                    | SV% – .975 SV% – .913                                                        |
| Objaśnienia: PPG – gol w przewadze, SHG – gol w osłabieniu, EN – gol do pustej bramki, OT – dogrywka, SV% – procent obronionych strzałów |                               |                                                                                    |                                                                           | |                                                                              |
| \| Trzy gwiazdy meczu \| Trzy gwiazdy meczu \| Trzy gwiazdy meczu \| Trzy gwiazdy meczu \| Trzy gwiazdy meczu \| Trzy gwiazdy meczu \| \| 1 \| 1 \| 2 \| 2 \| 3 \| 3 \| \| ------------------ \| ------------------------- \| ------------------ \| ------------------------------ \| ------------------ \| ---------------------------- \| \| \| Tuukka Rask Boston Bruins \| \| Patrice Bergeron Boston Bruins \| \| David Pastrňák Boston Bruins \| |                               |                                                                                    |                                                                           | |                                                                              |
| Trzy gwiazdy meczu |                               |                                                                                    |                                                                           | |                                                                              |
| 1 | 1                             | 2                                                                                  | 2                                                                         | 3 | 3                                                                            |
| | Tuukka Rask Boston Bruins     |                                                                                    | Patrice Bergeron Boston Bruins                                            | | David Pastrňák Boston Bruins                                                 |

| Trzy gwiazdy meczu | Trzy gwiazdy meczu        | Trzy gwiazdy meczu | Trzy gwiazdy meczu             | Trzy gwiazdy meczu | Trzy gwiazdy meczu           |
| 1                  | 1                         | 2                  | 2                              | 3                  | 3                            |
| ------------------ | ------------------------- | ------------------ | ------------------------------ | ------------------ | ---------------------------- |
|                    | Tuukka Rask Boston Bruins |                    | Patrice Bergeron Boston Bruins |                    | David Pastrňák Boston Bruins |

| Szczegóły meczu | Szczegóły meczu                                             | Szczegóły meczu | Szczegóły meczu | Szczegóły meczu                                                              | Szczegóły meczu                              |
| Tercja | Stan meczu                                                  | Zdobywcy bramek | Zdobywcy bramek | Kary                                                                         | Kary                                         |
| Tercja | Stan meczu                                                  | Strzelec | Asysta | Ukarany zawodnik                                                             | Przewinienie                                 |
| --- | ----------------------------------------------------------- | --- | --- | ---------------------------------------------------------------------------- | -------------------------------------------- |
| 1 (0 : 0) |                                                             | | | 09:03 Cam Atkinson (CBJ) 11:35 Charlie McAvoy (BOS) 13:43 Ryan Dzingel (CBJ) | uderzanie kijem nadmiar zawodników na lodzie |
| 2 (1 : 0) | 1 : 0 BOS                                                   | 21:39 David Krejčí (3) | J.DeBrusk (2), D.Backes (3) | 29:52 Torey Krug (BOS)                                                       | trzymanie przeciwnika                        |
| 3 (3 : 3) | 2 : 0 BOS 2 : 1 CBJ 3 : 1 BOS 3 : 2 CBJ 3 : 3 CBJ 4 : 3 BOS | 44:51 Brad Marchand (5) 50:33 Seth Jones (3) 51:16 David Pastrňák (5) 52:07 Ryan Dzingel (1) 53:58 Dean Kukan (1) 58:32 David Pastrňák (6) | T.Clifton (1), P.Bergeron (3) Z.Werenski (5), C.Atkinson (6) B.Marchand (7) M.Duchene (5), D.Savard (2) A.Panarin (6), J.Anderson (2) B.Marchand (8), B.Carlo (1) |                                                                              |                                              |
| Statystyki bramkarzy | Statystyki bramkarzy                                        | Tuukka Rask (BOS) Siergiej Bobrowski (CBJ)                                                                                                 | Czas gry – 60:00 Czas gry – 58:39 | 33 obron / 36 strzałów 32 obrony / 36 strzałów                               | SV% – .917 SV% – .889                        |
| Objaśnienia: PPG – gol w przewadze, SHG – gol w osłabieniu, EN – gol do pustej bramki, OT – dogrywka, SV% – procent obronionych strzałów |                                                             | | |                                                                              |                                              |
| \| Trzy gwiazdy meczu \| Trzy gwiazdy meczu \| Trzy gwiazdy meczu \| Trzy gwiazdy meczu \| Trzy gwiazdy meczu \| Trzy gwiazdy meczu \| \| 1 \| 1 \| 2 \| 2 \| 3 \| 3 \| \| ------------------ \| ---------------------------- \| ------------------ \| ------------------------- \| ------------------ \| --------------------------- \| \| \| David Pastrňák Boston Bruins \| \| Tuukka Rask Boston Bruins \| \| Brad Marchand Boston Bruins \| |                                                             | | |                                                                              |                                              |
| Trzy gwiazdy meczu |                                                             | | |                                                                              |                                              |
| 1 | 1                                                           | 2 | 2 | 3                                                                            | 3                                            |
| | David Pastrňák Boston Bruins                                | | Tuukka Rask Boston Bruins |                                                                              | Brad Marchand Boston Bruins                  |

| Trzy gwiazdy meczu | Trzy gwiazdy meczu           | Trzy gwiazdy meczu | Trzy gwiazdy meczu        | Trzy gwiazdy meczu | Trzy gwiazdy meczu          |
| 1                  | 1                            | 2                  | 2                         | 3                  | 3                           |
| ------------------ | ---------------------------- | ------------------ | ------------------------- | ------------------ | --------------------------- |
|                    | David Pastrňák Boston Bruins |                    | Tuukka Rask Boston Bruins |                    | Brad Marchand Boston Bruins |

| Szczegóły meczu | Szczegóły meczu           | Szczegóły meczu                                   | Szczegóły meczu                                    | Szczegóły meczu                                                                 | Szczegóły meczu                                                            |
| Tercja | Stan meczu                | Zdobywcy bramek                                   | Zdobywcy bramek                                    | Kary                                                                            | Kary                                                                       |
| Tercja | Stan meczu                | Strzelec                                          | Asysta                                             | Ukarany zawodnik                                                                | Przewinienie                                                               |
| --- | ------------------------- | ------------------------------------------------- | -------------------------------------------------- | ------------------------------------------------------------------------------- | -------------------------------------------------------------------------- |
| 1 (0 : 0) |                           |                                                   |                                                    | 06:46 Pierre-Luc Dubois (CBJ)                                                   | przeszkadzanie w grze bramkarzowi                                          |
| 2 (0 : 1) | 0 : 1 BOS                 | 32:13 David Krejčí (4)                            | J.DeBrusk (3), T.Clifton (2)                       | 22:42 David Pastrňák (BOS) 29:22 Brad Marchand (BOS) 39:40 Charlie McAvoy (BOS) | spowodowanie upadku przeciwnika uderzanie kijem niedozwolony atak na głowę |
| 3 (0 : 2) | 0 : 2 BOS 0 : 3 BOS       | 48:58 Marcus Johansson (2) 50:39 David Backes (1) | C.Coyle (3), D.Heinen (4) T.Krug (7), D.Krejčí (6) | 44:48 Joakim Nordström (BOS)                                                    | uderzanie kijem                                                            |
| Statystyki bramkarzy | Statystyki bramkarzy      | Tuukka Rask (BOS) Siergiej Bobrowski (CBJ)        | Czas gry – 60:00 Czas gry – 56:31                  | 39 obron / 39 strzałów 26 obron / 29 strzałów                                   | SV% – 1.000 SV% – .897                                                     |
| Objaśnienia: PPG – gol w przewadze, SHG – gol w osłabieniu, EN – gol do pustej bramki, OT – dogrywka, SV% – procent obronionych strzałów |                           |                                                   |                                                    |                                                                                 |                                                                            |
| \| Trzy gwiazdy meczu \| Trzy gwiazdy meczu \| Trzy gwiazdy meczu \| Trzy gwiazdy meczu \| Trzy gwiazdy meczu \| Trzy gwiazdy meczu \| \| 1 \| 1 \| 2 \| 2 \| 3 \| 3 \| \| ------------------ \| ------------------------- \| ------------------ \| -------------------------- \| ------------------ \| ------------------------------ \| \| \| Tuukka Rask Boston Bruins \| \| David Krejčí Boston Bruins \| \| Marcus Johansson Boston Bruins \| |                           |                                                   |                                                    |                                                                                 |                                                                            |
| Trzy gwiazdy meczu |                           |                                                   |                                                    |                                                                                 |                                                                            |
| 1 | 1                         | 2                                                 | 2                                                  | 3                                                                               | 3                                                                          |
| | Tuukka Rask Boston Bruins |                                                   | David Krejčí Boston Bruins                         |                                                                                 | Marcus Johansson Boston Bruins                                             |

| Trzy gwiazdy meczu | Trzy gwiazdy meczu        | Trzy gwiazdy meczu | Trzy gwiazdy meczu         | Trzy gwiazdy meczu | Trzy gwiazdy meczu             |
| 1                  | 1                         | 2                  | 2                          | 3                  | 3                              |
| ------------------ | ------------------------- | ------------------ | -------------------------- | ------------------ | ------------------------------ |
|                    | Tuukka Rask Boston Bruins |                    | David Krejčí Boston Bruins |                    | Marcus Johansson Boston Bruins |

#### St. Louis Blues (C3) – Dallas Stars (WC)
W fazie play-off było to czternaste spotkanie między tymi drużynami. St. Louis zwyciężyło w ośmiu seriach. W sezonie zasadniczym Dallas wygrało trzy z czterech spotkań.
| St. Louis         | DallasSt. Louis | Dallas                   |
| Scottrade Center  | DallasSt. Louis | American Airlines Center |
| Pojemność: 18 724 | DallasSt. Louis | Pojemność: 19 323        |
|                   | DallasSt. Louis |                          |

| Szczegóły meczu | Szczegóły meczu                     | Szczegóły meczu                                          | Szczegóły meczu                                                   | Szczegóły meczu | Szczegóły meczu |
| Tercja | Stan meczu                          | Zdobywcy bramek                                          | Zdobywcy bramek                                                   | Kary | Kary |
| Tercja | Stan meczu                          | Strzelec                                                 | Asysta                                                            | Ukarany zawodnik | Przewinienie |
| --- | ----------------------------------- | -------------------------------------------------------- | ----------------------------------------------------------------- | --- | --- |
| 1 (1 : 0) | 1 : 0 STL                           | 05:57 Robby Fabbri (1)                                   | I.Barbaszew (1), C.Parayko (3)                                    | | |
| 2 (1 : 1) | 1 : 1 DAL 2 : 1 STL                 | 30:25 Jason Spezza (1) 38:03 Władimir Tarasienko (3) PPG | J.Klingberg (6), M.Zuccarello (1) B.Schenn (3), A.Pietrangelo (7) | 26:37 Jamie Benn (DAL) 37:55 Roman Polak (DAL) | spowodowanie upadku przeciwnika zahaczanie                                                                                                   |
| 3 (1 : 1) | 3 : 1 STL 3 : 2 DAL                 | 43:51 Władimir Tarasienko (4) 57:43 Jamie Benn (2) PPG   | bez asysty R.Hintz (2)                                            | 41:09 Carl Gunnarsson (STL) 52:22 Alex Pietrangelo (STL) 52:22 Vince Dunn (STL) 52:22 Blake Comeau (DAL) 52:22 Blake Comeau (DAL) 52:22 Esa Lindell (DAL) 57:02 Alex Pietrangelo (STL) | spowodowanie upadku przeciwnika nadmierna ostrość w grze przeszkadzanie bramkarzowi nadmierna ostrość w grze niebezpieczna gra wysokim kijem |
| Statystyki bramkarzy | Statystyki bramkarzy                | Ben Bishop (DAL) Jordan Binnington (STL)                 | Czas gry – 58:51 Czas gry – 60:00                                 | 17 obron / 20 strzałów 27 obron / 29 strzałów | SV% – .850 SV% – .931 |
| Objaśnienia: PPG – gol w przewadze, SHG – gol w osłabieniu, EN – gol do pustej bramki, OT – dogrywka, SV% – procent obronionych strzałów |                                     |                                                          |                                                                   | | |
| \| Trzy gwiazdy meczu \| Trzy gwiazdy meczu \| Trzy gwiazdy meczu \| Trzy gwiazdy meczu \| Trzy gwiazdy meczu \| Trzy gwiazdy meczu \| \| 1 \| 1 \| 2 \| 2 \| 3 \| 3 \| \| ------------------ \| ----------------------------------- \| ------------------ \| --------------------------------- \| ------------------ \| --------------------------- \| \| \| Władimir Tarasienko St. Louis Blues \| \| Jordan Binnington St. Louis Blues \| \| Robby Fabri St. Louis Blues \| |                                     |                                                          |                                                                   | | |
| Trzy gwiazdy meczu |                                     |                                                          |                                                                   | | |
| 1 | 1                                   | 2                                                        | 2                                                                 | 3 | 3 |
| | Władimir Tarasienko St. Louis Blues |                                                          | Jordan Binnington St. Louis Blues                                 | | Robby Fabri St. Louis Blues |

| Trzy gwiazdy meczu | Trzy gwiazdy meczu                  | Trzy gwiazdy meczu | Trzy gwiazdy meczu                | Trzy gwiazdy meczu | Trzy gwiazdy meczu          |
| 1                  | 1                                   | 2                  | 2                                 | 3                  | 3                           |
| ------------------ | ----------------------------------- | ------------------ | --------------------------------- | ------------------ | --------------------------- |
|                    | Władimir Tarasienko St. Louis Blues |                    | Jordan Binnington St. Louis Blues |                    | Robby Fabri St. Louis Blues |

| Szczegóły meczu | Szczegóły meczu                         | Szczegóły meczu                                                                                   | Szczegóły meczu                                                                                              | Szczegóły meczu | Szczegóły meczu                                                                    |
| Tercja | Stan meczu                              | Zdobywcy bramek                                                                                   | Zdobywcy bramek                                                                                              | Kary | Kary                                                                               |
| Tercja | Stan meczu                              | Strzelec                                                                                          | Asysta | Ukarany zawodnik | Przewinienie                                                                       |
| --- | --------------------------------------- | ------------------------------------------------------------------------------------------------- | --- | --- | ---------------------------------------------------------------------------------- |
| 1 (1 : 3) | 0 : 1 DAL 0 : 2 DAL 1 : 2 STL 1 : 3 DAL | 07:11 Roope Hintz (3) 13:39 Miro Heiskanen (2) 14:25 Colton Parayko (1) 14:51 Mattias Janmark (1) | M.Zuccarello (2), J.Dickinson (1) R.Hintz (3), M.Zuccarello (3) R.O’Reilly (3), D.Perron (3) J.Dickinson (2) | 13:04 Władimir Tarasienko (STL) 13:04 Jamie Benn (DAL) 17:05 Tyler Fedun (DAL) 18:41 Radek Faksa (DAL) 20:00 Patrick Maroon (STL) | nadmierna ostrość w grze przeszkadzanie w grze zahaczanie nadmierna ostrość w grze |
| 2 (0 : 0) |                                         |                                                                                                   | | 29:28 David Perron (STL) 31:37 Blake Comeau (DAL) 36:01 John Klingberg (DAL)                                                      | trzymanie przeciwnika niebezpieczna gra wysokim kijem przeszkadzanie w grze        |
| 3 (1 : 1) | 2 : 3 STL 2 : 4 DAL                     | 41:48 Jaden Schwartz (5) 59:57 Roope Hintz (4) EN                                                 | C.Parayko (4) J.Benn (6)                                                                                     | 52:39 David Perron (STL) 57:15 Roope Hintz (DAL)                                                                                  | przeszkadzanie bramkarzowi opóźnianie gry                                          |
| Statystyki bramkarzy | Statystyki bramkarzy                    | Ben Bishop (DAL) Jordan Binnington (STL)                                                          | Czas gry – 60:00 Czas gry – 58:23                                                                            | 32 obrony / 34 strzały 31 obron / 34 strzały                                                                                      | SV% – .941 SV% – .912                                                              |
| Objaśnienia: PPG – gol w przewadze, SHG – gol w osłabieniu, EN – gol do pustej bramki, OT – dogrywka, SV% – procent obronionych strzałów |                                         |                                                                                                   | | |                                                                                    |
| \| Trzy gwiazdy meczu \| Trzy gwiazdy meczu \| Trzy gwiazdy meczu \| Trzy gwiazdy meczu \| Trzy gwiazdy meczu \| Trzy gwiazdy meczu \| \| 1 \| 1 \| 2 \| 2 \| 3 \| 3 \| \| ------------------ \| ------------------------ \| ------------------ \| ------------------------------ \| ------------------ \| ---------------------------- \| \| \| Roope Hintz Dallas Stars \| \| Colton Parayko St. Louis Blues \| \| Jason Dickinson Dallas Stars \| |                                         |                                                                                                   | | |                                                                                    |
| Trzy gwiazdy meczu |                                         |                                                                                                   | | |                                                                                    |
| 1 | 1                                       | 2                                                                                                 | 2 | 3 | 3                                                                                  |
| | Roope Hintz Dallas Stars                |                                                                                                   | Colton Parayko St. Louis Blues                                                                               | | Jason Dickinson Dallas Stars                                                       |

| Trzy gwiazdy meczu | Trzy gwiazdy meczu       | Trzy gwiazdy meczu | Trzy gwiazdy meczu             | Trzy gwiazdy meczu | Trzy gwiazdy meczu           |
| 1                  | 1                        | 2                  | 2                              | 3                  | 3                            |
| ------------------ | ------------------------ | ------------------ | ------------------------------ | ------------------ | ---------------------------- |
|                    | Roope Hintz Dallas Stars |                    | Colton Parayko St. Louis Blues |                    | Jason Dickinson Dallas Stars |

| Szczegóły meczu | Szczegóły meczu                         | Szczegóły meczu                                                                                          | Szczegóły meczu                                                                                                  | Szczegóły meczu                                                                                             | Szczegóły meczu                                                                         |
| Tercja | Stan meczu                              | Zdobywcy bramek                                                                                          | Zdobywcy bramek                                                                                                  | Kary | Kary                                                                                    |
| Tercja | Stan meczu                              | Strzelec                                                                                                 | Asysta | Ukarany zawodnik                                                                                            | Przewinienie                                                                            |
| --- | --------------------------------------- | --- | --- | --- | --------------------------------------------------------------------------------------- |
| 1 (1 : 1) | 0 : 1 STL 1 : 1 DAL                     | 01:27 Jaden Schwartz (6) 17:22 Aleksandr Radułow (5) PPG                                                 | C.Parayko (5), R.O’Reilly (4) J.Spezza (2), J.Dowling (2)                                                        | 13:11 Jamie Benn (DAL) 15:36 Jay Bouwmeester (STL)                                                          | spowodowanie upadku przeciwnika                                                         |
| 2 (0 : 1) | 1 : 2 STL                               | 28:30 Tyler Bozak (2)                                                                                    | R.Thomas (2), V.Dunn (3)                                                                                         | 20:57 Jay Bouwmeester (STL) 36:10 Carl Gunnarsson (STL) 36:29 Robert Bortuzzo (STL) 36:29 Esa Lindell (DAL) | opóźnianie gry niebezpieczna gra wysokim kijem atak kijem trzymanym oburącz symulowanie |
| 3 (2 : 2) | 2 : 2 DAL 2 : 3 STL 3 : 3 DAL 3 : 4 STL | 53:06 Andrew Cogliano (2) SHG 54:24 Alex Pietrangelo (1) 55:52 Tyler Seguin (3) 58:22 Patrick Maroon (2) | M.Janmark (1) J.Bouwmeester (4), J.Schwartz (2) M.Heiskanen (2), M.Zuccarello (4) J.Bouwmeester (5), T.Bozak (3) | 52:07 Roman Polak (DAL) 59:16 Colton Parayko (STL)                                                          | niebezpieczna gra wysokim kijem opóźnianie gry                                          |
| Statystyki bramkarzy | Statystyki bramkarzy                    | Ben Bishop (DAL) Jordan Binnington (STL)                                                                 | Czas gry – 58:32 Czas gry – 59:44                                                                                | 30 obron / 34 strzały 28 obron / 31 strzałów                                                                | SV% – .882 SV% – .903                                                                   |
| Objaśnienia: PPG – gol w przewadze, SHG – gol w osłabieniu, EN – gol do pustej bramki, OT – dogrywka, SV% – procent obronionych strzałów |                                         | | | |                                                                                         |
| \| Trzy gwiazdy meczu \| Trzy gwiazdy meczu \| Trzy gwiazdy meczu \| Trzy gwiazdy meczu \| Trzy gwiazdy meczu \| Trzy gwiazdy meczu \| \| 1 \| 1 \| 2 \| 2 \| 3 \| 3 \| \| ------------------ \| ------------------------------ \| ------------------ \| ------------------------------ \| ------------------ \| ------------------------- \| \| \| Jaden Schwartz St. Louis Blues \| \| Patrick Maroon St. Louis Blues \| \| Tyler Seguin Dallas Stars \| |                                         | | | |                                                                                         |
| Trzy gwiazdy meczu |                                         | | | |                                                                                         |
| 1 | 1                                       | 2 | 2 | 3 | 3                                                                                       |
| | Jaden Schwartz St. Louis Blues          | | Patrick Maroon St. Louis Blues                                                                                   | | Tyler Seguin Dallas Stars                                                               |

| Trzy gwiazdy meczu | Trzy gwiazdy meczu             | Trzy gwiazdy meczu | Trzy gwiazdy meczu             | Trzy gwiazdy meczu | Trzy gwiazdy meczu        |
| 1                  | 1                              | 2                  | 2                              | 3                  | 3                         |
| ------------------ | ------------------------------ | ------------------ | ------------------------------ | ------------------ | ------------------------- |
|                    | Jaden Schwartz St. Louis Blues |                    | Patrick Maroon St. Louis Blues |                    | Tyler Seguin Dallas Stars |

| Szczegóły meczu | Szczegóły meczu               | Szczegóły meczu                                                                        | Szczegóły meczu                                                                        | Szczegóły meczu                                                                                            | Szczegóły meczu                                                                       |
| Tercja | Stan meczu                    | Zdobywcy bramek                                                                        | Zdobywcy bramek                                                                        | Kary | Kary                                                                                  |
| Tercja | Stan meczu                    | Strzelec                                                                               | Asysta                                                                                 | Ukarany zawodnik                                                                                           | Przewinienie                                                                          |
| --- | ----------------------------- | -------------------------------------------------------------------------------------- | -------------------------------------------------------------------------------------- | --- | ------------------------------------------------------------------------------------- |
| 1 (2 : 1) | 0 : 1 STL 1 : 1 DAL 2 : 1 DAL | 05:02 Władimir Tarasienko (5) PPG 11:23 Jason Dickinson (3) 19:08 Jason Spezza (2) PPG | V.Dunn (4), R.O’Reilly (5) T.Seguin (5), M.Zuccarello (5) A.Radułow (3), E.Lindell (3) | 04:44 Jason Dickinson (DAL) 17:15 Tyler Bozak (STL)                                                        | niebezpieczna gra wysokim kijem przeszkadzanie w grze                                 |
| 2 (2 : 0) | 3 : 1 DAL 4 : 1 DAL           | 29:26 John Klingberg (2) 37:28 Roope Hintz (5)                                         | T.Seguin (6), M.Zuccarello (6) J.Benn (7), A.Radułow (4)                               | 30:33 Radek Faksa (DAL) 40:00 Jordan Binnington (STL) 40:00 Jordan Binnington (STL) 40:00 Jamie Benn (DAL) | trzymanie przeciwnika nadmierna ostrość w grze uderzanie kijem niesportowe zachowanie |
| 3 (0 : 1) | 4 : 2 STL                     | 53:44 Robert Thomas (1)                                                                | A.Pietrangelo (8), R.O’Reilly (6)                                                      | 42:47 Tyler Pitlick (DAL)                                                                                  | niebezpieczna gra wysokim kijem                                                       |
| Statystyki bramkarzy | Statystyki bramkarzy          | Ben Bishop (DAL) Jordan Binnington (STL)                                               | Czas gry – 60:00 Czas gry – 57:09                                                      | 27 obron / 29 strzałów 27 obron / 31 strzałów                                                              | SV% – .931 SV% – .871                                                                 |
| Objaśnienia: PPG – gol w przewadze, SHG – gol w osłabieniu, EN – gol do pustej bramki, OT – dogrywka, SV% – procent obronionych strzałów |                               |                                                                                        |                                                                                        | |                                                                                       |
| \| Trzy gwiazdy meczu \| Trzy gwiazdy meczu \| Trzy gwiazdy meczu \| Trzy gwiazdy meczu \| Trzy gwiazdy meczu \| Trzy gwiazdy meczu \| \| 1 \| 1 \| 2 \| 2 \| 3 \| 3 \| \| ------------------ \| ------------------------- \| ------------------ \| ----------------------- \| ------------------ \| ---------------------------- \| \| \| Tyler Seguin Dallas Stars \| \| Jamie Benn Dallas Stars \| \| Mats Zuccarello Dallas Stars \| |                               |                                                                                        |                                                                                        | |                                                                                       |
| Trzy gwiazdy meczu |                               |                                                                                        |                                                                                        | |                                                                                       |
| 1 | 1                             | 2                                                                                      | 2                                                                                      | 3 | 3                                                                                     |
| | Tyler Seguin Dallas Stars     |                                                                                        | Jamie Benn Dallas Stars                                                                | | Mats Zuccarello Dallas Stars                                                          |

| Trzy gwiazdy meczu | Trzy gwiazdy meczu        | Trzy gwiazdy meczu | Trzy gwiazdy meczu      | Trzy gwiazdy meczu | Trzy gwiazdy meczu           |
| 1                  | 1                         | 2                  | 2                       | 3                  | 3                            |
| ------------------ | ------------------------- | ------------------ | ----------------------- | ------------------ | ---------------------------- |
|                    | Tyler Seguin Dallas Stars |                    | Jamie Benn Dallas Stars |                    | Mats Zuccarello Dallas Stars |

| Szczegóły meczu | Szczegóły meczu         | Szczegóły meczu                          | Szczegóły meczu                   | Szczegóły meczu                                      | Szczegóły meczu                            |
| Tercja | Stan meczu              | Zdobywcy bramek                          | Zdobywcy bramek                   | Kary                                                 | Kary                                       |
| Tercja | Stan meczu              | Strzelec                                 | Asysta                            | Ukarany zawodnik                                     | Przewinienie                               |
| --- | ----------------------- | ---------------------------------------- | --------------------------------- | ---------------------------------------------------- | ------------------------------------------ |
| 1 (0 : 1) | 0 : 1 DAL               | 02:42 Jason Spezza (3)                   | T.Seguin (7), M.Janmark (2)       | 06:57 Brayden Schenn (STL) 19:24 Roman Polak (DAL)   | zahaczanie trzymanie przeciwnika           |
| 2 (0 : 1) | 0 : 2 DAL               | 26:13 Esa Lindell (1)                    | A.Radułow (5), J.Klingberg (7)    | 29:47 Blake Comeau (DAL) 37:14 Andrew Cogliano (DAL) | zahaczanie niebezpieczna gra wysokim kijem |
| 3 (1 : 0) | 1 : 2 STL               | 48:26 Jaden Schwartz (7)                 | bez asysty                        | 48:47 Jamie Benn (DAL) 60:00 Brayden Schenn (STL)    | zahaczanie uderzanie kijem                 |
| Statystyki bramkarzy | Statystyki bramkarzy    | Ben Bishop (DAL) Jordan Binnington (STL) | Czas gry – 60:00 Czas gry – 58:53 | 38 obron / 39 strzałów 25 obron / 27 strzałów        | SV% – .974 SV% – .926                      |
| Objaśnienia: PPG – gol w przewadze, SHG – gol w osłabieniu, EN – gol do pustej bramki, OT – dogrywka, SV% – procent obronionych strzałów |                         |                                          |                                   |                                                      |                                            |
| \| Trzy gwiazdy meczu \| Trzy gwiazdy meczu \| Trzy gwiazdy meczu \| Trzy gwiazdy meczu \| Trzy gwiazdy meczu \| Trzy gwiazdy meczu \| \| 1 \| 1 \| 2 \| 2 \| 3 \| 3 \| \| ------------------ \| ----------------------- \| ------------------ \| ------------------------ \| ------------------ \| ------------------------------ \| \| \| Ben Bishop Dallas Stars \| \| Esa Lindell Dallas Stars \| \| Jaden Schwartz St. Louis Blues \| |                         |                                          |                                   |                                                      |                                            |
| Trzy gwiazdy meczu |                         |                                          |                                   |                                                      |                                            |
| 1 | 1                       | 2                                        | 2                                 | 3                                                    | 3                                          |
| | Ben Bishop Dallas Stars |                                          | Esa Lindell Dallas Stars          |                                                      | Jaden Schwartz St. Louis Blues             |

| Trzy gwiazdy meczu | Trzy gwiazdy meczu      | Trzy gwiazdy meczu | Trzy gwiazdy meczu       | Trzy gwiazdy meczu | Trzy gwiazdy meczu             |
| 1                  | 1                       | 2                  | 2                        | 3                  | 3                              |
| ------------------ | ----------------------- | ------------------ | ------------------------ | ------------------ | ------------------------------ |
|                    | Ben Bishop Dallas Stars |                    | Esa Lindell Dallas Stars |                    | Jaden Schwartz St. Louis Blues |

| Szczegóły meczu | Szczegóły meczu                | Szczegóły meczu                                               | Szczegóły meczu                                              | Szczegóły meczu | Szczegóły meczu                                                                                            |
| Tercja | Stan meczu                     | Zdobywcy bramek                                               | Zdobywcy bramek                                              | Kary | Kary |
| Tercja | Stan meczu                     | Strzelec                                                      | Asysta                                                       | Ukarany zawodnik | Przewinienie                                                                                               |
| --- | ------------------------------ | ------------------------------------------------------------- | ------------------------------------------------------------ | --- | --- |
| 1 (1 : 1) | 0 : 1 STL 1 : 1 DAL            | 01:03 Alex Pietrangelo (2) 11:35 Tyler Seguin (4) PPG         | J.Edmundson (3), J.Schwartz (3) M.Zuccarello (7), J.Benn (8) | 03:06 Mattias Janmark (DAL) 10:58 Vince Dunn (STL) 13:07 Aleksandr Radułow (DAL) 13:13 Brayden Schenn (STL) 17:29 Blake Comeau (DAL) 19:06 Patrick Maroon (STL) | niebezpieczna gra wysokim kijem uderzanie kijem spowodowanie upadku przeciwnika przeszkadzanie bramkarzowi |
| 2 (0 : 1) | 1 : 2 STL                      | 35:24 David Perron (3)                                        | O.Sundqvist (3), I.Barbaszew (2)                             | | |
| 3 (0 : 2) | 1 : 3 STL 1 : 4 STL            | 47:37 Jaden Schwartz (8) 48:10 Sammy Blais (1)                | A.Steen (1), C.Parayko (6) R.O’Reilly (7)                    | 55:58 Aleksandr Radułow (DAL) | trzymanie przeciwnika                                                                                      |
| Statystyki bramkarzy | Statystyki bramkarzy           | Ben Bishop (DAL) Anton Chudobin (DAL) Jordan Binnington (STL) | Czas gry – 48:10 Czas gry – 11:05 Czas gry – 60:00           | 16 obron / 20 strzałów 5 obron / 5 strzałów 22 obrony / 23 strzały                                                                                              | SV% – .800 SV% – 1.000 SV% – .957                                                                          |
| Objaśnienia: PPG – gol w przewadze, SHG – gol w osłabieniu, EN – gol do pustej bramki, OT – dogrywka, SV% – procent obronionych strzałów |                                |                                                               |                                                              | | |
| \| Trzy gwiazdy meczu \| Trzy gwiazdy meczu \| Trzy gwiazdy meczu \| Trzy gwiazdy meczu \| Trzy gwiazdy meczu \| Trzy gwiazdy meczu \| \| 1 \| 1 \| 2 \| 2 \| 3 \| 3 \| \| ------------------ \| ------------------------------ \| ------------------ \| -------------------------------- \| ------------------ \| ---------------------------- \| \| \| Jaden Schwartz St. Louis Blues \| \| Alex Pietrangelo St. Louis Blues \| \| David Perron St. Louis Blues \| |                                |                                                               |                                                              | | |
| Trzy gwiazdy meczu |                                |                                                               |                                                              | | |
| 1 | 1                              | 2                                                             | 2                                                            | 3 | 3 |
| | Jaden Schwartz St. Louis Blues |                                                               | Alex Pietrangelo St. Louis Blues                             | | David Perron St. Louis Blues                                                                               |

| Trzy gwiazdy meczu | Trzy gwiazdy meczu             | Trzy gwiazdy meczu | Trzy gwiazdy meczu               | Trzy gwiazdy meczu | Trzy gwiazdy meczu           |
| 1                  | 1                              | 2                  | 2                                | 3                  | 3                            |
| ------------------ | ------------------------------ | ------------------ | -------------------------------- | ------------------ | ---------------------------- |
|                    | Jaden Schwartz St. Louis Blues |                    | Alex Pietrangelo St. Louis Blues |                    | David Perron St. Louis Blues |

| Szczegóły meczu | Szczegóły meczu                | Szczegóły meczu                                | Szczegóły meczu                            | Szczegóły meczu                                      | Szczegóły meczu                 |
| Tercja | Stan meczu                     | Zdobywcy bramek                                | Zdobywcy bramek                            | Kary                                                 | Kary                            |
| Tercja | Stan meczu                     | Strzelec                                       | Asysta                                     | Ukarany zawodnik                                     | Przewinienie                    |
| --- | ------------------------------ | ---------------------------------------------- | ------------------------------------------ | ---------------------------------------------------- | ------------------------------- |
| 1 (1 : 1) | 1 : 0 STL 1 : 1 DAL            | 13:30 Vince Dunn (1) 15:55 Mats Zuccarello (4) | A.Pietrangelo (9), R.Thomas (3) bez asysty |                                                      |                                 |
| 2 (0 : 0) |                                |                                                |                                            | 27:07 Brett Ritchie (DAL) 31:02 John Klingberg (DAL) | spowodowanie upadku przeciwnika |
| 3 (0 : 0) |                                |                                                |                                            |                                                      |                                 |
| OT (0 : 0) |                                |                                                |                                            |                                                      |                                 |
| 2OT (1 : 0) | 2 : 1 STL                      | 85:50 Patrick Maroon (3)                       | R.Thomas (4), T.Bozak (4)                  |                                                      |                                 |
| Statystyki bramkarzy | Statystyki bramkarzy           | Ben Bishop (DAL) Jordan Binnington (STL)       | Czas gry – 85:50 Czas gry – 85:44          | 52 obrony / 54 strzały 29 obron / 30 strzałów        | SV% – .963 SV% – .967           |
| Objaśnienia: PPG – gol w przewadze, SHG – gol w osłabieniu, EN – gol do pustej bramki, OT – dogrywka, SV% – procent obronionych strzałów |                                |                                                |                                            |                                                      |                                 |
| \| Trzy gwiazdy meczu \| Trzy gwiazdy meczu \| Trzy gwiazdy meczu \| Trzy gwiazdy meczu \| Trzy gwiazdy meczu \| Trzy gwiazdy meczu \| \| 1 \| 1 \| 2 \| 2 \| 3 \| 3 \| \| ------------------ \| ------------------------------ \| ------------------ \| --------------------------------- \| ------------------ \| ----------------------- \| \| \| Patrick Maroon St. Louis Blues \| \| Jordan Binnington St. Louis Blues \| \| Ben Bishop Dallas Stars \| |                                |                                                |                                            |                                                      |                                 |
| Trzy gwiazdy meczu |                                |                                                |                                            |                                                      |                                 |
| 1 | 1                              | 2                                              | 2                                          | 3                                                    | 3                               |
| | Patrick Maroon St. Louis Blues |                                                | Jordan Binnington St. Louis Blues          |                                                      | Ben Bishop Dallas Stars         |

| Trzy gwiazdy meczu | Trzy gwiazdy meczu             | Trzy gwiazdy meczu | Trzy gwiazdy meczu                | Trzy gwiazdy meczu | Trzy gwiazdy meczu      |
| 1                  | 1                              | 2                  | 2                                 | 3                  | 3                       |
| ------------------ | ------------------------------ | ------------------ | --------------------------------- | ------------------ | ----------------------- |
|                    | Patrick Maroon St. Louis Blues |                    | Jordan Binnington St. Louis Blues |                    | Ben Bishop Dallas Stars |

#### San Jose Sharks (P2) – Colorado Avalanche (WC)
W fazie play-off było to piąte spotkanie między tymi drużynami. Drużyna z San Jose zwyciężyła w trzech seriach. W sezonie zasadniczym San Jose wygrało wszystkie trzy spotkania.
| San Jose          | DenverSan Jose | Denver            |
| SAP Center        | DenverSan Jose | Pepsi Center      |
| Pojemność: 17 562 | DenverSan Jose | Pojemność: 17 809 |
|                   | DenverSan Jose |                   |

| Szczegóły meczu | Szczegóły meczu                         | Szczegóły meczu                                                                                | Szczegóły meczu                                                                           | Szczegóły meczu                                       | Szczegóły meczu                                                 |
| Tercja | Stan meczu                              | Zdobywcy bramek                                                                                | Zdobywcy bramek                                                                           | Kary                                                  | Kary                                                            |
| Tercja | Stan meczu                              | Strzelec                                                                                       | Asysta                                                                                    | Ukarany zawodnik                                      | Przewinienie                                                    |
| --- | --------------------------------------- | ---------------------------------------------------------------------------------------------- | ----------------------------------------------------------------------------------------- | ----------------------------------------------------- | --------------------------------------------------------------- |
| 1 (1 : 1) | 0 : 1 COL 1 : 1 SJS                     | 02:10 Gabriel Bourque (1) 14:14 Gustav Nyquist (1)                                             | C.Makar (2), T.Jost (1) B.Burns (4), L.Couture (3)                                        | 03:00 Colin Wilson (COL)                              | nadmiar zawodników na lodzie                                    |
| 2 (3 : 1) | 1 : 2 COL 2 : 2 SJS 3 : 2 SJS 4 : 2 SJS | 23:56 Colin Wilson (3) PPG 30:05 Joe Thornton (2) 36:02 Kevin Labanc (3) 39:00 Brent Burns (2) | M.Rantanen (5), N.MacKinnon (6) M.Sörensen (3) B.Burns (5) M.Sörensen (4), J.Thornton (4) | 22:46 Dylan Gambrell (SJS) 24:56 Brendan Dillon (SJS) | spowodowanie upadku przeciwnika niebezpieczna gra wysokim kijem |
| 3 (1 : 0) | 5 : 2 SJS                               | 59:31 Timo Meier (2) EN                                                                        | B.Burns (6)                                                                               | 59:49 Matt Calvert (COL) 59:49 Brendan Dillon (SJS)   | uderzanie kijem                                                 |
| Statystyki bramkarzy | Statystyki bramkarzy                    | Martin Jones (SJS) Philipp Grubauer (COL)                                                      | Czas gry – 60:00 Czas gry – 58:23                                                         | 26 obron / 28 strzałów 22 obrony / 26 strzałów        | SV% – .929 SV% – .846                                           |
| Objaśnienia: PPG – gol w przewadze, SHG – gol w osłabieniu, EN – gol do pustej bramki, OT – dogrywka, SV% – procent obronionych strzałów |                                         |                                                                                                |                                                                                           |                                                       |                                                                 |
| \| Trzy gwiazdy meczu \| Trzy gwiazdy meczu \| Trzy gwiazdy meczu \| Trzy gwiazdy meczu \| Trzy gwiazdy meczu \| Trzy gwiazdy meczu \| \| 1 \| 1 \| 2 \| 2 \| 3 \| 3 \| \| ------------------ \| ---------------------------- \| ------------------ \| ---------------------------- \| ------------------ \| --------------------------- \| \| \| Joe Thornton San Jose Sharks \| \| Martin Jones San Jose Sharks \| \| Brent Burns San Jose Sharks \| |                                         |                                                                                                |                                                                                           |                                                       |                                                                 |
| Trzy gwiazdy meczu |                                         |                                                                                                |                                                                                           |                                                       |                                                                 |
| 1 | 1                                       | 2                                                                                              | 2                                                                                         | 3                                                     | 3                                                               |
| | Joe Thornton San Jose Sharks            |                                                                                                | Martin Jones San Jose Sharks                                                              |                                                       | Brent Burns San Jose Sharks                                     |

| Trzy gwiazdy meczu | Trzy gwiazdy meczu           | Trzy gwiazdy meczu | Trzy gwiazdy meczu           | Trzy gwiazdy meczu | Trzy gwiazdy meczu          |
| 1                  | 1                            | 2                  | 2                            | 3                  | 3                           |
| ------------------ | ---------------------------- | ------------------ | ---------------------------- | ------------------ | --------------------------- |
|                    | Joe Thornton San Jose Sharks |                    | Martin Jones San Jose Sharks |                    | Brent Burns San Jose Sharks |

| Szczegóły meczu | Szczegóły meczu                         | Szczegóły meczu                                                                                    | Szczegóły meczu                                                                                                   | Szczegóły meczu                                            | Szczegóły meczu                                       |
| Tercja | Stan meczu                              | Zdobywcy bramek                                                                                    | Zdobywcy bramek                                                                                                   | Kary                                                       | Kary                                                  |
| Tercja | Stan meczu                              | Strzelec                                                                                           | Asysta | Ukarany zawodnik                                           | Przewinienie                                          |
| --- | --------------------------------------- | -------------------------------------------------------------------------------------------------- | --- | ---------------------------------------------------------- | ----------------------------------------------------- |
| 1 (1 : 0) | 1 : 0 SJS                               | 07:57 Evander Kane (1)                                                                             | B.Burns (7), T.Hertl (3)                                                                                          | 15:05 Nikita Zadorow (COL)                                 | wrzucenie na bandę                                    |
| 2 (0 : 2) | 1 : 1 COL 1 : 2 COL                     | 28:21 Gabriel Landeskog (2) 36:31 Tyson Barrie (1)                                                 | T.Barrie (6), N.MacKinnon (7) G.Landeskog (4), M.Rantanen (6)                                                     | 24:37 Carl Soderberg (COL) 39:16 Marc-Edouard Vlasic (SJS) | trzymanie przeciwnika uderzanie kijem                 |
| 3 (2 : 2) | 1 : 3 COL 2 : 3 SJS 2 : 4 COL 3 : 4 SJS | 50:10 Matt Nieto (3) 55:26 Brent Burns (3) 58:58 Nathan MacKinnon (4) EN 59:49 Brent Burns (4) PPG | M.Calvert (2), T.Barrie (7) E.Karlsson (10), M.Sörensen (5) M.Calvert (3), P.Grubauer (1) T.Hertl (4), E.Kane (4) | 46:15 Timo Meier (SJS) 59:42 Ian Cole (COL)                | spowodowanie upadku przeciwnika trzymanie przeciwnika |
| Statystyki bramkarzy | Statystyki bramkarzy                    | Martin Jones (SJS) Philipp Grubauer (COL)                                                          | Czas gry – 58:36 Czas gry – 60:00                                                                                 | 28 obron / 31 strzałów 31 obron / 34 strzały               | SV% – .903 SV% – .912                                 |
| Objaśnienia: PPG – gol w przewadze, SHG – gol w osłabieniu, EN – gol do pustej bramki, OT – dogrywka, SV% – procent obronionych strzałów |                                         | | |                                                            |                                                       |
| \| Trzy gwiazdy meczu \| Trzy gwiazdy meczu \| Trzy gwiazdy meczu \| Trzy gwiazdy meczu \| Trzy gwiazdy meczu \| Trzy gwiazdy meczu \| \| 1 \| 1 \| 2 \| 2 \| 3 \| 3 \| \| ------------------ \| ------------------------------- \| ------------------ \| ------------------------------------ \| ------------------ \| --------------------------- \| \| \| Tyson Barrie Colorado Avalanche \| \| Gabriel Landeskog Colorado Avalanche \| \| Brent Burns San Jose Sharks \| |                                         | | |                                                            |                                                       |
| Trzy gwiazdy meczu |                                         | | |                                                            |                                                       |
| 1 | 1                                       | 2                                                                                                  | 2 | 3                                                          | 3                                                     |
| | Tyson Barrie Colorado Avalanche         | | Gabriel Landeskog Colorado Avalanche                                                                              |                                                            | Brent Burns San Jose Sharks                           |

| Trzy gwiazdy meczu | Trzy gwiazdy meczu              | Trzy gwiazdy meczu | Trzy gwiazdy meczu                   | Trzy gwiazdy meczu | Trzy gwiazdy meczu          |
| 1                  | 1                               | 2                  | 2                                    | 3                  | 3                           |
| ------------------ | ------------------------------- | ------------------ | ------------------------------------ | ------------------ | --------------------------- |
|                    | Tyson Barrie Colorado Avalanche |                    | Gabriel Landeskog Colorado Avalanche |                    | Brent Burns San Jose Sharks |

| Szczegóły meczu | Szczegóły meczu               | Szczegóły meczu                                                         | Szczegóły meczu                                                     | Szczegóły meczu                                                               | Szczegóły meczu                                                             |
| Tercja | Stan meczu                    | Zdobywcy bramek                                                         | Zdobywcy bramek                                                     | Kary                                                                          | Kary                                                                        |
| Tercja | Stan meczu                    | Strzelec                                                                | Asysta                                                              | Ukarany zawodnik                                                              | Przewinienie                                                                |
| --- | ----------------------------- | ----------------------------------------------------------------------- | ------------------------------------------------------------------- | ----------------------------------------------------------------------------- | --------------------------------------------------------------------------- |
| 1 (0 : 2) | 0 : 1 SJS 0 : 2 SJS           | 15:24 Logan Couture (7) 18:42 Timo Meier (3)                            | G.Nyquist (4), T.Meier (4) bez asysty                               | 04:55 Matt Nieto (COL) 09:02 Ian Cole (COL) 10:22 Evander Kane (SJS)          | trzymanie przeciwnika przeszkadzanie w grze niebezpieczna gra wysokim kijem |
| 2 (1 : 0) | 1 : 2 COL                     | 35:51 Nathan MacKinnon (5)                                              | I.Cole (4)                                                          | 25:06 Ian Cole (COL) 30:48 Brendan Dillon (SJS) 33:51 Alexander Kerfoot (COL) | niebezpieczna gra wysokim kijem przeszkadzanie w grze                       |
| 3 (1 : 2) | 2 : 2 COL 2 : 3 SJS 2 : 4 SJS | 51:45 Matt Nieto (4) 52:50 Logan Couture (8) 59:30 Logan Couture (9) EN | S.Girard (1), C.Makar (3) T.Meier (5), G.Nyquist (5) M.Karlsson (1) | 46:02 Kevin Labanc (SJS) 57:04 Logan Couture (SJS)                            | nadmiar zawodników na lodzie spowodowanie upadku przeciwnika                |
| Statystyki bramkarzy | Statystyki bramkarzy          | Martin Jones (SJS) Philipp Grubauer (COL)                               | Czas gry – 59:58 Czas gry – 58:36                                   | 25 obron / 27 strzałów 27 obron / 30 strzałów                                 | SV% – .926 SV% – .900                                                       |
| Objaśnienia: PPG – gol w przewadze, SHG – gol w osłabieniu, EN – gol do pustej bramki, OT – dogrywka, SV% – procent obronionych strzałów |                               |                                                                         |                                                                     |                                                                               |                                                                             |
| \| Trzy gwiazdy meczu \| Trzy gwiazdy meczu \| Trzy gwiazdy meczu \| Trzy gwiazdy meczu \| Trzy gwiazdy meczu \| Trzy gwiazdy meczu \| \| 1 \| 1 \| 2 \| 2 \| 3 \| 3 \| \| ------------------ \| ----------------------------- \| ------------------ \| ----------------------------------- \| ------------------ \| -------------------------- \| \| \| Logan Couture San Jose Sharks \| \| Philipp Grubauer Colorado Avalanche \| \| Timo Meier San Jose Sharks \| |                               |                                                                         |                                                                     |                                                                               |                                                                             |
| Trzy gwiazdy meczu |                               |                                                                         |                                                                     |                                                                               |                                                                             |
| 1 | 1                             | 2                                                                       | 2                                                                   | 3                                                                             | 3                                                                           |
| | Logan Couture San Jose Sharks |                                                                         | Philipp Grubauer Colorado Avalanche                                 |                                                                               | Timo Meier San Jose Sharks                                                  |

| Trzy gwiazdy meczu | Trzy gwiazdy meczu            | Trzy gwiazdy meczu | Trzy gwiazdy meczu                  | Trzy gwiazdy meczu | Trzy gwiazdy meczu         |
| 1                  | 1                             | 2                  | 2                                   | 3                  | 3                          |
| ------------------ | ----------------------------- | ------------------ | ----------------------------------- | ------------------ | -------------------------- |
|                    | Logan Couture San Jose Sharks |                    | Philipp Grubauer Colorado Avalanche |                    | Timo Meier San Jose Sharks |

| Szczegóły meczu | Szczegóły meczu                     | Szczegóły meczu                                      | Szczegóły meczu                           | Szczegóły meczu | Szczegóły meczu                                                                            |
| Tercja | Stan meczu                          | Zdobywcy bramek                                      | Zdobywcy bramek                           | Kary | Kary                                                                                       |
| Tercja | Stan meczu                          | Strzelec                                             | Asysta                                    | Ukarany zawodnik | Przewinienie                                                                               |
| --- | ----------------------------------- | ---------------------------------------------------- | ----------------------------------------- | --- | ------------------------------------------------------------------------------------------ |
| 1 (0 : 0) |                                     |                                                      |                                           | |                                                                                            |
| 2 (1 : 0) | 1 : 0 COL                           | 30:34 Nathan MacKinnon (6)                           | M.Rantanen (7), C.Makar (4)               | 20:23 Timo Meier (SJS) 26:15 Alexander Kerfoot (COL) 26:48 Kevin Labanc (SJS) 39:40 Tyson Barrie (COL)                         | zahaczanie trzymanie przeciwnika                                                           |
| 3 (2 : 0) | 2 : 0 COL 3 : 0 COL                 | 43:11 Colin Wilson (4) PPG 58:51 Erik Johnson (2) EN | M.Rantanen (8) M.Calvert (4), M.Nieto (3) | 42:32 Justin Braun (SJS) 45:29 Timo Meier (SJS) 45:29 Gabriel Landeskog (COL) 51:55 Justin Braun (SJS) 53:38 Brent Burns (SJS) | spowodowanie upadku przeciwnika uderzanie kijem niebezpieczna gra wysokim kijem zahaczanie |
| Statystyki bramkarzy | Statystyki bramkarzy                | Martin Jones (SJS) Philipp Grubauer (COL)            | Czas gry – 58:06 Czas gry – 60:00         | 25 obron / 27 strzałów 32 obrony / 32 strzały                                                                                  | SV% – .926 SV% – 1.000                                                                     |
| Objaśnienia: PPG – gol w przewadze, SHG – gol w osłabieniu, EN – gol do pustej bramki, OT – dogrywka, SV% – procent obronionych strzałów |                                     |                                                      |                                           | |                                                                                            |
| \| Trzy gwiazdy meczu \| Trzy gwiazdy meczu \| Trzy gwiazdy meczu \| Trzy gwiazdy meczu \| Trzy gwiazdy meczu \| Trzy gwiazdy meczu \| \| 1 \| 1 \| 2 \| 2 \| 3 \| 3 \| \| ------------------ \| ----------------------------------- \| ------------------ \| ----------------------------------- \| ------------------ \| --------------------------------- \| \| \| Philipp Grubauer Colorado Avalanche \| \| Nathan MacKinnon Colorado Avalanche \| \| Mikko Rantanen Colorado Avalanche \| |                                     |                                                      |                                           | |                                                                                            |
| Trzy gwiazdy meczu |                                     |                                                      |                                           | |                                                                                            |
| 1 | 1                                   | 2                                                    | 2                                         | 3 | 3                                                                                          |
| | Philipp Grubauer Colorado Avalanche |                                                      | Nathan MacKinnon Colorado Avalanche       | | Mikko Rantanen Colorado Avalanche                                                          |

| Trzy gwiazdy meczu | Trzy gwiazdy meczu                  | Trzy gwiazdy meczu | Trzy gwiazdy meczu                  | Trzy gwiazdy meczu | Trzy gwiazdy meczu                |
| 1                  | 1                                   | 2                  | 2                                   | 3                  | 3                                 |
| ------------------ | ----------------------------------- | ------------------ | ----------------------------------- | ------------------ | --------------------------------- |
|                    | Philipp Grubauer Colorado Avalanche |                    | Nathan MacKinnon Colorado Avalanche |                    | Mikko Rantanen Colorado Avalanche |

| Szczegóły meczu | Szczegóły meczu             | Szczegóły meczu                                | Szczegóły meczu                           | Szczegóły meczu                                                                                         | Szczegóły meczu |
| Tercja | Stan meczu                  | Zdobywcy bramek                                | Zdobywcy bramek                           | Kary | Kary |
| Tercja | Stan meczu                  | Strzelec                                       | Asysta                                    | Ukarany zawodnik                                                                                        | Przewinienie |
| --- | --------------------------- | ---------------------------------------------- | ----------------------------------------- | --- | --- |
| 1 (0 : 0) |                             |                                                |                                           | 07:04 Timo Meier (SJS) 15:54 Mikko Rantanen (COL)                                                       | niebezpieczna gra wysokim kijem atak kijem trzymanym oburącz                                                       |
| 2 (1 : 1) | 0 : 1 COL 1 : 1 SJS         | 27:01 Tyson Jost (1) 39:40 Tomáš Hertl (7) PPG | bez asysty L.Couture (1), E.Karlsson (11) | 29:31 Carl Soderberg (COL) 32:35 Brendan Dillon (SJS) 34:46 Evander Kane (SJS) 38:54 Tyson Barrie (COL) | spowodowanie upadku przeciwnika niebezpieczna gra wysokim kijem atak kijem trzymanym oburącz przeszkadzanie w grze |
| 3 (1 : 0) | 2 : 1 SJS                   | 46:26 Tomáš Hertl (8)                          | M-E.Vlasic (3), J.Donskoi (1)             | 40:31 Nikita Zadorow (COL) 47:31 Nikita Zadorow (COL)                                                   | niebezpieczna gra wysokim kijem nadmierna ostrość w grze                                                           |
| Statystyki bramkarzy | Statystyki bramkarzy        | Martin Jones (SJS) Philipp Grubauer (COL)      | Czas gry – 58:06 Czas gry – 57:54         | 21 obron / 22 strzały 37 obron / 39 strzałów                                                            | SV% – .955 SV% – .949                                                                                              |
| Objaśnienia: PPG – gol w przewadze, SHG – gol w osłabieniu, EN – gol do pustej bramki, OT – dogrywka, SV% – procent obronionych strzałów |                             |                                                |                                           | | |
| \| Trzy gwiazdy meczu \| Trzy gwiazdy meczu \| Trzy gwiazdy meczu \| Trzy gwiazdy meczu \| Trzy gwiazdy meczu \| Trzy gwiazdy meczu \| \| 1 \| 1 \| 2 \| 2 \| 3 \| 3 \| \| ------------------ \| --------------------------- \| ------------------ \| ---------------------------- \| ------------------ \| ----------------------------- \| \| \| Tomáš Hertl San Jose Sharks \| \| Martin Jones San Jose Sharks \| \| Logan Couture San Jose Sharks \| |                             |                                                |                                           | | |
| Trzy gwiazdy meczu |                             |                                                |                                           | | |
| 1 | 1                           | 2                                              | 2                                         | 3 | 3 |
| | Tomáš Hertl San Jose Sharks |                                                | Martin Jones San Jose Sharks              | | Logan Couture San Jose Sharks                                                                                      |

| Trzy gwiazdy meczu | Trzy gwiazdy meczu          | Trzy gwiazdy meczu | Trzy gwiazdy meczu           | Trzy gwiazdy meczu | Trzy gwiazdy meczu            |
| 1                  | 1                           | 2                  | 2                            | 3                  | 3                             |
| ------------------ | --------------------------- | ------------------ | ---------------------------- | ------------------ | ----------------------------- |
|                    | Tomáš Hertl San Jose Sharks |                    | Martin Jones San Jose Sharks |                    | Logan Couture San Jose Sharks |

### Finały konferencji

#### Boston Bruins (A2) – Carolina Hurricanes (WC)
| Boston            | BostonRaleigh | Raleigh           |
| TD Garden         | BostonRaleigh | PNC Arena         |
| Pojemność: 17 565 | BostonRaleigh | Pojemność: 18 680 |
|                   | BostonRaleigh |                   |

| Szczegóły meczu | Szczegóły meczu                         | Szczegóły meczu                                                                                              | Szczegóły meczu                                                                                  | Szczegóły meczu                                                                  | Szczegóły meczu                                                   |
| Tercja | Stan meczu                              | Zdobywcy bramek                                                                                              | Zdobywcy bramek                                                                                  | Kary                                                                             | Kary                                                              |
| Tercja | Stan meczu                              | Strzelec | Asysta                                                                                           | Ukarany zawodnik                                                                 | Przewinienie                                                      |
| --- | --------------------------------------- | --- | ------------------------------------------------------------------------------------------------ | -------------------------------------------------------------------------------- | ----------------------------------------------------------------- |
| 1 (1 : 1) | 1 : 0 BOS 1 : 1 CAR                     | 02:55 Steven Kampfer (1) 03:42 Sebastian Aho (5) PPG                                                         | M.Johansson (4) A.Swiecznikow (2), J.Staal (6)                                                   | 03:39 Sean Kuraly (BOS 14:37 Charlie Coyle (BOS) 16:55 Nino Niederreiter (CAR)   | nadmierna ostrość w grze zahaczanie uderzanie kijem               |
| 2 (0 : 1) | 1 : 2 CAR                               | 29:18 Greg McKegg (2)                                                                                        | J.Martinook (4), M.Ferland (1)                                                                   | 24:08 Sean Kuraly (BOS 36:56 Michael Ferland (CAR)                               | niebezpieczna gra wysokim kijem przeszkadzanie w grze             |
| 3 (4 : 0) | 2 : 2 BOS 3 : 2 BOS 4 : 2 BOS 5 : 2 BOS | 42:26 Marcus Johansson (3) PPG 42:54 Patrice Bergeron (6) PPG 57:47 Charlie Coyle (6) 57:58 Chris Wagner (1) | B.Marchand (9), D.Krejčí (7) B.Marchand (10), J.DeBrusk (4) B.Carlo (2), S.Kuraly (2) bez asysty | 40:49 Jordan Staal (CAR) 42:41 Dougie Hamilton (CAR) 45:29 Dougie Hamilton (CAR) | wrzucenie na bandę nadmierna ostrość w grze przeszkadzanie w grze |
| Statystyki bramkarzy | Statystyki bramkarzy                    | Petr Mrázek (CAR) Tuukka Rask (BOS)                                                                          | Czas gry – 59:35 Czas gry – 59:54                                                                | 23 obrony / 27 strzałów 29 obron / 31 strzałów                                   | SV% – .852 SV% – .935                                             |
| Objaśnienia: PPG – gol w przewadze, SHG – gol w osłabieniu, EN – gol do pustej bramki, OT – dogrywka, SV% – procent obronionych strzałów |                                         | |                                                                                                  |                                                                                  |                                                                   |
| \| Trzy gwiazdy meczu \| Trzy gwiazdy meczu \| Trzy gwiazdy meczu \| Trzy gwiazdy meczu \| Trzy gwiazdy meczu \| Trzy gwiazdy meczu \| \| 1 \| 1 \| 2 \| 2 \| 3 \| 3 \| \| ------------------ \| ------------------------------ \| ------------------ \| ------------------------- \| ------------------ \| --------------------------- \| \| \| Marcus Johansson Boston Bruins \| \| Tuukka Rask Boston Bruins \| \| Brad Marchand Boston Bruins \| |                                         | |                                                                                                  |                                                                                  |                                                                   |
| Trzy gwiazdy meczu |                                         | |                                                                                                  |                                                                                  |                                                                   |
| 1 | 1                                       | 2 | 2                                                                                                | 3                                                                                | 3                                                                 |
| | Marcus Johansson Boston Bruins          | | Tuukka Rask Boston Bruins                                                                        |                                                                                  | Brad Marchand Boston Bruins                                       |

| Trzy gwiazdy meczu | Trzy gwiazdy meczu             | Trzy gwiazdy meczu | Trzy gwiazdy meczu        | Trzy gwiazdy meczu | Trzy gwiazdy meczu          |
| 1                  | 1                              | 2                  | 2                         | 3                  | 3                           |
| ------------------ | ------------------------------ | ------------------ | ------------------------- | ------------------ | --------------------------- |
|                    | Marcus Johansson Boston Bruins |                    | Tuukka Rask Boston Bruins |                    | Brad Marchand Boston Bruins |

| Szczegóły meczu | Szczegóły meczu                         | Szczegóły meczu                                                                                     | Szczegóły meczu                                                                         | Szczegóły meczu                                                                   | Szczegóły meczu                                       |
| Tercja | Stan meczu                              | Zdobywcy bramek                                                                                     | Zdobywcy bramek                                                                         | Kary                                                                              | Kary                                                  |
| Tercja | Stan meczu                              | Strzelec                                                                                            | Asysta                                                                                  | Ukarany zawodnik                                                                  | Przewinienie                                          |
| --- | --------------------------------------- | --------------------------------------------------------------------------------------------------- | --------------------------------------------------------------------------------------- | --------------------------------------------------------------------------------- | ----------------------------------------------------- |
| 1 (2 : 0) | 1 : 0 BOS 2 : 0 BOS                     | 15:22 Matt Grzelcyk (2) 18:32 Jake DeBrusk (3) PPG                                                  | M.Johansson (5), C.Coyle (4) D.Pastrňák (6), T.Krug (8)                                 | 11:56 Zdeno Chara (BOS) 18:26 Justin Williams (CAR)                               | spowodowanie upadku przeciwnika                       |
| 2 (2 : 0) | 3 : 0 BOS 4 : 0 BOS                     | 23:46 Connor Clifton (1) 37:56 Matt Grzelcyk (3) PPG                                                | M.Johansson (6), D.Heinen (5) C.Coyle (5), T.Krug (9)                                   | 21:09 Patrice Bergeron (BOS) 33:36 Chris Wagner (BOS) 38:26 Justin Williams (CAR) | spowodowanie upadku przeciwnika trzymanie przeciwnika |
| 3 (2 : 2) | 5 : 0 BOS 6 : 0 BOS 6 : 1 CAR 6 : 2 CAR | 41:10 David Backes (2) 44:32 Danton Heinen (2) 51:17 Justin Williams (4) 57:32 Teuvo Teräväinen (7) | D.Krejčí (8), T.Krug (10) P.Bergeron (4), C.Coyle (6) J.Faulk (6), S.Aho (6) bez asysty | 42:22 Patrice Bergeron (BOS)                                                      | spowodowanie upadku przeciwnika                       |
| Statystyki bramkarzy | Statystyki bramkarzy                    | Petr Mrázek (CAR) Tuukka Rask (BOS)                                                                 | Czas gry – 60:00 Czas gry – 60:00                                                       | 19 obron / 25 strzałów 21 obron / 23 strzały                                      | SV% – .760 SV% – .913                                 |
| Objaśnienia: PPG – gol w przewadze, SHG – gol w osłabieniu, EN – gol do pustej bramki, OT – dogrywka, SV% – procent obronionych strzałów |                                         | |                                                                                         |                                                                                   |                                                       |
| \| Trzy gwiazdy meczu \| Trzy gwiazdy meczu \| Trzy gwiazdy meczu \| Trzy gwiazdy meczu \| Trzy gwiazdy meczu \| Trzy gwiazdy meczu \| \| 1 \| 1 \| 2 \| 2 \| 3 \| 3 \| \| ------------------ \| --------------------------- \| ------------------ \| ------------------------------ \| ------------------ \| ------------------------ \| \| \| Matt Grzelcyk Boston Bruins \| \| Marcus Johansson Boston Bruins \| \| Torey Krug Boston Bruins \| |                                         | |                                                                                         |                                                                                   |                                                       |
| Trzy gwiazdy meczu |                                         | |                                                                                         |                                                                                   |                                                       |
| 1 | 1                                       | 2                                                                                                   | 2                                                                                       | 3                                                                                 | 3                                                     |
| | Matt Grzelcyk Boston Bruins             | | Marcus Johansson Boston Bruins                                                          |                                                                                   | Torey Krug Boston Bruins                              |

| Trzy gwiazdy meczu | Trzy gwiazdy meczu          | Trzy gwiazdy meczu | Trzy gwiazdy meczu             | Trzy gwiazdy meczu | Trzy gwiazdy meczu       |
| 1                  | 1                           | 2                  | 2                              | 3                  | 3                        |
| ------------------ | --------------------------- | ------------------ | ------------------------------ | ------------------ | ------------------------ |
|                    | Matt Grzelcyk Boston Bruins |                    | Marcus Johansson Boston Bruins |                    | Torey Krug Boston Bruins |

| Szczegóły meczu | Szczegóły meczu               | Szczegóły meczu                                                             | Szczegóły meczu                                                                 | Szczegóły meczu | Szczegóły meczu |
| Tercja | Stan meczu                    | Zdobywcy bramek                                                             | Zdobywcy bramek                                                                 | Kary | Kary |
| Tercja | Stan meczu                    | Strzelec                                                                    | Asysta                                                                          | Ukarany zawodnik | Przewinienie |
| --- | ----------------------------- | --------------------------------------------------------------------------- | ------------------------------------------------------------------------------- | --- | --- |
| 1 (0 : 0) |                               |                                                                             |                                                                                 | 00:55 Brandon Carlo (BOS) 06:23 Torey Krug (BOS) 06:23 Justin Williams (CAR) 10:41 Justin Williams (CAR) 11:26 Jake DeBrusk (BOS) 11:32 David Krejčí (BOS) 14:19 Charlie Coyle (BOS) 14:19 Torey Krug (BOS) 14:19 Saku Mäenalanen (CAR) 18:27 Justin Williams (CAR) | opóźnianie gry nadmierna ostrość w grze trzymanie kija przeciwnika uderzanie kijem niebezpieczna gra wysokim kijem nadmierna ostrość w grze uderzanie kijem atak łokciem |
| 2 (1 : 2) | 0 : 1 BOS 0 : 2 BOS 1 : 2 CAR | 21:21 Chris Wagner (2) 26:28 Brad Marchand (6) PPG 33:48 Calvin de Haan (1) | J.Nordström (2), S.Kuraly (3) D.Krejčí (9), C.McAvoy (6) J.Faulk (7), S.Aho (7) | 24:47 Nino Niederreiter (CAR) 29:53 Michael Ferland (CAR) | niebezpieczna gra wysokim kijem |
| 3 (0 : 0) |                               |                                                                             |                                                                                 | 43:43 Calvin de Haan (CAR) 45:38 Matt Grzelcyk (BOS) | spowodowanie upadku przeciwnika przeszkadzanie w grze |
| Statystyki bramkarzy | Statystyki bramkarzy          | Curtis McElhinney (CAR) Tuukka Rask (BOS)                                   | Czas gry – 57:58 Czas gry – 60:00                                               | 29 obron / 31 strzałów 35 obron / 36 strzałów | SV% – .935 SV% – .972 |
| Objaśnienia: PPG – gol w przewadze, SHG – gol w osłabieniu, EN – gol do pustej bramki, OT – dogrywka, SV% – procent obronionych strzałów |                               |                                                                             |                                                                                 | | |
| \| Trzy gwiazdy meczu \| Trzy gwiazdy meczu \| Trzy gwiazdy meczu \| Trzy gwiazdy meczu \| Trzy gwiazdy meczu \| Trzy gwiazdy meczu \| \| 1 \| 1 \| 2 \| 2 \| 3 \| 3 \| \| ------------------ \| ------------------------- \| ------------------ \| -------------------------- \| ------------------ \| ---------------------------------- \| \| \| Tuukka Rask Boston Bruins \| \| Chris Wagner Boston Bruins \| \| Calvin de Haan Carolina Hurricanes \| |                               |                                                                             |                                                                                 | | |
| Trzy gwiazdy meczu |                               |                                                                             |                                                                                 | | |
| 1 | 1                             | 2                                                                           | 2                                                                               | 3 | 3 |
| | Tuukka Rask Boston Bruins     |                                                                             | Chris Wagner Boston Bruins                                                      | | Calvin de Haan Carolina Hurricanes |

| Trzy gwiazdy meczu | Trzy gwiazdy meczu        | Trzy gwiazdy meczu | Trzy gwiazdy meczu         | Trzy gwiazdy meczu | Trzy gwiazdy meczu                 |
| 1                  | 1                         | 2                  | 2                          | 3                  | 3                                  |
| ------------------ | ------------------------- | ------------------ | -------------------------- | ------------------ | ---------------------------------- |
|                    | Tuukka Rask Boston Bruins |                    | Chris Wagner Boston Bruins |                    | Calvin de Haan Carolina Hurricanes |

| Szczegóły meczu | Szczegóły meczu                | Szczegóły meczu                                             | Szczegóły meczu                              | Szczegóły meczu                                                                   | Szczegóły meczu                                                       |
| Tercja | Stan meczu                     | Zdobywcy bramek                                             | Zdobywcy bramek                              | Kary                                                                              | Kary                                                                  |
| Tercja | Stan meczu                     | Strzelec                                                    | Asysta                                       | Ukarany zawodnik                                                                  | Przewinienie                                                          |
| --- | ------------------------------ | ----------------------------------------------------------- | -------------------------------------------- | --------------------------------------------------------------------------------- | --------------------------------------------------------------------- |
| 1 (0 : 0) |                                |                                                             |                                              | 01:18 Matt Grzelcyk (BOS) 10:35 Nino Niederreiter (CAR) 12:19 Charlie Coyle (BOS) | spowodowanie upadku przeciwnika uderzanie kijem przeszkadzanie w grze |
| 2 (0 : 2) | 0 : 1 BOS 0 : 2 BOS            | 24:46 David Pastrňák (7) PPG 38:34 Patrice Bergeron (7) PPG | B.Marchand (11), T.Krug (11) D.Pastrňák (7)  | 24:28 Justin Williams (CAR) 38:10 Greg McKegg (CAR)                               | nadmiar zawodników na lodzie przeszkadzanie w grze bramkarzowi        |
| 3 (0 : 2) | 0 : 3 BOS 0 : 4 BOS            | 50:32 Patrice Bergeron (8) 57:43 Brad Marchand (7) EN       | D.Pastrňák (8) P.Bergeron (5), D.Krejčí (10) |                                                                                   |                                                                       |
| Statystyki bramkarzy | Statystyki bramkarzy           | Curtis McElhinney (CAR) Tuukka Rask (BOS)                   | Czas gry – 56:54 Czas gry – 60:00            | 19 obron / 22 strzały 24 obrony / 24 strzały                                      | SV% – .864 SV% – 1.000                                                |
| Objaśnienia: PPG – gol w przewadze, SHG – gol w osłabieniu, EN – gol do pustej bramki, OT – dogrywka, SV% – procent obronionych strzałów |                                |                                                             |                                              |                                                                                   |                                                                       |
| \| Trzy gwiazdy meczu \| Trzy gwiazdy meczu \| Trzy gwiazdy meczu \| Trzy gwiazdy meczu \| Trzy gwiazdy meczu \| Trzy gwiazdy meczu \| \| 1 \| 1 \| 2 \| 2 \| 3 \| 3 \| \| ------------------ \| ------------------------------ \| ------------------ \| ---------------------------- \| ------------------ \| ------------------------- \| \| \| Patrice Bergeron Boston Bruins \| \| David Pastrňák Boston Bruins \| \| Tuukka Rask Boston Bruins \| |                                |                                                             |                                              |                                                                                   |                                                                       |
| Trzy gwiazdy meczu |                                |                                                             |                                              |                                                                                   |                                                                       |
| 1 | 1                              | 2                                                           | 2                                            | 3                                                                                 | 3                                                                     |
| | Patrice Bergeron Boston Bruins |                                                             | David Pastrňák Boston Bruins                 |                                                                                   | Tuukka Rask Boston Bruins                                             |

| Trzy gwiazdy meczu | Trzy gwiazdy meczu             | Trzy gwiazdy meczu | Trzy gwiazdy meczu           | Trzy gwiazdy meczu | Trzy gwiazdy meczu        |
| 1                  | 1                              | 2                  | 2                            | 3                  | 3                         |
| ------------------ | ------------------------------ | ------------------ | ---------------------------- | ------------------ | ------------------------- |
|                    | Patrice Bergeron Boston Bruins |                    | David Pastrňák Boston Bruins |                    | Tuukka Rask Boston Bruins |

#### San Jose Sharks (P2) – St. Louis Blues (C3)
| San Jose          | St. LouisSan Jose | St. Louis         |
| SAP Center        | St. LouisSan Jose | Scottrade Center  |
| Pojemność: 17 562 | St. LouisSan Jose | Pojemność: 18 724 |
|                   | St. LouisSan Jose |                   |

| Szczegóły meczu | Szczegóły meczu                         | Szczegóły meczu                                                                          | Szczegóły meczu                                                                           | Szczegóły meczu | Szczegóły meczu                                 |
| Tercja | Stan meczu                              | Zdobywcy bramek                                                                          | Zdobywcy bramek                                                                           | Kary | Kary                                            |
| Tercja | Stan meczu                              | Strzelec                                                                                 | Asysta                                                                                    | Ukarany zawodnik | Przewinienie                                    |
| --- | --------------------------------------- | ---------------------------------------------------------------------------------------- | ----------------------------------------------------------------------------------------- | --- | ----------------------------------------------- |
| 1 (2 : 1) | 1 : 0 SJS 1 : 1 STL 2 : 1 SJS           | 03:31 Logan Couture (10) 09:13 Joel Edmundson (1) 11:24 Joe Pavelski (4) PPG             | G.Nyquist (8), T.Meier (8) J.Schwartz (4), W.Tarasienko (1) B.Burns (10), E.Karlsson (13) | 09:36 Jay Bouwmeester (STL) 10:33 Colton Parayko (STL) | przeszkadzanie w grze uderzanie kijem           |
| 2 (3 : 1) | 3 : 1 SJS 3 : 2 STL 4 : 2 SJS 5 : 2 SJS | 27:41 Kevin Labanc (4) 28:58 Ryan O’Reilly (3) 30:24 Timo Meier (4) 37:34 Timo Meier (5) | J.Thornton (5) D.Perron (4), S.Blais (1) L.Couture (6) M-E.Vlasic (4), G.Nyquist (9)      | 22:57 Tyler Bozak (STL) 33:23 Melker Karlsson (SJS) | zahaczanie opóźnianie gry                       |
| 3 (1 : 1) | 5 : 3 STL 6 : 3 SJS                     | 53:01 Tyler Bozak (3) 57:39 Logan Couture (11) EN                                        | P.Maroon (2), V.Dunn (1) J.Pavelski (4), E.Kane (6)                                       | 57:55 Robert Bortuzzo (STL) 57:55 Barclay Goodrow (SJS) 57:55 Oskar Sundqvist (STL) 57:55 Brendan Dillon (SJS) 57:55 Robert Bortuzzo (STL) 57:55 Robert Bortuzzo (STL) 57:55 Barclay Goodrow (SJS) | nadmierna ostrość w grze niesportowe zachowanie |
| Statystyki bramkarzy | Statystyki bramkarzy                    | Jordan Binnington (STL) Martin Jones (SJS)                                               | Czas gry – 57:42 Czas gry – 60:00                                                         | 19 obron / 24 strzały 28 obron / 31 strzałów | SV% – .792 SV% – .903                           |
| Objaśnienia: PPG – gol w przewadze, SHG – gol w osłabieniu, EN – gol do pustej bramki, OT – dogrywka, SV% – procent obronionych strzałów |                                         |                                                                                          |                                                                                           | |                                                 |
| \| Trzy gwiazdy meczu \| Trzy gwiazdy meczu \| Trzy gwiazdy meczu \| Trzy gwiazdy meczu \| Trzy gwiazdy meczu \| Trzy gwiazdy meczu \| \| 1 \| 1 \| 2 \| 2 \| 3 \| 3 \| \| ------------------ \| -------------------------- \| ------------------ \| ----------------------------- \| ------------------ \| ------------------------------ \| \| \| Timo Meier San Jose Sharks \| \| Erik Karlsson San Jose Sharks \| \| Gustav Nyquist San Jose Sharks \| |                                         |                                                                                          |                                                                                           | |                                                 |
| Trzy gwiazdy meczu |                                         |                                                                                          |                                                                                           | |                                                 |
| 1 | 1                                       | 2                                                                                        | 2                                                                                         | 3 | 3                                               |
| | Timo Meier San Jose Sharks              |                                                                                          | Erik Karlsson San Jose Sharks                                                             | | Gustav Nyquist San Jose Sharks                  |

| Trzy gwiazdy meczu | Trzy gwiazdy meczu         | Trzy gwiazdy meczu | Trzy gwiazdy meczu            | Trzy gwiazdy meczu | Trzy gwiazdy meczu             |
| 1                  | 1                          | 2                  | 2                             | 3                  | 3                              |
| ------------------ | -------------------------- | ------------------ | ----------------------------- | ------------------ | ------------------------------ |
|                    | Timo Meier San Jose Sharks |                    | Erik Karlsson San Jose Sharks |                    | Gustav Nyquist San Jose Sharks |

| Szczegóły meczu | Szczegóły meczu                         | Szczegóły meczu                                                                                  | Szczegóły meczu                                                                  | Szczegóły meczu                                                              | Szczegóły meczu                            |
| Tercja | Stan meczu                              | Zdobywcy bramek                                                                                  | Zdobywcy bramek                                                                  | Kary                                                                         | Kary                                       |
| Tercja | Stan meczu                              | Strzelec                                                                                         | Asysta                                                                           | Ukarany zawodnik                                                             | Przewinienie                               |
| --- | --------------------------------------- | ------------------------------------------------------------------------------------------------ | -------------------------------------------------------------------------------- | ---------------------------------------------------------------------------- | ------------------------------------------ |
| 1 (0 : 1) | 0 : 1 STL                               | 02:34 Jaden Schwartz (9)                                                                         | W.Tarasienko (2), J.Edmundson (4)                                                | 04:04 Tomáš Hertl (SJS) 06:34 Jay Bouwmeester (STL) 15:46 Evander Kane (SJS) | spowodowanie upadku przeciwnika            |
| 2 (2 : 2) | 0 : 2 STL 1 : 2 SJS 2 : 2 SJS 2 : 3 STL | 24:16 Vince Dunn (2) 24:55 Logan Couture (12) 26:54 Logan Couture (13) 36:34 Robert Bortuzzo (1) | R.O’Reilly (8), D.Perron (5) bez asysty T.Meier (9) J.Edmundson (5), T.Bozak (5) | 24:42 Marcus Sörensen (SJS) 39:31 Brendan Dillon (SJS)                       | przeszkadzanie w grze opóźnianie gry       |
| 3 (0 : 1) | 2 : 4 STL                               | 56:52 Oskar Sundqvist (3)                                                                        | A.Steen (2), A.Pietrangelo (10)                                                  | 50:37 Robert Thomas (STL) 52:42 Joe Thornton (SJS)                           | zahaczanie spowodowanie upadku przeciwnika |
| Statystyki bramkarzy | Statystyki bramkarzy                    | Jordan Binnington (STL) Martin Jones (SJS)                                                       | Czas gry – 60:00 Czas gry – 57:32                                                | 24 obrony / 26 strzałów 21 obron / 25 strzałów                               | SV% – .923 SV% – .840                      |
| Objaśnienia: PPG – gol w przewadze, SHG – gol w osłabieniu, EN – gol do pustej bramki, OT – dogrywka, SV% – procent obronionych strzałów |                                         |                                                                                                  |                                                                                  |                                                                              |                                            |
| \| Trzy gwiazdy meczu \| Trzy gwiazdy meczu \| Trzy gwiazdy meczu \| Trzy gwiazdy meczu \| Trzy gwiazdy meczu \| Trzy gwiazdy meczu \| \| 1 \| 1 \| 2 \| 2 \| 3 \| 3 \| \| ------------------ \| ------------------------------- \| ------------------ \| ----------------------------- \| ------------------ \| ------------------------------ \| \| \| Robert Bortuzzo St. Louis Blues \| \| Logan Couture San Jose Sharks \| \| Joel Edmundson St. Louis Blues \| |                                         |                                                                                                  |                                                                                  |                                                                              |                                            |
| Trzy gwiazdy meczu |                                         |                                                                                                  |                                                                                  |                                                                              |                                            |
| 1 | 1                                       | 2                                                                                                | 2                                                                                | 3                                                                            | 3                                          |
| | Robert Bortuzzo St. Louis Blues         |                                                                                                  | Logan Couture San Jose Sharks                                                    |                                                                              | Joel Edmundson St. Louis Blues             |

| Trzy gwiazdy meczu | Trzy gwiazdy meczu              | Trzy gwiazdy meczu | Trzy gwiazdy meczu            | Trzy gwiazdy meczu | Trzy gwiazdy meczu             |
| 1                  | 1                               | 2                  | 2                             | 3                  | 3                              |
| ------------------ | ------------------------------- | ------------------ | ----------------------------- | ------------------ | ------------------------------ |
|                    | Robert Bortuzzo St. Louis Blues |                    | Logan Couture San Jose Sharks |                    | Joel Edmundson St. Louis Blues |

| Szczegóły meczu | Szczegóły meczu                                   | Szczegóły meczu | Szczegóły meczu | Szczegóły meczu                             | Szczegóły meczu                 |
| Tercja | Stan meczu                                        | Zdobywcy bramek | Zdobywcy bramek | Kary                                        | Kary                            |
| Tercja | Stan meczu                                        | Strzelec | Asysta | Ukarany zawodnik                            | Przewinienie                    |
| --- | ------------------------------------------------- | --- | --- | ------------------------------------------- | ------------------------------- |
| 1 (0 : 1) | 0 : 1 SJS 0 : 2 SJS                               | 13:37 Erik Karlsson (1) 16:58 Joe Thornton (3)                                                                                   | bez asysty M-E.Vlasic (5), K.Labanc (4)                                                                                           | 06:58 David Perron (STL)                    | spowodowanie upadku przeciwnika |
| 2 (4 : 1) | 1 : 2 STL 1 : 3 SJS 2 : 3 STL 3 : 3 STL 4 : 3 STL | 21:18 Alexander Steen (2) 21:36 Joe Thornton (4) 24:05 Władimir Tarasienko (6) 36:03 David Perron (4) 38:42 David Perron (5) PPG | I.Barbaszow (3) K.Labanc (5), B.Dillon (2) B.Schenn (4), C.Parayko (7) C.Parayko (8), J.Edmundson (6) P.Maroon (3), C.Parayko (9) | 37:42 Brent Burns (SJS)                     | zahaczanie                      |
| 3 (0 : 1) | 4 : 4 SJS                                         | 58:59 Logan Couture (14) | J.Pavelski (5), J.Thornton (6) |                                             |                                 |
| OT (0 : 1) | 4 : 5 SJS                                         | 65:23 Erik Karlsson (2) | G.Nyquist (10), T.Meier (10) |                                             |                                 |
| Statystyki bramkarzy | Statystyki bramkarzy                              | Jordan Binnington (STL) Martin Jones (SJS)                                                                                       | Czas gry – 65:23 Czas gry – 64:18                                                                                                 | 27 obron / 32 strzały 28 obron / 32 strzały | SV% – .844 SV% – .875           |
| Objaśnienia: PPG – gol w przewadze, SHG – gol w osłabieniu, EN – gol do pustej bramki, OT – dogrywka, SV% – procent obronionych strzałów |                                                   | | |                                             |                                 |
| \| Trzy gwiazdy meczu \| Trzy gwiazdy meczu \| Trzy gwiazdy meczu \| Trzy gwiazdy meczu \| Trzy gwiazdy meczu \| Trzy gwiazdy meczu \| \| 1 \| 1 \| 2 \| 2 \| 3 \| 3 \| \| ------------------ \| ----------------------------- \| ------------------ \| ---------------------------- \| ------------------ \| ---------------------------- \| \| \| Erik Karlsson San Jose Sharks \| \| David Perron St. Louis Blues \| \| Joe Thornton San Jose Sharks \| |                                                   | | |                                             |                                 |
| Trzy gwiazdy meczu |                                                   | | |                                             |                                 |
| 1 | 1                                                 | 2 | 2 | 3                                           | 3                               |
| | Erik Karlsson San Jose Sharks                     | | David Perron St. Louis Blues |                                             | Joe Thornton San Jose Sharks    |

| Trzy gwiazdy meczu | Trzy gwiazdy meczu            | Trzy gwiazdy meczu | Trzy gwiazdy meczu           | Trzy gwiazdy meczu | Trzy gwiazdy meczu           |
| 1                  | 1                             | 2                  | 2                            | 3                  | 3                            |
| ------------------ | ----------------------------- | ------------------ | ---------------------------- | ------------------ | ---------------------------- |
|                    | Erik Karlsson San Jose Sharks |                    | David Perron St. Louis Blues |                    | Joe Thornton San Jose Sharks |

| Szczegóły meczu | Szczegóły meczu                   | Szczegóły meczu                                    | Szczegóły meczu                           | Szczegóły meczu                                                                                             | Szczegóły meczu |
| Tercja | Stan meczu                        | Zdobywcy bramek                                    | Zdobywcy bramek                           | Kary | Kary |
| Tercja | Stan meczu                        | Strzelec                                           | Asysta                                    | Ukarany zawodnik                                                                                            | Przewinienie |
| --- | --------------------------------- | -------------------------------------------------- | ----------------------------------------- | --- | --- |
| 1 (2 : 0) | 1 : 0 STL 2 : 0 STL               | 00:35 Iwan Barbaszow (1) 17:53 Tyler Bozak (4) PPG | bez asysty P.Maroon (4), W.Tarasienko (3) | 05:09 Brendan Dillon (SJS) 17:44 Timo Meier (SJS)                                                           | trzymanie przeciwnika zahaczanie                                                                                   |
| 2 (0 : 0) |                                   |                                                    |                                           | 25:41 Sammy Blais (STL) 28:24 Brayden Schenn (STL) 28:24 Marc-Edouard Vlasic (SJS)                          | zahaczanie nadmierna ostrość w grze uderzanie kijem                                                                |
| 3 (0 : 1) | 2 : 1 SJS                         | 46:48 Tomáš Hertl (10) PPG                         | B.Burns (11), E.Karlsson (14)             | 44:35 Brendan Dillon (SJS) 46:01 Alex Pietrangelo (STL) 49:52 Iwan Barbaszow (STL) 52:33 Kevin Labanc (SJS) | niebezpieczna gra wysokim kijem przeszkadzanie w grze spowodowanie upadku przeciwnika nadmiar zawodników na lodzie |
| Statystyki bramkarzy | Statystyki bramkarzy              | Jordan Binnington (STL) Martin Jones (SJS)         | Czas gry – 60:00 Czas gry – 57:31         | 29 obron / 30 strzałów 20 obron / 22 strzały                                                                | SV% – .967 SV% – .909                                                                                              |
| Objaśnienia: PPG – gol w przewadze, SHG – gol w osłabieniu, EN – gol do pustej bramki, OT – dogrywka, SV% – procent obronionych strzałów |                                   |                                                    |                                           | | |
| \| Trzy gwiazdy meczu \| Trzy gwiazdy meczu \| Trzy gwiazdy meczu \| Trzy gwiazdy meczu \| Trzy gwiazdy meczu \| Trzy gwiazdy meczu \| \| 1 \| 1 \| 2 \| 2 \| 3 \| 3 \| \| ------------------ \| --------------------------------- \| ------------------ \| --------------------------- \| ------------------ \| ------------------------------ \| \| \| Jordan Binnington St. Louis Blues \| \| Tyler Bozak St. Louis Blues \| \| Colton Parayko St. Louis Blues \| |                                   |                                                    |                                           | | |
| Trzy gwiazdy meczu |                                   |                                                    |                                           | | |
| 1 | 1                                 | 2                                                  | 2                                         | 3 | 3 |
| | Jordan Binnington St. Louis Blues |                                                    | Tyler Bozak St. Louis Blues               | | Colton Parayko St. Louis Blues                                                                                     |

| Trzy gwiazdy meczu | Trzy gwiazdy meczu                | Trzy gwiazdy meczu | Trzy gwiazdy meczu          | Trzy gwiazdy meczu | Trzy gwiazdy meczu             |
| 1                  | 1                                 | 2                  | 2                           | 3                  | 3                              |
| ------------------ | --------------------------------- | ------------------ | --------------------------- | ------------------ | ------------------------------ |
|                    | Jordan Binnington St. Louis Blues |                    | Tyler Bozak St. Louis Blues |                    | Colton Parayko St. Louis Blues |

| Szczegóły meczu | Szczegóły meczu                | Szczegóły meczu                                         | Szczegóły meczu                                               | Szczegóły meczu | Szczegóły meczu |
| Tercja | Stan meczu                     | Zdobywcy bramek                                         | Zdobywcy bramek                                               | Kary | Kary |
| Tercja | Stan meczu                     | Strzelec                                                | Asysta                                                        | Ukarany zawodnik | Przewinienie |
| --- | ------------------------------ | ------------------------------------------------------- | ------------------------------------------------------------- | --- | --- |
| 1 (0 : 1) | 0 : 1 STL                      | 05:50 Oskar Sundqvist (4)                               | bez asysty                                                    | 15:18 Jay Bouwmeester (STL) | opóźnianie gry |
| 2 (0 : 2) | 0 : 2 STL 0 : 3 STL            | 23:05 Jaden Schwartz (10) 26:53 Władimir Tarasienko (7) | bez asysty                                                    | 26:53 Brent Burns (SJS) 30:43 Joonas Donskoi (SJS) 31:23 Tyler Bozak (STL) | spowodowanie upadku przeciwnika niebezpieczna gra wysokim kijem zahaczanie |
| 3 (0 : 2) | 0 : 4 STL 0 : 5 STL            | 42:19 Jaden Schwartz (11) PPG 56:02 Jaden Schwartz (12) | D.Perron (6), W.Tarasienko (4) W.Tarasienko (5), B.Schenn (5) | 41:55 Barclay Goodrow (SJS) 41:55 Michael Haley (SJS) 47:13 Michael Haley (SJS) 47:13 Michael Haley (SJS) 48:35 Timo Meier (SJS) 53:12 Joel Edmundson (STL) 57:13 Evander Kane (SJS) 57:13 Evander Kane (SJS) 57:13 Evander Kane (SJS) | nadmierna ostrość w grze przeszkadzanie w grze niesportowe zachowanie spowodowanie upadku przeciwnika uderzanie kijem przeszkadzanie w grze bramkarzowi uderzanie kijem niesportowe zachowanie |
| Statystyki bramkarzy | Statystyki bramkarzy           | Jordan Binnington (STL) Martin Jones (SJS)              | Czas gry – 59:37 Czas gry – 60:00                             | 21 obron / 21 strzałów 35 obron / 40 strzałów | SV% – 1.000 SV% – .875 |
| Objaśnienia: PPG – gol w przewadze, SHG – gol w osłabieniu, EN – gol do pustej bramki, OT – dogrywka, SV% – procent obronionych strzałów |                                |                                                         |                                                               | | |
| \| Trzy gwiazdy meczu \| Trzy gwiazdy meczu \| Trzy gwiazdy meczu \| Trzy gwiazdy meczu \| Trzy gwiazdy meczu \| Trzy gwiazdy meczu \| \| 1 \| 1 \| 2 \| 2 \| 3 \| 3 \| \| ------------------ \| ------------------------------ \| ------------------ \| ----------------------------------- \| ------------------ \| --------------------------------- \| \| \| Jaden Schwartz St. Louis Blues \| \| Władimir Tarasienko St. Louis Blues \| \| Jordan Binnington St. Louis Blues \| |                                |                                                         |                                                               | | |
| Trzy gwiazdy meczu |                                |                                                         |                                                               | | |
| 1 | 1                              | 2                                                       | 2                                                             | 3 | 3 |
| | Jaden Schwartz St. Louis Blues |                                                         | Władimir Tarasienko St. Louis Blues                           | | Jordan Binnington St. Louis Blues |

| Trzy gwiazdy meczu | Trzy gwiazdy meczu             | Trzy gwiazdy meczu | Trzy gwiazdy meczu                  | Trzy gwiazdy meczu | Trzy gwiazdy meczu                |
| 1                  | 1                              | 2                  | 2                                   | 3                  | 3                                 |
| ------------------ | ------------------------------ | ------------------ | ----------------------------------- | ------------------ | --------------------------------- |
|                    | Jaden Schwartz St. Louis Blues |                    | Władimir Tarasienko St. Louis Blues |                    | Jordan Binnington St. Louis Blues |

| Szczegóły meczu | Szczegóły meczu                   | Szczegóły meczu                                          | Szczegóły meczu                                             | Szczegóły meczu                               | Szczegóły meczu                 |
| Tercja | Stan meczu                        | Zdobywcy bramek                                          | Zdobywcy bramek                                             | Kary                                          | Kary                            |
| Tercja | Stan meczu                        | Strzelec                                                 | Asysta                                                      | Ukarany zawodnik                              | Przewinienie                    |
| --- | --------------------------------- | -------------------------------------------------------- | ----------------------------------------------------------- | --------------------------------------------- | ------------------------------- |
| 1 (2 : 0) | 1 : 0 STL 2 : 0 STL               | 01:32 David Perron (6) 16:16 Władimir Tarasienko (8) PPG | S.Blais (2), R.O’Reilly (9) C.Parayko (10), R.O’Reilly (10) | 16:09 Barclay Goodrow (SJS)                   | spowodowanie upadku przeciwnika |
| 2 (1 : 1) | 2 : 1 SJS 3 : 1 STL               | 26:40 Dylan Gambrell (1) 32:47 Brayden Schenn (2) PPG    | J.Donskoi (2), M.Jones (2) A.Pietrangelo (11), R.Thomas (5) | 30:57 Justin Braun (SJS)                      | zahaczanie                      |
| 3 (2 : 0) | 4 : 1 STL 5 : 1 STL               | 53:05 Tyler Bozak (5) 57:45 Iwan Barbaszow (2) EN        | D.Perron (6), R.O’Reilly (11) O.Sundqvist (4)               | 41:36 Patrick Maroon (STL)                    | spowodowanie upadku przeciwnika |
| Statystyki bramkarzy | Statystyki bramkarzy              | Jordan Binnington (STL) Martin Jones (SJS)               | Czas gry – 60:00 Czas gry – 59:42                           | 25 obron / 26 strzałów 14 obron / 18 strzałów | SV% – .962 SV% – .778           |
| Objaśnienia: PPG – gol w przewadze, SHG – gol w osłabieniu, EN – gol do pustej bramki, OT – dogrywka, SV% – procent obronionych strzałów |                                   |                                                          |                                                             |                                               |                                 |
| \| Trzy gwiazdy meczu \| Trzy gwiazdy meczu \| Trzy gwiazdy meczu \| Trzy gwiazdy meczu \| Trzy gwiazdy meczu \| Trzy gwiazdy meczu \| \| 1 \| 1 \| 2 \| 2 \| 3 \| 3 \| \| ------------------ \| --------------------------------- \| ------------------ \| ---------------------------- \| ------------------ \| ------------------------------ \| \| \| Jordan Binnington St. Louis Blues \| \| David Perron St. Louis Blues \| \| Colton Parayko St. Louis Blues \| |                                   |                                                          |                                                             |                                               |                                 |
| Trzy gwiazdy meczu |                                   |                                                          |                                                             |                                               |                                 |
| 1 | 1                                 | 2                                                        | 2                                                           | 3                                             | 3                               |
| | Jordan Binnington St. Louis Blues |                                                          | David Perron St. Louis Blues                                |                                               | Colton Parayko St. Louis Blues  |

| Trzy gwiazdy meczu | Trzy gwiazdy meczu                | Trzy gwiazdy meczu | Trzy gwiazdy meczu           | Trzy gwiazdy meczu | Trzy gwiazdy meczu             |
| 1                  | 1                                 | 2                  | 2                            | 3                  | 3                              |
| ------------------ | --------------------------------- | ------------------ | ---------------------------- | ------------------ | ------------------------------ |
|                    | Jordan Binnington St. Louis Blues |                    | David Perron St. Louis Blues |                    | Colton Parayko St. Louis Blues |

### Finał Pucharu Stanleya

#### Boston Bruins (A2) – St. Louis Blues (C3)
| Boston            | St. LouisBoston | St. Louis         |
| TD Garden         | St. LouisBoston | Scottrade Center  |
| Pojemność: 17 565 | St. LouisBoston | Pojemność: 18 724 |
|                   | St. LouisBoston |                   |

| Szczegóły meczu | Szczegóły meczu               | Szczegóły meczu                                                                     | Szczegóły meczu                                       | Szczegóły meczu                                                            | Szczegóły meczu                                              |
| Tercja | Stan meczu                    | Zdobywcy bramek                                                                     | Zdobywcy bramek                                       | Kary                                                                       | Kary                                                         |
| Tercja | Stan meczu                    | Strzelec                                                                            | Asysta                                                | Ukarany zawodnik                                                           | Przewinienie                                                 |
| --- | ----------------------------- | ----------------------------------------------------------------------------------- | ----------------------------------------------------- | -------------------------------------------------------------------------- | ------------------------------------------------------------ |
| 1 (0 : 1) | 0 : 1 STL                     | 07:23 Brayden Schenn (3)                                                            | J.Schwartz (5), J.Bouwmeester (6)                     | 03:37 Sean Kuraly (BOS) 13:15 David Perron (STL) 16:45 Robert Thomas (STL) | spowodowanie upadku przeciwnika zahaczanie                   |
| 2 (2 : 1) | 0 : 2 STL 1 : 2 BOS 2 : 2 BOS | 21:00 Władimir Tarasienko (9) 22:16 Connor Clifton (2) 32:41 Charlie McAvoy (2) PPG | B.Schenn (6) S.Kuraly (4), J.Nordström (3) bez asysty | 25:25 Joel Edmundson (STL) 31:04 Oskar Sundqvist (STL)                     | niebezpieczna gra wysokim kijem atak kijem trzymanym oburącz |
| 3 (2 : 0) | 3 : 2 BOS 4 : 2 BOS           | 45:21 Sean Kuraly (3) 58:11 Brad Marchand (8)                                       | N.Acciari (2), Z.Chara (3) bez asysty                 | 46:55 David Krejčí (BOS) 53:28 Sammy Blais (STL)                           | niedozwolone uderzenie w głowę przeszkadzanie w grze         |
| Statystyki bramkarzy | Statystyki bramkarzy          | Jordan Binnington (STL) Tuukka Rask (BOS)                                           | Czas gry – 58:06 Czas gry – 59:40                     | 34 obrony / 37 strzałów 18 obron / 20 strzałów                             | SV% – .919 SV% – .900                                        |
| Objaśnienia: PPG – gol w przewadze, SHG – gol w osłabieniu, EN – gol do pustej bramki, OT – dogrywka, SV% – procent obronionych strzałów |                               |                                                                                     |                                                       |                                                                            |                                                              |
| \| Trzy gwiazdy meczu \| Trzy gwiazdy meczu \| Trzy gwiazdy meczu \| Trzy gwiazdy meczu \| Trzy gwiazdy meczu \| Trzy gwiazdy meczu \| \| 1 \| 1 \| 2 \| 2 \| 3 \| 3 \| \| ------------------ \| ------------------------- \| ------------------ \| ------------------------------ \| ------------------ \| ---------------------------- \| \| \| Sean Kuraly Boston Bruins \| \| Marcus Johansson Boston Bruins \| \| Connor Clifton Boston Bruins \| |                               |                                                                                     |                                                       |                                                                            |                                                              |
| Trzy gwiazdy meczu |                               |                                                                                     |                                                       |                                                                            |                                                              |
| 1 | 1                             | 2                                                                                   | 2                                                     | 3                                                                          | 3                                                            |
| | Sean Kuraly Boston Bruins     |                                                                                     | Marcus Johansson Boston Bruins                        |                                                                            | Connor Clifton Boston Bruins                                 |

| Trzy gwiazdy meczu | Trzy gwiazdy meczu        | Trzy gwiazdy meczu | Trzy gwiazdy meczu             | Trzy gwiazdy meczu | Trzy gwiazdy meczu           |
| 1                  | 1                         | 2                  | 2                              | 3                  | 3                            |
| ------------------ | ------------------------- | ------------------ | ------------------------------ | ------------------ | ---------------------------- |
|                    | Sean Kuraly Boston Bruins |                    | Marcus Johansson Boston Bruins |                    | Connor Clifton Boston Bruins |

| Szczegóły meczu | Szczegóły meczu                         | Szczegóły meczu                                                                                                 | Szczegóły meczu                                                                         | Szczegóły meczu                                                                                             | Szczegóły meczu |
| Tercja | Stan meczu                              | Zdobywcy bramek                                                                                                 | Zdobywcy bramek                                                                         | Kary | Kary |
| Tercja | Stan meczu                              | Strzelec | Asysta                                                                                  | Ukarany zawodnik                                                                                            | Przewinienie |
| --- | --------------------------------------- | --- | --------------------------------------------------------------------------------------- | --- | --- |
| 1 (2 : 2) | 1 : 0 BOS 1 : 1 STL 2 : 1 BOS 2 : 2 STL | 04:44 Charlie Coyle (7) PPG 09:37 Robert Bortuzzo (2) 10:17 Joakim Nordström (3) 14:55 Władimir Tarasienko (10) | J.DeBrusk (5), D.Pastrňák (9) T.Bozak (6), C.Gunnarsson (1) S.Kuraly (5) J.Schwartz (6) | 03:55 Sammy Blais (STL) 17:57 Oskar Sundqvist (STL)                                                         | przeszkadzanie w grze bramkarzowi wrzucenie na bandę                                                                    |
| 2 (0 : 0) |                                         | |                                                                                         | 23:34 Connor Clifton (BOS) 32:19 Joel Edmundson (STL) 35:39 Connor Clifton (BOS) 37:56 Jaden Schwartz (STL) | przeszkadzanie w grze spowodowanie upadku przeciwnika niebezpieczna gra wysokim kijem przeszkadzanie w grze bramkarzowi |
| 3 (0 : 0) |                                         | |                                                                                         | 53:22 Brayden Schenn (STL)                                                                                  | uderzanie kijem |
| OT (0 : 1) | 2 : 3 STL                               | 63:51 Carl Gunnarsson (1)                                                                                       | R.O’Reilly (12), O.Sundqvist (5)                                                        | | |
| Statystyki bramkarzy | Statystyki bramkarzy                    | Jordan Binnington (STL) Tuukka Rask (BOS)                                                                       | Czas gry – 63:43 Czas gry – 63:49                                                       | 21 obron / 23 strzały 34 obrony / 37 strzałów                                                               | SV% – .913 SV% – .919                                                                                                   |
| Objaśnienia: PPG – gol w przewadze, SHG – gol w osłabieniu, EN – gol do pustej bramki, OT – dogrywka, SV% – procent obronionych strzałów |                                         | |                                                                                         | | |
| \| Trzy gwiazdy meczu \| Trzy gwiazdy meczu \| Trzy gwiazdy meczu \| Trzy gwiazdy meczu \| Trzy gwiazdy meczu \| Trzy gwiazdy meczu \| \| 1 \| 1 \| 2 \| 2 \| 3 \| 3 \| \| ------------------ \| ------------------------------- \| ------------------ \| ----------------------------------- \| ------------------ \| ------------------------------ \| \| \| Carl Gunnarsson St. Louis Blues \| \| Władimir Tarasienko St. Louis Blues \| \| Joakim Nordström Boston Bruins \| |                                         | |                                                                                         | | |
| Trzy gwiazdy meczu |                                         | |                                                                                         | | |
| 1 | 1                                       | 2 | 2                                                                                       | 3 | 3 |
| | Carl Gunnarsson St. Louis Blues         | | Władimir Tarasienko St. Louis Blues                                                     | | Joakim Nordström Boston Bruins                                                                                          |

| Trzy gwiazdy meczu | Trzy gwiazdy meczu              | Trzy gwiazdy meczu | Trzy gwiazdy meczu                  | Trzy gwiazdy meczu | Trzy gwiazdy meczu             |
| 1                  | 1                               | 2                  | 2                                   | 3                  | 3                              |
| ------------------ | ------------------------------- | ------------------ | ----------------------------------- | ------------------ | ------------------------------ |
|                    | Carl Gunnarsson St. Louis Blues |                    | Władimir Tarasienko St. Louis Blues |                    | Joakim Nordström Boston Bruins |

| Szczegóły meczu | Szczegóły meczu                | Szczegóły meczu                                                                    | Szczegóły meczu                                                                        | Szczegóły meczu | Szczegóły meczu |
| Tercja | Stan meczu                     | Zdobywcy bramek                                                                    | Zdobywcy bramek                                                                        | Kary | Kary |
| Tercja | Stan meczu                     | Strzelec                                                                           | Asysta                                                                                 | Ukarany zawodnik | Przewinienie |
| --- | ------------------------------ | ---------------------------------------------------------------------------------- | -------------------------------------------------------------------------------------- | --- | --- |
| 1 (0 : 3) | 0 : 1 BOS 0 : 2 BOS 0 : 3 BOS  | 10:47 Patrice Bergeron (9) PPG 17:40 Charlie Coyle (8) 19:50 Sean Kuraly (4)       | T.Krug (12), J.DeBrusk (6) M.Johansson (7), D.Heinen (6) J.Nordström (4)               | 01:02 Jake DeBrusk (BOS) 10:26 David Perron (STL) 14:22 Connor Clifton (BOS) 14:22 Iwan Barbaszow (STL) 19:50 David Perron (STL)                            | atak łokciem przeszkadzanie w grze nadmierna ostrość w grze niesportowe zachowanie opóźnianie gry                                   |
| 2 (1 : 2) | 0 : 4 BOS 1 : 4 STL 1 : 5 BOS  | 20:41 David Pastrňák (8) 31:05 Iwan Barbaszow (3) 32:12 Torey Krug (2) PPG         | T.Krug (13), P.Bergeron (6) Z.Sanford (1), A.Steen (3) B.Marchand (12), P.Bergeron (7) | 27:37 Charlie McAvoy (BOS) 27:37 Patrick Maroon (STL) 27:37 Zdeno Chara (BOS) 31:41 Colton Parayko (STL)                                                    | uderzanie kijem niesportowe zachowanie niebezpieczna gra wysokim kijem                                                              |
| 3 (1 : 2) | 2 : 5 STL 2 : 6 BOS 2 : 7 BOS  | 45:24 Colton Parayko (2) PPG 58:12 Noel Acciari (2) 58:35 Marcus Johansson (4) PPG | R.O’Reilly (13), T.Bozak (7) J.Nordström (5), C.Coyle (7) T.Krug (14), C.Clifton (3)   | 40:54 David Perron (STL) 40:54 Connor Clifton (BOS) 41:31 Brandon Carlo (BOS) 45:18 Zdeno Chara (BOS) 46:04 Jake DeBrusk (BOS) 58:12 Alex Pietrangelo (STL) | nadmierna ostrość w grze atak kijem trzymanym oburącz przeszkadzanie w grze nadmierna ostrość w grze opóźnianie gry uderzanie kijem |
| Statystyki bramkarzy | Statystyki bramkarzy           | Jordan Binnington (STL) Jake Allen (STL) Tuukka Rask (BOS)                         | Czas gry – 32:12 Czas gry – 24:28 Czas gry – 60:00                                     | 14 obron / 19 strzałów 3 obrony / 4 strzały 27 obron / 29 strzałów                                                                                          | SV% – .737 SV% – .750 SV% – .931 |
| Objaśnienia: PPG – gol w przewadze, SHG – gol w osłabieniu, EN – gol do pustej bramki, OT – dogrywka, SV% – procent obronionych strzałów |                                |                                                                                    |                                                                                        | | |
| \| Trzy gwiazdy meczu \| Trzy gwiazdy meczu \| Trzy gwiazdy meczu \| Trzy gwiazdy meczu \| Trzy gwiazdy meczu \| Trzy gwiazdy meczu \| \| 1 \| 1 \| 2 \| 2 \| 3 \| 3 \| \| ------------------ \| ------------------------------ \| ------------------ \| ------------------------ \| ------------------ \| ---------------------------- \| \| \| Patrice Bergeron Boston Bruins \| \| Torey Krug Boston Bruins \| \| David Pastrňák Boston Bruins \| |                                |                                                                                    |                                                                                        | | |
| Trzy gwiazdy meczu |                                |                                                                                    |                                                                                        | | |
| 1 | 1                              | 2                                                                                  | 2                                                                                      | 3 | 3 |
| | Patrice Bergeron Boston Bruins |                                                                                    | Torey Krug Boston Bruins                                                               | | David Pastrňák Boston Bruins |

| Trzy gwiazdy meczu | Trzy gwiazdy meczu             | Trzy gwiazdy meczu | Trzy gwiazdy meczu       | Trzy gwiazdy meczu | Trzy gwiazdy meczu           |
| 1                  | 1                              | 2                  | 2                        | 3                  | 3                            |
| ------------------ | ------------------------------ | ------------------ | ------------------------ | ------------------ | ---------------------------- |
|                    | Patrice Bergeron Boston Bruins |                    | Torey Krug Boston Bruins |                    | David Pastrňák Boston Bruins |

| Szczegóły meczu | Szczegóły meczu               | Szczegóły meczu                                                                | Szczegóły meczu                                                            | Szczegóły meczu                                                                                          | Szczegóły meczu                                                                              |
| Tercja | Stan meczu                    | Zdobywcy bramek                                                                | Zdobywcy bramek                                                            | Kary | Kary                                                                                         |
| Tercja | Stan meczu                    | Strzelec                                                                       | Asysta                                                                     | Ukarany zawodnik                                                                                         | Przewinienie                                                                                 |
| --- | ----------------------------- | ------------------------------------------------------------------------------ | -------------------------------------------------------------------------- | --- | -------------------------------------------------------------------------------------------- |
| 1 (2 : 1) | 1 : 0 STL 1 : 1 BOS 2 : 1 STL | 00:43 Ryan O’Reilly (4) 13:14 Charlie Coyle (9) 15:30 Władimir Tarasienko (11) | Z.Sanford (2), V.Dunn (6) Zdeno Chara (4) A.Pietrangelo (12), B.Schenn (7) | |                                                                                              |
| 2 (0 : 1) | 2 : 2 BOS                     | 34:19 Brandon Carlo (2) SHG                                                    | P.Bergeron (8), B.Marchand (13)                                            | 25:47 Charlie Coyle (BOS) 28:31 Colton Parayko (STL) 33:53 Connor Clifton (BOS)                          | niebezpieczna gra wysokim kijem opóźnianie gry uderzenie w głowę                             |
| 3 (2 : 0) | 3 : 2 STL 4 : 2 STL           | 50:38 Ryan O’Reilly (5) 58:31 Brayden Schenn (4) EN                            | A.Pietrangelo (12), C.Gunnarsson (2) bez asysty                            | 42:08 Danton Heinen (BOS) 46:42 Jay Bouwmeester (STL) 49:34 Torey Krug (BOS) 49:34 Jay Bouwmeester (STL) | spowodowanie upadku przeciwnika niebezpieczna gra wysokim kijem uderzanie kijem atak łokciem |
| Statystyki bramkarzy | Statystyki bramkarzy          | Jordan Binnington (STL) Tuukka Rask (BOS)                                      | Czas gry – 60:00 Czas gry – 58:52                                          | 21 obron / 23 strzały 34 obrony / 37 strzałów                                                            | SV% – .913 SV% – .919                                                                        |
| Objaśnienia: PPG – gol w przewadze, SHG – gol w osłabieniu, EN – gol do pustej bramki, OT – dogrywka, SV% – procent obronionych strzałów |                               |                                                                                |                                                                            | |                                                                                              |
| \| Trzy gwiazdy meczu \| Trzy gwiazdy meczu \| Trzy gwiazdy meczu \| Trzy gwiazdy meczu \| Trzy gwiazdy meczu \| Trzy gwiazdy meczu \| \| 1 \| 1 \| 2 \| 2 \| 3 \| 3 \| \| ------------------ \| ----------------------------- \| ------------------ \| -------------------------------- \| ------------------ \| ---------------------------- \| \| \| Ryan O’Reilly St. Louis Blues \| \| Alex Pietrangelo St. Louis Blues \| \| Zach Sanford St. Louis Blues \| |                               |                                                                                |                                                                            | |                                                                                              |
| Trzy gwiazdy meczu |                               |                                                                                |                                                                            | |                                                                                              |
| 1 | 1                             | 2                                                                              | 2                                                                          | 3 | 3                                                                                            |
| | Ryan O’Reilly St. Louis Blues |                                                                                | Alex Pietrangelo St. Louis Blues                                           | | Zach Sanford St. Louis Blues                                                                 |

| Trzy gwiazdy meczu | Trzy gwiazdy meczu            | Trzy gwiazdy meczu | Trzy gwiazdy meczu               | Trzy gwiazdy meczu | Trzy gwiazdy meczu           |
| 1                  | 1                             | 2                  | 2                                | 3                  | 3                            |
| ------------------ | ----------------------------- | ------------------ | -------------------------------- | ------------------ | ---------------------------- |
|                    | Ryan O’Reilly St. Louis Blues |                    | Alex Pietrangelo St. Louis Blues |                    | Zach Sanford St. Louis Blues |

| Szczegóły meczu | Szczegóły meczu               | Szczegóły meczu                               | Szczegóły meczu                          | Szczegóły meczu                                  | Szczegóły meczu                |
| Tercja | Stan meczu                    | Zdobywcy bramek                               | Zdobywcy bramek                          | Kary                                             | Kary                           |
| Tercja | Stan meczu                    | Strzelec                                      | Asysta                                   | Ukarany zawodnik                                 | Przewinienie                   |
| --- | ----------------------------- | --------------------------------------------- | ---------------------------------------- | ------------------------------------------------ | ------------------------------ |
| 1 (0 : 0) |                               |                                               |                                          | 06:27 Vince Dunn (STL) 17:22 Brad Marchand (BOS) | opóźnianie gry uderzanie kijem |
| 2 (0 : 1) | 0 : 1 STL                     | 20:55 Ryan O’Reilly (6)                       | Z.Sanford (3), A.Pietrangelo (14)        | 29:25 David Perron (STL)                         | przeszkadzanie w grze          |
| 3 (1 : 1) | 0 : 2 STL 1 : 2 BOS           | 50:36 David Perron (7) 53:32 Jake DeBrusk (4) | R.O’Reilly (14), T.Bozak (8) T.Krug (15) | 43:09 Alexander Steen (STL)                      | przeszkadzanie w grze          |
| Statystyki bramkarzy | Statystyki bramkarzy          | Jordan Binnington (STL) Tuukka Rask (BOS)     | Czas gry – 60:00 Czas gry – 58:42        | 38 obron / 39 strzałów 19 obron / 21 strzałów    | SV% – .974 SV% – .905          |
| Objaśnienia: PPG – gol w przewadze, SHG – gol w osłabieniu, EN – gol do pustej bramki, OT – dogrywka, SV% – procent obronionych strzałów |                               |                                               |                                          |                                                  |                                |
| \| Trzy gwiazdy meczu \| Trzy gwiazdy meczu \| Trzy gwiazdy meczu \| Trzy gwiazdy meczu \| Trzy gwiazdy meczu \| Trzy gwiazdy meczu \| \| 1 \| 1 \| 2 \| 2 \| 3 \| 3 \| \| ------------------ \| ----------------------------- \| ------------------ \| --------------------------------- \| ------------------ \| ------------------------ \| \| \| Ryan O’Reilly St. Louis Blues \| \| Jordan Binnington St. Louis Blues \| \| Torey Krug Boston Bruins \| |                               |                                               |                                          |                                                  |                                |
| Trzy gwiazdy meczu |                               |                                               |                                          |                                                  |                                |
| 1 | 1                             | 2                                             | 2                                        | 3                                                | 3                              |
| | Ryan O’Reilly St. Louis Blues |                                               | Jordan Binnington St. Louis Blues        |                                                  | Torey Krug Boston Bruins       |

| Trzy gwiazdy meczu | Trzy gwiazdy meczu            | Trzy gwiazdy meczu | Trzy gwiazdy meczu                | Trzy gwiazdy meczu | Trzy gwiazdy meczu       |
| 1                  | 1                             | 2                  | 2                                 | 3                  | 3                        |
| ------------------ | ----------------------------- | ------------------ | --------------------------------- | ------------------ | ------------------------ |
|                    | Ryan O’Reilly St. Louis Blues |                    | Jordan Binnington St. Louis Blues |                    | Torey Krug Boston Bruins |

| Szczegóły meczu | Szczegóły meczu                                   | Szczegóły meczu | Szczegóły meczu                                                                                       | Szczegóły meczu | Szczegóły meczu                                                                              |
| Tercja | Stan meczu                                        | Zdobywcy bramek | Zdobywcy bramek                                                                                       | Kary | Kary                                                                                         |
| Tercja | Stan meczu                                        | Strzelec | Asysta                                                                                                | Ukarany zawodnik | Przewinienie                                                                                 |
| --- | ------------------------------------------------- | --- | --- | --- | -------------------------------------------------------------------------------------------- |
| 1 (0 : 1) | 0 : 1 BOS                                         | 08:40 Brad Marchand (9) PPG                                                                                                | D.Pastrňák (10), T.Krug (16)                                                                          | 02:42 Sean Kuraly (BOS) 07:17 Brayden Schenn (STL) 08:19 Ryan O’Reilly (STL) 18:21 Zdeno Chara (BOS)                               | opóźnianie gry wrzucenie na bandę opóźnianie gry przeszkadzanie w grze                       |
| 2 (0 : 0) |                                                   | | | 29:11 Brad Marchand (BOS) 33:43 Charlie McAvoy (BOS)                                                                               | spowodowanie upadku przeciwnika                                                              |
| 3 (1 : 4) | 0 : 2 BOS 0 : 3 BOS 1 : 3 STL 1 : 4 BOS 1 : 5 BOS | 42:31 Brandon Carlo (2) 50:15 Karson Kuhlman (1) 52:01 Ryan O’Reilly (7) 54:06 David Pastrňák (1) 57:41 Zdeno Chara (2) EN | J.DeBrusk (7) D.Krejčí (11) A.Pietrangelo (15), D.Perron (8) B.Marchand (14), S.Kuraly (6) bez asysty | 59:38 Sammy Blais (STL) 59:38 Sammy Blais (STL) 59:38 Connor Clifton (BOS) 59:43 Robert Bortuzzo (STL) 59:43 Robert Bortuzzo (STL) | uderzanie kijem nadmierna ostrość w grze atak kijem trzymanym oburącz niesportowe zachowanie |
| Statystyki bramkarzy | Statystyki bramkarzy                              | Jordan Binnington (STL) Tuukka Rask (BOS)                                                                                  | Czas gry – 58:07 Czas gry – 60:00                                                                     | 27 obron / 31 strzałów 28 obron / 29 strzałów                                                                                      | SV% – .871 SV% – .966                                                                        |
| Objaśnienia: PPG – gol w przewadze, SHG – gol w osłabieniu, EN – gol do pustej bramki, OT – dogrywka, SV% – procent obronionych strzałów |                                                   | | | |                                                                                              |
| \| Trzy gwiazdy meczu \| Trzy gwiazdy meczu \| Trzy gwiazdy meczu \| Trzy gwiazdy meczu \| Trzy gwiazdy meczu \| Trzy gwiazdy meczu \| \| 1 \| 1 \| 2 \| 2 \| 3 \| 3 \| \| ------------------ \| ------------------------- \| ------------------ \| --------------------------- \| ------------------ \| ---------------------------- \| \| \| Tuukka Rask Boston Bruins \| \| Brad Marchand Boston Bruins \| \| David Pastrňák Boston Bruins \| |                                                   | | | |                                                                                              |
| Trzy gwiazdy meczu |                                                   | | | |                                                                                              |
| 1 | 1                                                 | 2 | 2 | 3 | 3                                                                                            |
| | Tuukka Rask Boston Bruins                         | | Brad Marchand Boston Bruins                                                                           | | David Pastrňák Boston Bruins                                                                 |

| Trzy gwiazdy meczu | Trzy gwiazdy meczu        | Trzy gwiazdy meczu | Trzy gwiazdy meczu          | Trzy gwiazdy meczu | Trzy gwiazdy meczu           |
| 1                  | 1                         | 2                  | 2                           | 3                  | 3                            |
| ------------------ | ------------------------- | ------------------ | --------------------------- | ------------------ | ---------------------------- |
|                    | Tuukka Rask Boston Bruins |                    | Brad Marchand Boston Bruins |                    | David Pastrňák Boston Bruins |

| Szczegóły meczu | Szczegóły meczu               | Szczegóły meczu                                                         | Szczegóły meczu                                                              | Szczegóły meczu                               | Szczegóły meczu       |
| Tercja | Stan meczu                    | Zdobywcy bramek                                                         | Zdobywcy bramek                                                              | Kary                                          | Kary                  |
| Tercja | Stan meczu                    | Strzelec                                                                | Asysta                                                                       | Ukarany zawodnik                              | Przewinienie          |
| --- | ----------------------------- | ----------------------------------------------------------------------- | ---------------------------------------------------------------------------- | --------------------------------------------- | --------------------- |
| 1 (0 : 2) | 0 : 1 STL 0 : 2 STL           | 16:47 Ryan O’Reilly (8) 19:52 Alex Pietrangelo (3)                      | J.Bouwmeester (7), A.Pietrangelo (16) J.Schwartz (7)                         | 07:57 Colton Parayko (STL)                    | opóźnianie gry        |
| 2 (0 : 0) |                               |                                                                         |                                                                              |                                               |                       |
| 3 (1 : 2) | 0 : 3 STL 0 : 4 STL 1 : 4 BOS | 51:25 Brayden Schenn (5) 55:22 Zach Sanford (1) 57:50 Matt Grzelcyk (4) | W.Tarasienko (6), J.Schwartz (8) D.Perron (9), R.O’Reilly (15) D.Krejčí (12) |                                               |                       |
| Statystyki bramkarzy | Statystyki bramkarzy          | Jordan Binnington (STL) Tuukka Rask (BOS)                               | Czas gry – 60:00 Czas gry – 56:34                                            | 32 obrony / 33 strzały 16 obron / 20 strzałów | SV% – .970 SV% – .800 |
| Objaśnienia: PPG – gol w przewadze, SHG – gol w osłabieniu, EN – gol do pustej bramki, OT – dogrywka, SV% – procent obronionych strzałów |                               |                                                                         |                                                                              |                                               |                       |

## Najlepsi zawodnicy playoff
Zawodnicy z pola
| Punkty                                      | Punkty | Gole                                                                                | Gole | Asysty                                  | Asysty | +/-                                        | +/- |
| ------------------------------------------- | ------ | ----------------------------------------------------------------------------------- | ---- | --------------------------------------- | ------ | ------------------------------------------ | --- |
| Ryan O’Reilly (STL) Brad Marchand (BOS)     | 23     | Logan Couture (SJS)                                                                 | 14   | Alex Pietrangelo (STL) Torey Krug (BOS) | 16     | Zdeno Chara (BOS)                          | +11 |
| Ryan O’Reilly (STL) Brad Marchand (BOS)     | 23     | Jaden Schwartz (STL)                                                                | 12   | Alex Pietrangelo (STL) Torey Krug (BOS) | 16     | Brandon Carlo (BOS)                        | +10 |
| Logan Couture (SJS) Jaden Schwartz (STL)    | 20     | Władimir Tarasienko (STL)                                                           | 11   | Ryan O’Reilly (STL)                     | 15     | Jaden Schwartz (STL) Jay Bouwmeester (STL) | +9  |
| Logan Couture (SJS) Jaden Schwartz (STL)    | 20     | Tomáš Hertl (SJS)                                                                   | 10   | Brad Marchand (BOS) Erik Karlsson (SJS) | 14     | Jaden Schwartz (STL) Jay Bouwmeester (STL) | +9  |
| Alex Pietrangelo (STL) David Pastrňák (BOS) | 19     | Brad Marchand (BOS) Patrice Bergeron (BOS) David Pastrňák (BOS) Charlie Coyle (BOS) | 9    | Brad Marchand (BOS) Erik Karlsson (SJS) | 14     | Charlie Coyle (BOS) John Klingberg (DAL)   | +8  |

Bramkarze

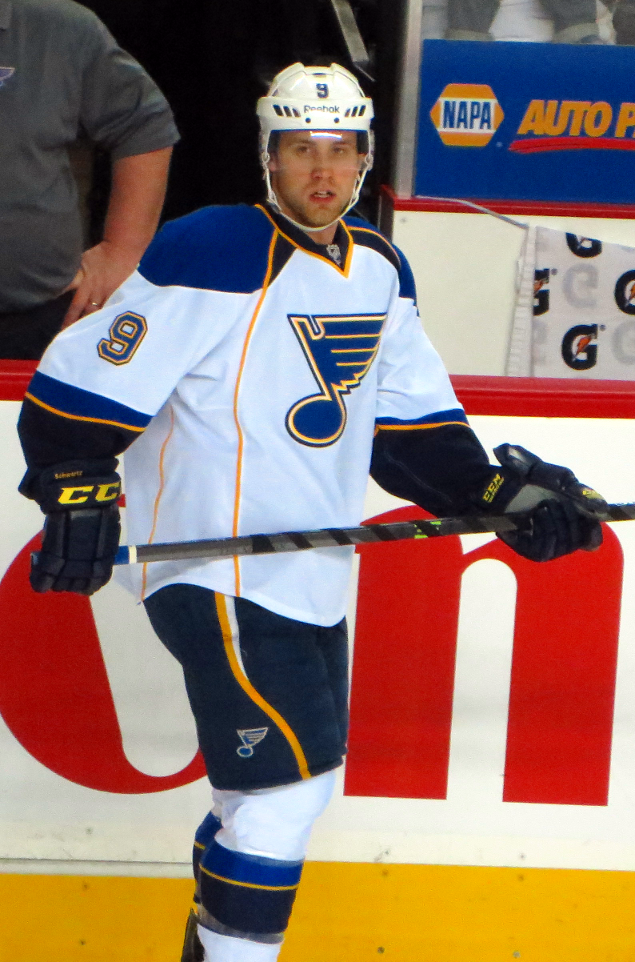
Jaden Schwartz

W zestawieniu ujęto bramkarzy grających przez co najmniej 600 minut.

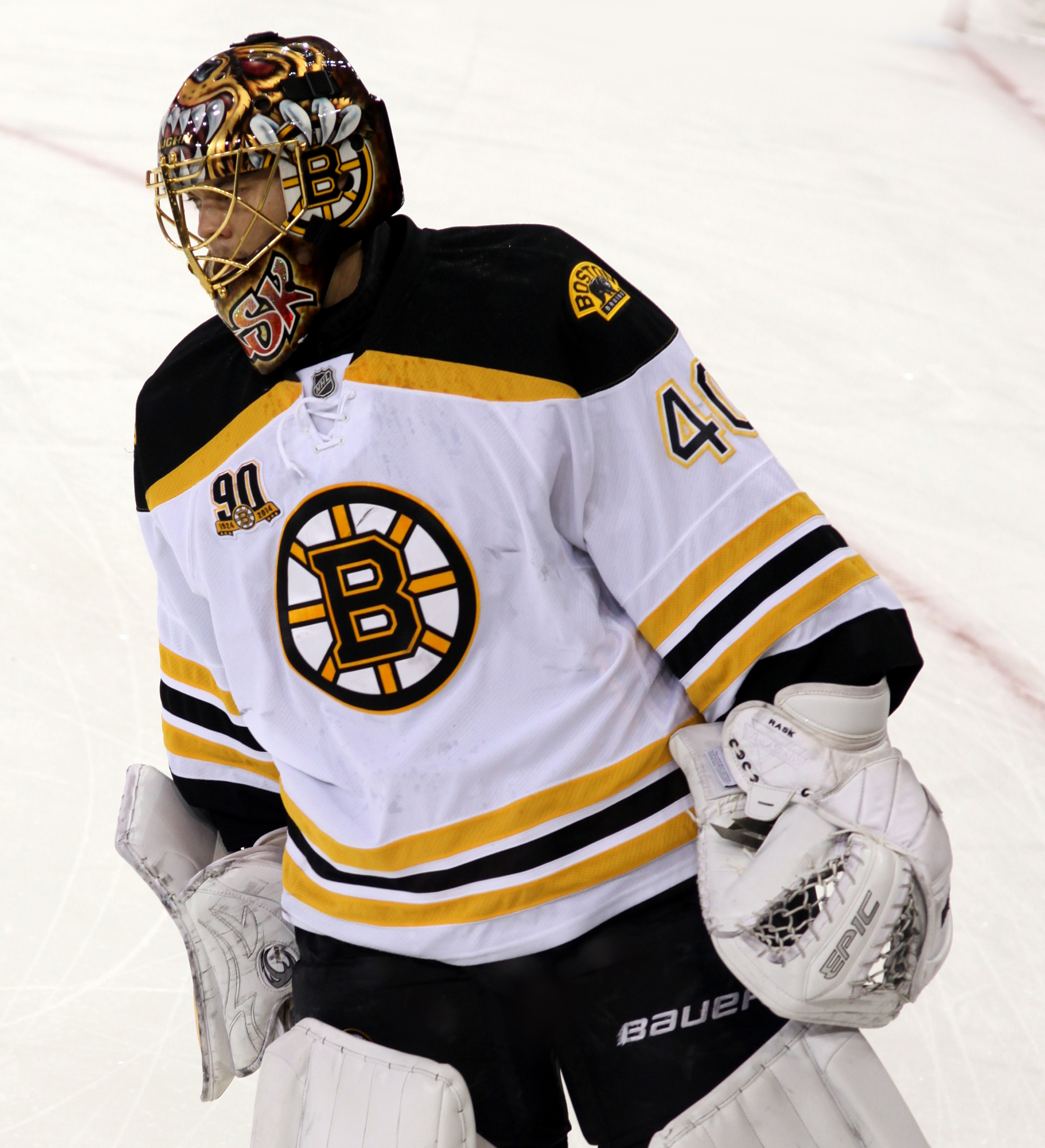
Tuukka Rask

| Obrony (w %)                                    | Obrony (w %) | GAA                      | GAA  | Shutouty | Shutouty | Zwycięstwa                              | Zwycięstwa |
| ----------------------------------------------- | ------------ | ------------------------ | ---- | --- | -------- | --------------------------------------- | ---------- |
| Robin Lehner (NYI)                              | .936         | Robin Lehner (NYI)       | 2.00 | Tuukka Rask (BOS) Petr Mrázek (CAR)                                                                         | 2        | Jordan Binnington (STL)                 | 16         |
| Tuukka Rask (BOS)                               | .934         | Tuukka Rask (BOS)        | 2.02 | Tuukka Rask (BOS) Petr Mrázek (CAR)                                                                         | 2        | Tuukka Rask (BOS)                       | 15         |
| Ben Bishop (DAL)                                | .933         | Ben Bishop (DAL)         | 2.22 | Jordan Binnington (STL) Philipp Grubauer (COL) Braden Holtby (WSH) Marc-André Fleury (VGK) Mike Smith (CGY) | 1        | Martin Jones (SJS)                      | 10         |
| Siergiej Bobrowski (CBJ) Philipp Grubauer (COL) | .925         | Philipp Grubauer (COL)   | 2.30 | Jordan Binnington (STL) Philipp Grubauer (COL) Braden Holtby (WSH) Marc-André Fleury (VGK) Mike Smith (CGY) | 1        | Ben Bishop (DAL) Philipp Grubauer (COL) | 7          |
| Siergiej Bobrowski (CBJ) Philipp Grubauer (COL) | .925         | Siergiej Bobrowski (CBJ) | 2.41 | Jordan Binnington (STL) Philipp Grubauer (COL) Braden Holtby (WSH) Marc-André Fleury (VGK) Mike Smith (CGY) | 1        | Ben Bishop (DAL) Philipp Grubauer (COL) | 7          |